# Afryka
| ponad 15% 5–15% 2–5% 1–2% 0.5–1% 0.1-0.5% brak danych |

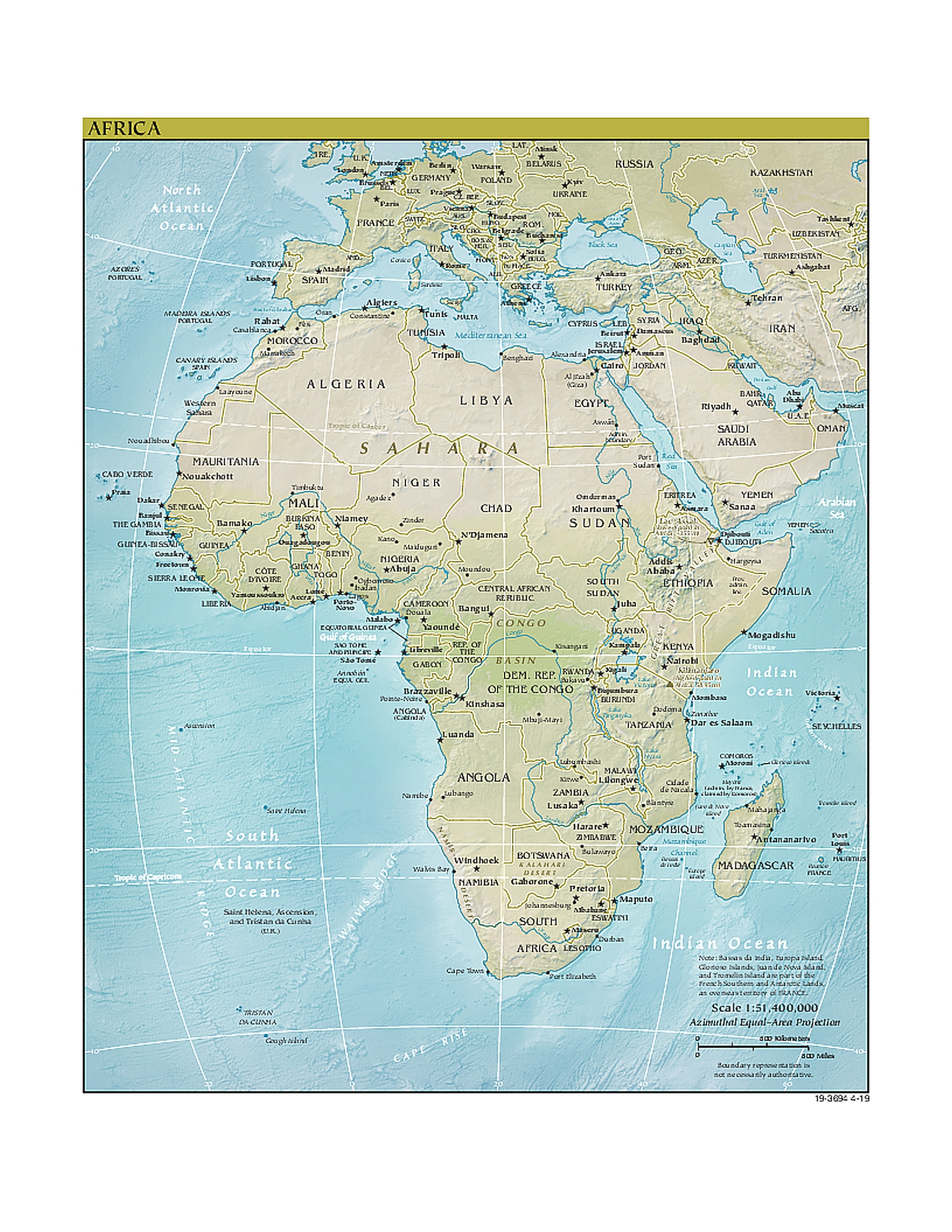
Mapa Afryki

Zachorowania na HIV/AIDS w poszczególnych krajach Afryki (% populacji w wieku 15–49 lat, stan na 2011 r.)

Afryka – drugi pod względem wielkości kontynent na Ziemi. Zajmuje 30,37 mln km², czyli ponad 20,3% ogólnej powierzchni lądowej Ziemi. Przechodzą przez nią: południk 0°, obydwa zwrotniki i równik.
Według danych z 2012 r. Afrykę zamieszkuje ponad miliard ludzi, co stanowi około 1/7 ludności świata. Afryka ma najwyższy na świecie przyrost naturalny (24‰ rocznie) i jest „najmłodszym” kontynentem na Ziemi – dzieci (0–14 lat) stanowią ok. 44% populacji. Afryka ma też najniższy PKB na 1 mieszkańca (895 dolarów USA), najniższą średnią długość życia (56 lat), a także największą liczbę zakażonych wirusem HIV (ok. 24,9 mln, czyli ok. 64,3% zakażonych na całym świecie).
W kilku krajach Afryki wciąż trwają wojny domowe i innego rodzaju konflikty zbrojne. Najgroźniejszymi punktami zapalnymi wciąż pozostają Darfur w Sudanie, Sudan Południowy, wschodnia część Demokratycznej Republiki Konga, Czad, Wybrzeże Kości Słoniowej, Somalia, północna część Nigerii, Libia oraz Republika Środkowoafrykańska.
Afryka jest najsłabiej zurbanizowanym kontynentem (ok. 39% ludności mieszka w miastach). Największe miasta pod względem liczby mieszkańców to Lagos, Kair, Kinszasa, Aleksandria, Casablanca i Abidżan (nie licząc zespołów miejskich Chartumu i Johannesburga). Największe państwo – Algieria (2 381 740 km²), najludniejsze – Nigeria (190 mln), najgęściej zaludnione – Mauritius (610 osób na km²); najmniejsze – Seszele (455 km²), najmniej ludne – Seszele (83 tys.), najrzadziej zaludnione – Sahara Zachodnia (1 os./km²).
W 2020 r. wskaźniki klimatyczne w Afryce charakteryzowały się ciągłym ociepleniem temperatur, coraz szybszym wzrostem poziomu morza, ekstremalnymi zjawiskami pogodowymi i klimatycznymi, takimi jak powodzie i susze, oraz powiązanymi niszczącymi skutkami; gwałtowne kurczenie się ostatnich pozostałych lodowców we wschodniej Afryce, które w niedalekiej przyszłości mają się całkowicie stopić, sygnalizuje groźbę nieuchronnych i nieodwracalnych zmian w systemie Ziemi.

## Nazwa kontynentu

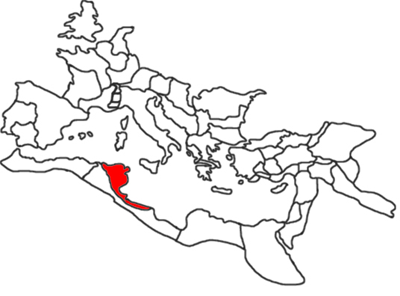
Africa Proconsularis na tle podziału administracyjnego Imperium Rzymskiego

Nazwa „Afryka” pochodzi z łaciny i oznacza „ziemia Afrów”. Nazwa ta jako nazwa kontynentu leżącego na południe od Morza Śródziemnego pojawiła się po raz pierwszy w dziele De chorographia autorstwa Pomponiusza Meli z 41 roku naszej ery. Wcześniej określano nią rzymską prowincję na tym kontynencie. Ten wówczas nazywano „Libia”.

## Położenie i granice
Afryka znajduje się po obu stronach równika oraz po obu stronach południka 0. Jednakże nie ma w niej terenów leżących na południowy zachód od przecięcia się równika i południka 0.
Skrajnymi punktami są:
- Ras al-Ghiran (37°21′N)[9]
- Przylądek Igielny (34°51′S)
- Almadi (17°33′W)
- Przylądek Hafun (51°23′E), a po uwzględnieniu wysp wschodni brzeg Sokotry (54°28′E)

Rozciągłość południkowa wynosi 8024,8 km, natomiast równoleżnikowa 7660,6 km.
Położenie Afryki w niskich szerokościach geograficznych powoduje, iż na kontynencie występuje zjawisko górowania Słońca w zenicie, co przekłada się na znacznie wyższe usłonecznienie możliwe (teoretyczne), niż ma to miejsce na wyższych szerokościach (np. w Europie).
Większość granic Afryki to granice morskie. Afrykę opływają dwa oceany: Atlantycki i Indyjski. Jedynym morzem Atlantyku jest opływające od północy Morze Śródziemne, które oddziela Afrykę od Europy. Do systemu Oceanu Indyjskiego należy Morze Czerwone, które oddziela Afrykę od Półwyspu Arabskiego i półwyspu Synaj, należących do Azji. Jedynym połączeniem lądowym z sąsiednim kontynentem jest Przesmyk Sueski. Jest on przecięty Kanałem Sueskim, który jest uznawany za dokładne wytyczenie granicy umownej. Wcześniej w miejscu kanału był ciąg jezior: Manzila, Timsah, Wielkie Jezioro Gorzkie, Małe Jezioro Gorzkie.

## Geologia i tektonika

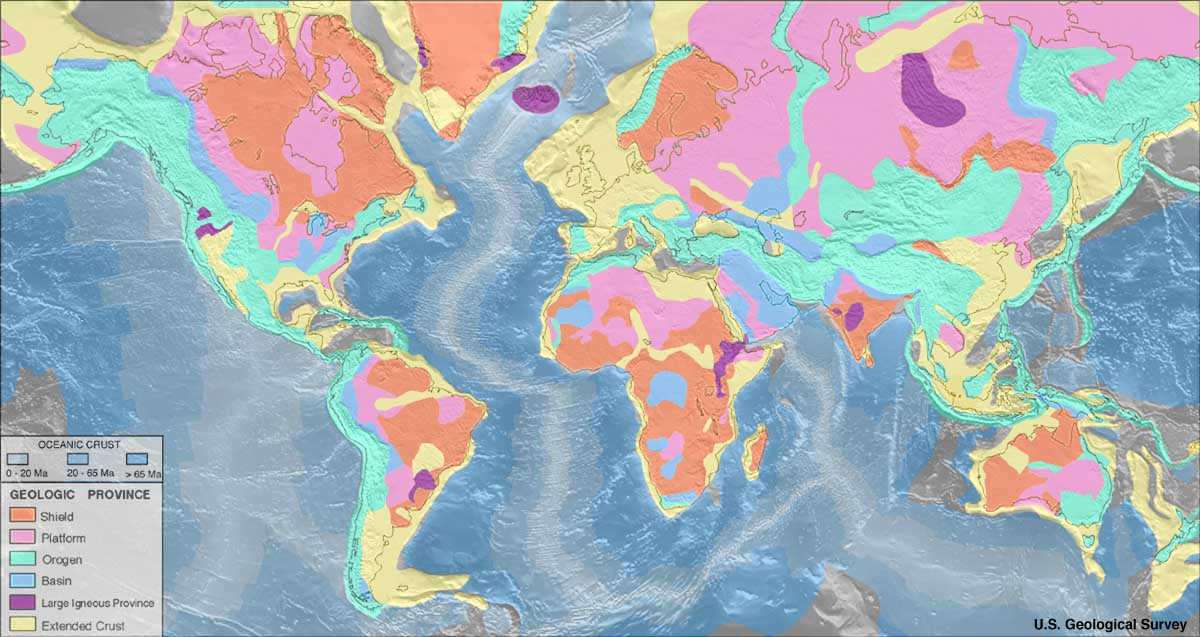
Podział świata na jednostki geologiczne

Afryka leży w całości na płycie afrykańskiej, która jest największą płytą na Ziemi. Płyta ta poza obszarami wyżynno-górskimi w syneklizach: Taudan, algiersko-libijskiej, nigeryjskiej, Czadu, Konga, Okawango i Kalahari oraz w zapadlisku mozambickim i basenie Karru znajduje się bezpośrednio pod warstwą osadów. Na obszary położone wyżej znajdują się na tarczach: regibackiej, Ahaggaru, Tibesti, nubijskiej, Kasai oraz wzniesieniach gwinejskich, tanganicko-rodezyjskich, kongo-namibijskich i Transwalu.
Afryka uzyskała kształty zbliżone do obecnych już w proterozoiku. Później wypiętrzyły się Góry Przylądkowe oraz Góry Atlas. Największą strukturą tektoniczną są Wielkie Rowy Afrykańskie.

### Platforma afrykańska

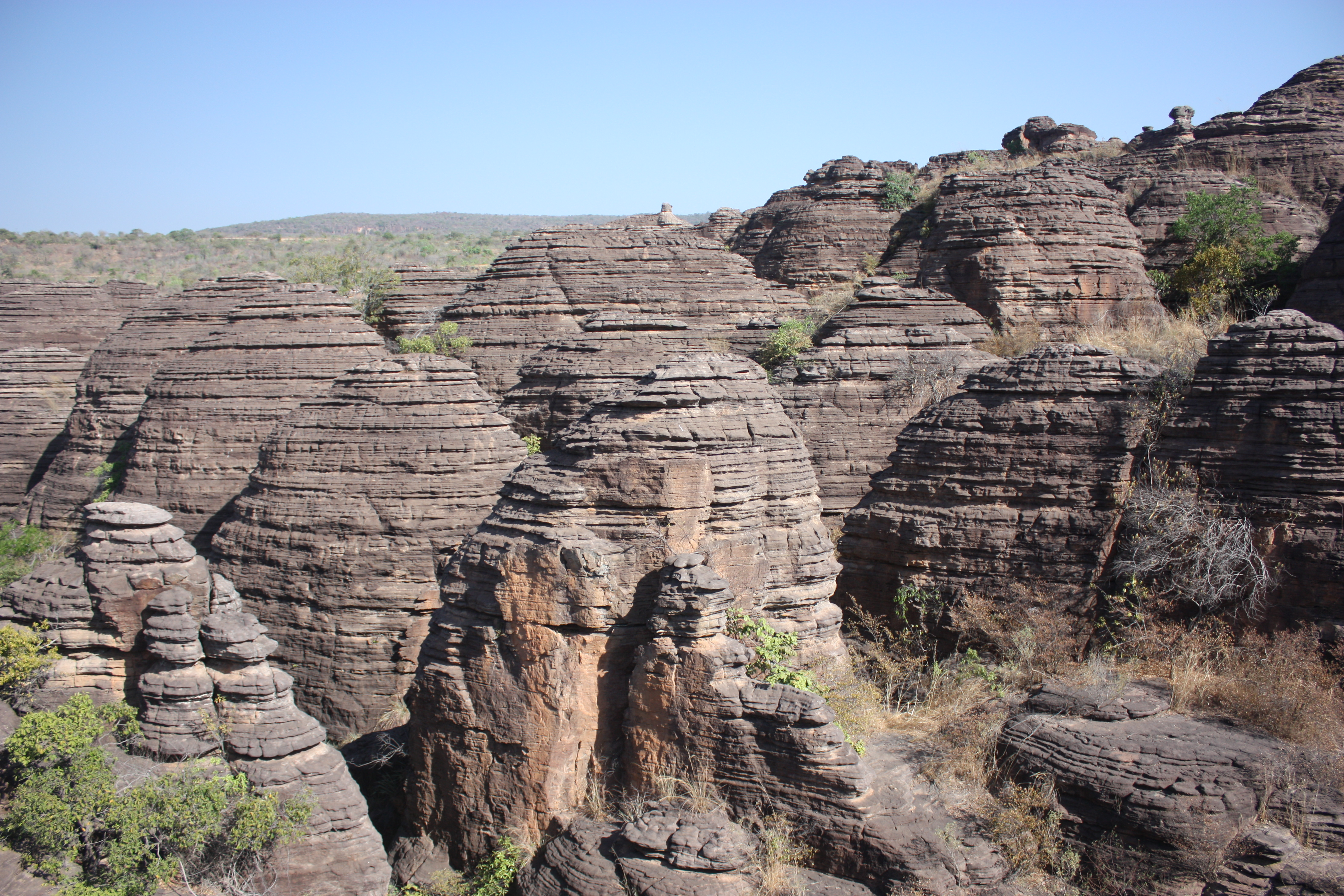
Dômes de Fabédougou

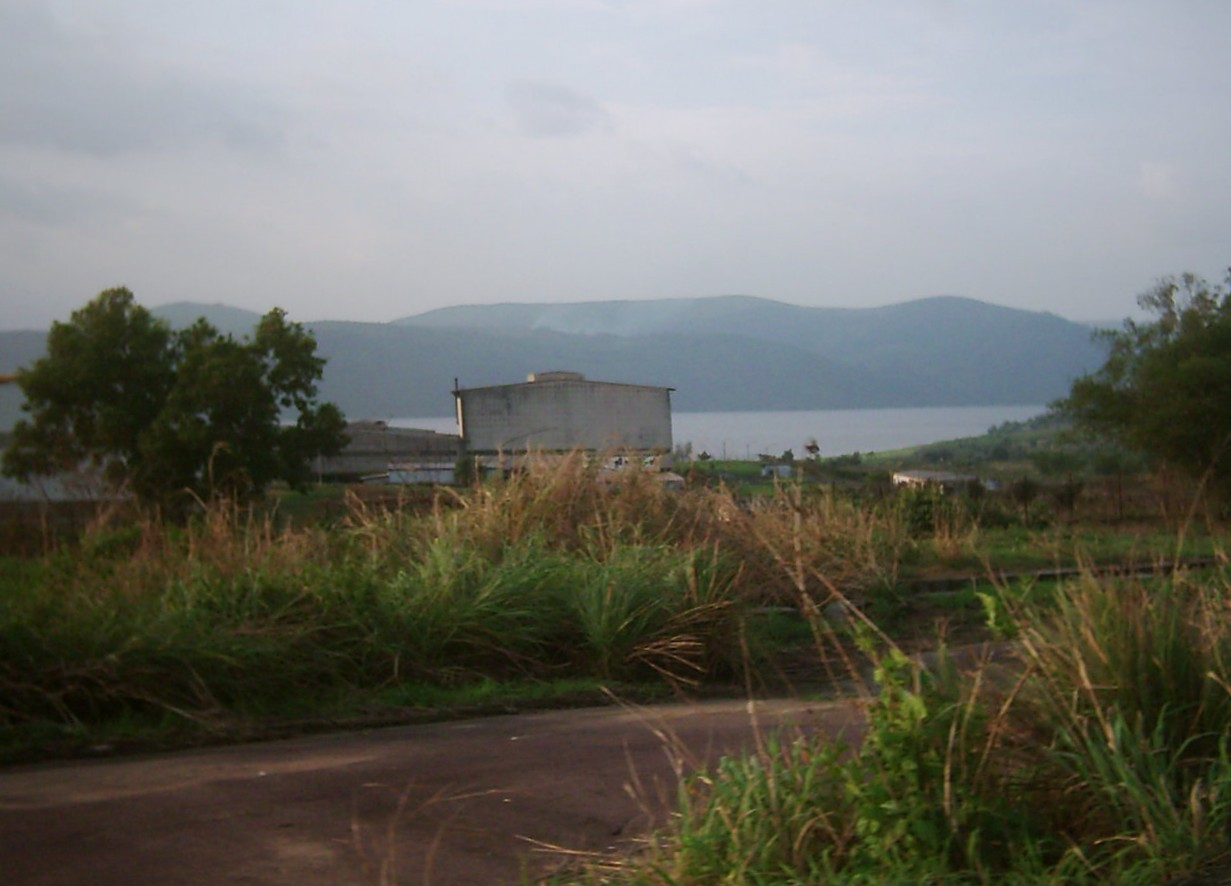
Kotlina Konga

Platforma afrykańska jest najniższą (leżącą najgłębiej) platformą geologiczną będącą odpowiednikiem Płyty afrykańskiej w tektonice. Prekambryjska platforma afrykańska obejmuje cały kontynent łącznie z wyspami, ale bez Gór Atlas i Przylądkowych. Wychodnie platformy afrykańskiej znajdują się w syneklizach. Składają się głównie ze starych skał prekambryjskich: zlepieńców, piaskowców i piasków, łupków oraz skał wulkanicznych, występujących pod postacią intruzji magmowych. Czasem skały te są przykryte stosunkowo niewielką warstwą osadów czwartorzędowych, pochodzenia glacjalnego, co świadczy o zlodowaceniu Gondwany.
Tarcza regibackaZnajduje się w zachodniej części Sahary na pograniczu Mauretanii, Sahary Zachodniej (część Maroka) i Algierii. Tarcza jest zbudowana z najstarszych skał zaliczanych do formacji Amsago. Są to granulity, czarnokity, anoryty, piroksenity, amfibolity, gnejsy kordierytowo-sylimanitowe, gnejsy biotytowe i hiperstenowe, łupki niklowe, marmury oraz kwarcyty żelaziste. We wschodniej części dominują słabo zmetamofizowane skały wulkaniczne i wulkaniczno-dendryczne. Na tarczy znajdują się skały z neoproteozoiku: kwarcyty, zlepieńce, pokrywy ryolitów i andezytów oraz wapienie.

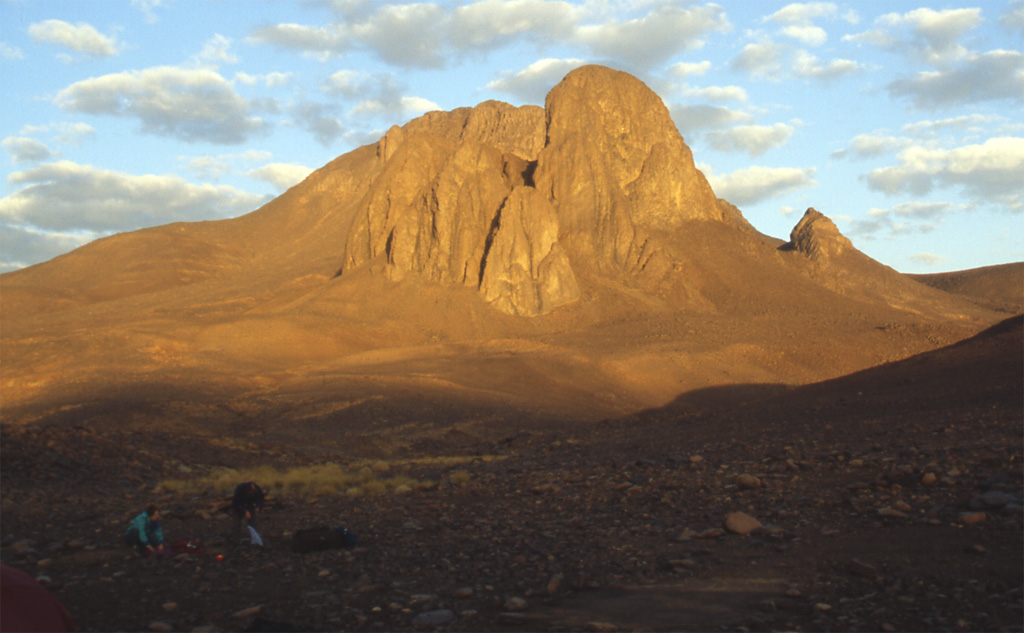
Szczyt Tahat

Tarcza AhaggaruZnajduje się w centralnej części Sahary w południowej części Algierii. Na tarczy znajdują się Góry Ahaggar z najwyższym szczytem Algierii Tahatem (2918 metrów).
Tarcza TibestiNajmniejsza spośród afrykańskich tarcz, znajduje się w południowej części Sahary na pograniczu Czadu (większość) oraz Libii i Nigru, na jej terenie znajdują się góry Tibesti, których najwyższym szczytem jest Emi Kussi (3415 m), będący najwyższym szczytem Czadu. Tarcza Tibesti jako jedyna na terenie Sahary ma pochodzenie wulkaniczne. Jest to najmłodsza nieosadowa formacja na Saharze, w przeciwieństwie do reszty struktur saharyjskich jest wychodnią skał litych.

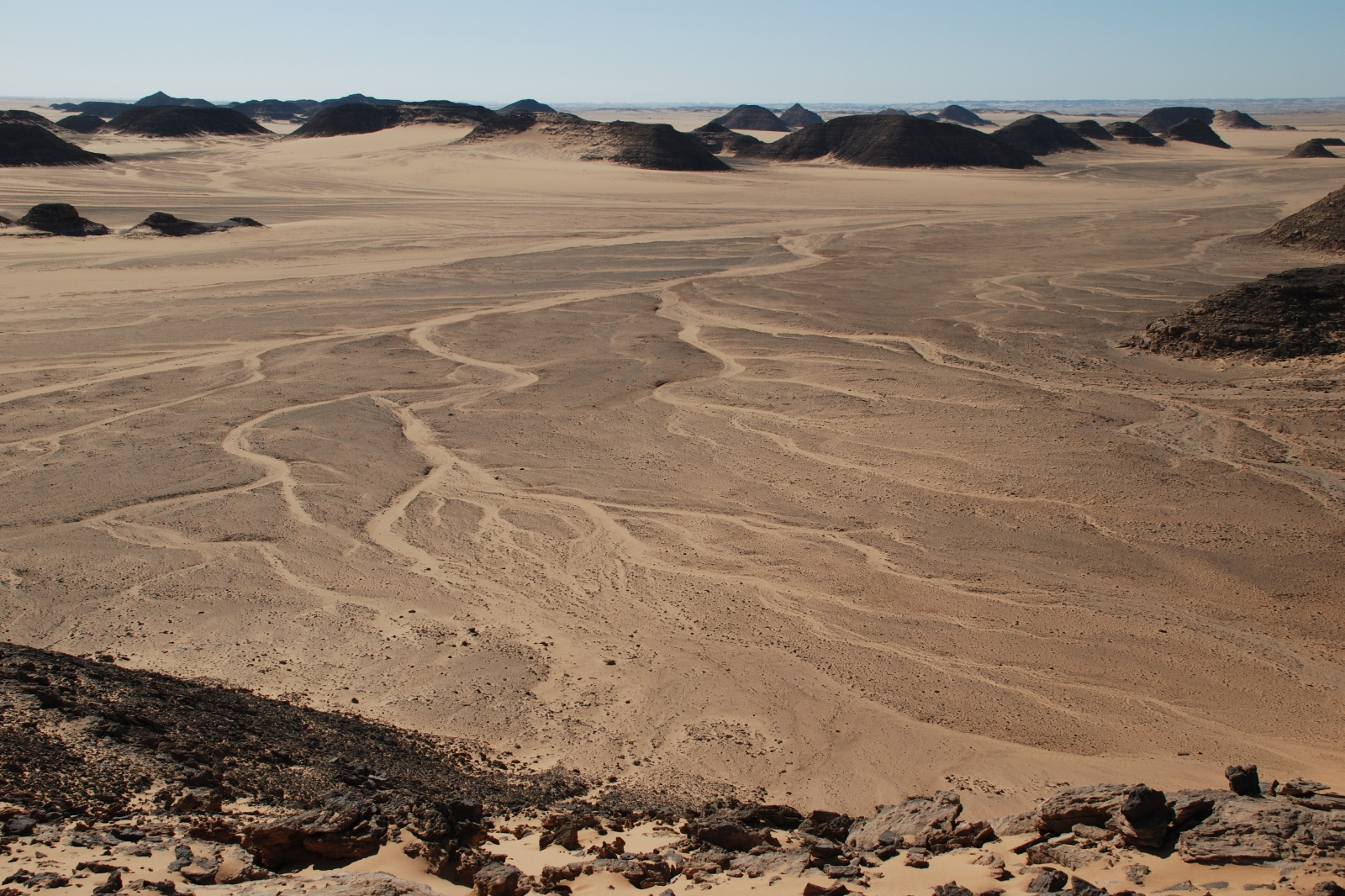
Wadi Halfa

Tarcza nubijskaZnajduje się pomiędzy Nilem a Morzem Czerwonym we wschodniej części Egiptu i Sudanu. Tarcza jest pokryta skałami okruchowymi, głównie piaski i żwiry
Tarcza KasaiZnajduje się w pomiędzy Syneklizą Konga a Syneklizą Okawango na pograniczu Demokratycznej Republiki Konga i Zambii. Na terenie tarczy Kasai znajduje się Wyżyna Katanga.
Wzniesienia gwinejskieZnajdują się nad północnym brzegiem Zatoki Gwinejskiej. Na terenie tej jednostki znajdują się Gwinea, Sierra Leone, Wybrzeże Kości Słoniowej, Burkina Faso, Ghana, Togo, Benin oraz niewielkie fragmenty: Mali, Nigru i Nigerii.
Wzniesienia kongo-namibijskieRozciągają się wzdłuż południowej części wybrzeża atlantyckiego. Na terenie tej jednostki znajdują się Angola i Namibia.
Wzniesienia tanganicko-rodezyjskieSą południową częścią Wielkich Rowów Afrykańskich. Ciągną się południkowo od Tanzanii poprzez Zambię i Malawi przez Tete w Mozambiku do Zimbabwe.
Wzniesienia TranswaluZnajdują się w południowej Afryce pomiędzy Syneklizą Okawango a Basenem Karru na pograniczu RPA, Namibii i Botswany.
Zapadlisko mozambickieZnajduje się na południowym wschodzie Afryki, pomiędzy wzniesieniami tanganicko-rodezyjskimi a brzegiem Oceanu Indyjskiego. Znajduje się na terytorium Mozambiku.
Synekliza TaudanZnajduje się w zachodniej części Sahary. Jest obniżeniem pomiędzy tarczą regibacką, tarczą Ahagarru i wzniesieniami gwinejskimi. Znajduje się na terytorium Mauretanii, Mali i Algierii.
Synekliza algiersko-libijskaZnajduje się w północnej części Sahary. Jest obniżeniem przed górami Atlas. Znajduje się na terytorium Algierii i Libii.
Synekliza nigeryjskaZnajduje się w południowej części Sahary. Jest obniżeniem pomiędzy wzniesieniami gwinejskimi a tarczą Ahaggaru. Znajduje się na terytorium Nigerii i Nigru.
Synekliza CzaduZnajduje się w południowej części Sahary. Jest obniżeniem pomiędzy wzniesieniami środkowoafrykańskimi a tarczą Ahaggaru. Znajduje się na terytorium Czadu i Nigru.
Synekliza KongaZnajduje się w centralnej Afryce. Jest obniżeniem pomiędzy wzniesieniami środkowoafrykańskimi, wzniesieniami tanganicko-rodezyjskimi, tarczą Kasai i wzniesieniami kongijsko-nambijskimi. Jej obszar tworzy jednostkę fizycznogeograficzną Kotlina Konga. Znajduje się na terytorium Demokratycznej Republiki Konga.
Synekliza OkawangoZnajduje się w południowej Afryce. Jest obniżeniem pomiędzy tarczą Kasai i wzniesieniami kongijsko-nambijskimi. Znajduje się na terytorium Angoli, Zambii, Zimbabwe, Botswany i Namibii:
Góry Atlas

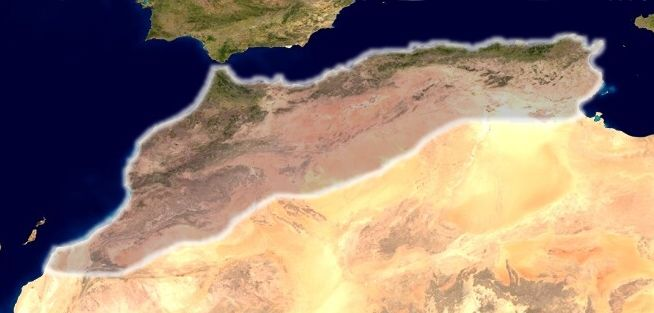
Góry Atlas z satelity

Znajdują się na północy Afryki w zachodniej części wybrzeża Morza Śródziemnego na terenie Maroka, Algierii i Tunezji. Wraz z Górami Smoczymi są najmłodszymi fragmentami Afryki.
Góry Przylądkowe

Rezerwat Przyrody Grootvadersbosch w Górach Długich (część Gór Przylądkowych)

Znajdują się na południowym krańcu Afryki. Góry te ukształtowały się w orogenezie alpejskiej. W dewonie w miejscu Góry Przylądkowych znajdowała się głęboka geosynklina, w którą zbierały się osady morskie. Góry wypiętrzyły się w triasie, kiedy podczas rozpadu Gondwany nastąpiła kolizja pomiędzy przyszłą płytą afrykańską a Protoameryką.

Wielkie Rowy Afrykańskie
Położone są we wschodniej Afryce. Są jedyną tak dużą rozpadliną na lądzie. Ich przedłużeniem na północ jest Morze Czerwone, natomiast na zachód rozpadlina biegnie przez Ocean Indyjski oraz wzdłuż wybrzeży Półwyspu Arabskiego. System Wielkich Rowów jest jednym z dowodów hipotezy ekspansji powierzchni Ziemi.
System Wielkich Rowów Afrykańskich ma zupełnie inną geologię niż reszta kontynentu. Ze względu na wulkanizm dominują młode skały wulkaniczne, zalegające również na powierzchni. Wzdłuż linii dyslokacyjnych występują czynne i wygasłe wulkany, w tym Kilimandżaro – najwyższa góra Afryki i Kenia. Czynne wulkany występują w grupie Wirunga oraz w zapadlisku Afar.

### Surowce mineralne
Afryka jest kontynentem bardzo bogatym w zasoby naturalne, których wielkość właściwie nie została oszacowana, a wiele nie jest eksploatowanych. W starym podłożu Afryki znajduje się wiele cennych surowców metalicznych, m.in. rudy żelaza, niklu, miedzi, manganu, antymonu, chromu, kobaltu, wanadu, uranu oraz bogate złoża złota, srebra, platyny i diamentów. Pokłady żelaza i boksytu pochodzą z gleb czerwonych, stąd są stale odtwarzane w obecnych warunkach. W młodszych skałach występuje węgiel kamienny, ropa naftowa, gaz ziemny, uran i inne surowce pochodzenia osadowego.
Pokłady żelaza w Afryce są dwojakiego rodzaju. Pokłady magmowe są pochodzenia wulkanicznego. Są świetnie wykrystalizowane i zalegają w intruzjach. Żelazo w tej formie występuje głównie na południu kontynentu. Takim rudom żelaza towarzyszy często wanad. Drugim rodzajem pokładów są płytkie pokłady zwietrzelinowe, powszechnie występujące w strefie laterytów w Afryce zachodniej, środkowej i południowej; pokłady te powstają poprzez odkładnie się związków żelaza w głębokiej warstwie gleby. Powoduje to, że pokłady są wprawdzie płytko, jednak są bardzo zanieczyszczone i słabo skoncentrowane. Procesy powstania pokładów osadowych wciąż trwają. Pokładów powstałych w innych procesach praktycznie w Afryce nie ma.
Ropa naftowa w Afryce powstała w kredzie. Znajduje się ona głównie w państwach arabskich oraz na szelfach i wybrzeżu Nigerii. Zgodnie z szacunkami OPEC, w 2000 w Afryce znajdowało się 7,3% światowych zasobów tego surowca, czyli mniej niż w Europie (wraz z krajami dawnego ZSRR), ale więcej niż w Ameryce Północnej (bez Karaibów). Najwięcej ropy znajdowało się w Libii (29,5 miliarda baryłek), następna była Nigeria (22,5 mld) i Algieria (9,2 mld). Największe złoża wśród krajów niebędących członkami OPEC miał Egipt (5,4 mld). W pozostałych krajach znajdowało się 8,8 mld. Złoża gazu ziemnego, który zazwyczaj towarzyszy ropie, w Afryce mają inne położenie. Największe złoża są w Algierii, druga jest Nigeria, a trzecia Libia. Istotne gospodarczo złoża znajdują się również pod Madagaskarem. Bituminy stałe praktycznie w Afryce nie występują.
Największe złoża węgla kamiennego w Afryce znajdują się pod Katangą oraz w RPA. Węgiel nie ma większego znaczenia w gospodarce państw afrykańskich.
Złoża uranu w Afryce znajdują się w Maroku, Gabonie, RPA oraz pod Katangą i na pograniczu angolsko–namibijskim.

### Wulkanizm
Wzdłuż linii dyslokacyjnych rozwinęły się wulkany. Największymi wulkanami na kontynencie są najwyższe góry kontynentu Kilimandżaro i Kenia. Czynne wulkany występują w grupie Wirunga oraz na dnie zapadliska Afar. Oprócz stożków wulkanicznych na terenie wyżyny Abisyńskiej oraz w Kenii i Tanzanii występują rozległe pokrywy lawowe.

## Ukształtowanie powierzchni i linia brzegowa

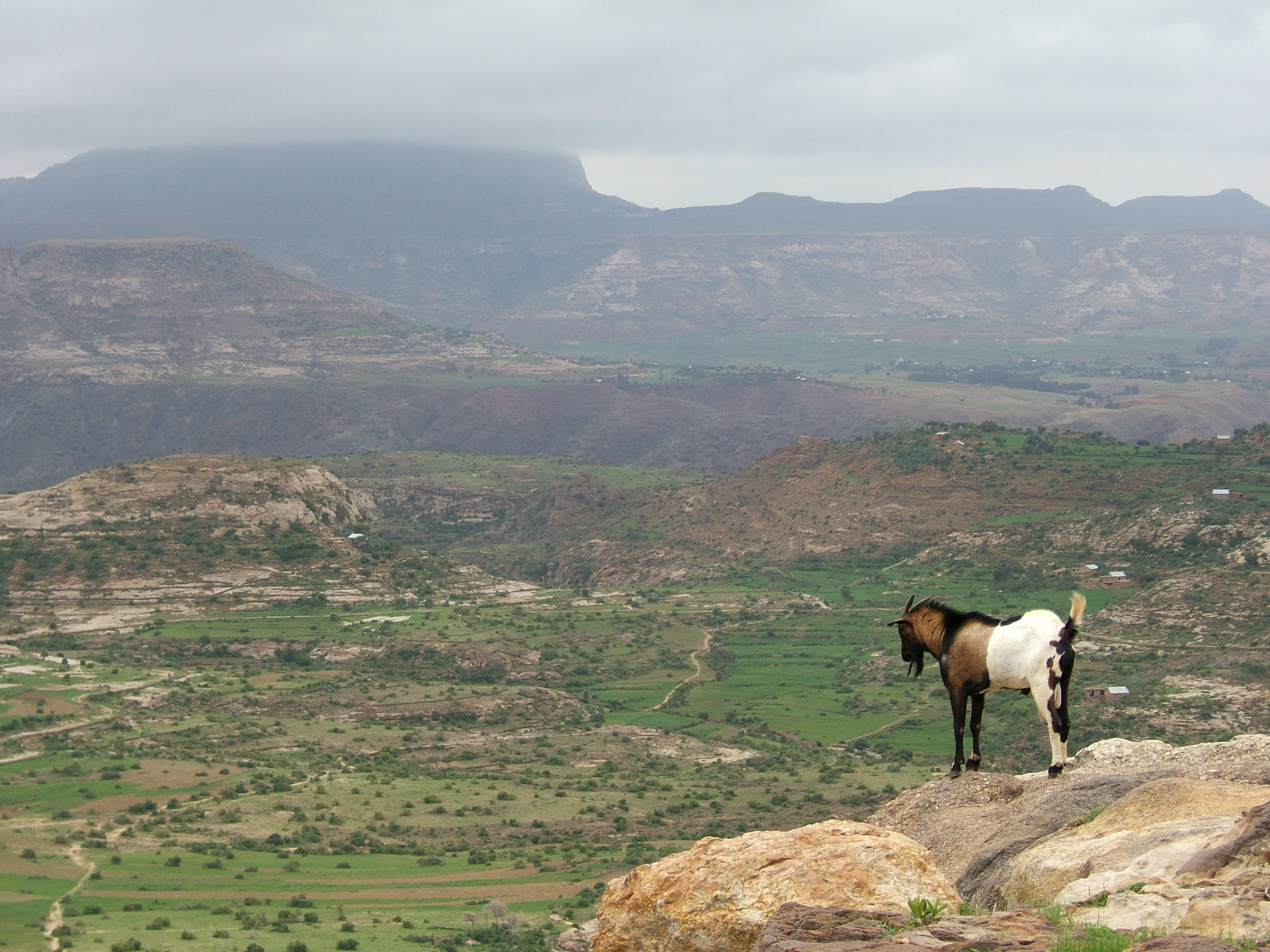
Wyżyna Abisyńska i Ras Daszan

Dominującym typem ukształtowania powierzchni są rozległe wyżyny o wyraźnych krawędziach opadających ku wybrzeżom. Ku wewnętrznym kotlinom wyżyny opadają pod małym kątem. Niziny mają charakter niecek. Największą z nich jest Kotlina Konga. Góry znajdują się na północy (góry Atlas) i południu (Góry Smocze), górski krajobraz występuje również na Wyżynie Abisyńskiej.
Średnia wysokość Afryki wynosi 657 m n.p.m. Po Antarktydzie Afryka ma najmniej terenów nizinnych, położonych do 300 m n.p.m., zaledwie 22,4%. Najwyższy szczyt, Kilimandżaro ma 5895 m n.p.m., najniższy punkt to brzeg jeziora Asal (–150 m n.p.m.). Oba punkty znajdują się we wschodniej części kontynentu, w rejonie Wielkich Rowów Afrykańskich.
|                     | Wysokość terenu (m n.p.m.) | Wysokość terenu (m n.p.m.) | Wysokość terenu (m n.p.m.) | Wysokość terenu (m n.p.m.) | Wysokość terenu (m n.p.m.) | Wysokość terenu (m n.p.m.) | Wysokość terenu (m n.p.m.) | Wysokość terenu (m n.p.m.) |
| Kontynent           | <0                         | 0–300                      | 300–500                    | 500–1000                   | 1000–2000                  | 2000–3000                  | 3000–5000                  | >5000                      |
| ------------------- | -------------------------- | -------------------------- | -------------------------- | -------------------------- | -------------------------- | -------------------------- | -------------------------- | -------------------------- |
| Afryka              | 1,2%                       | 22,4%                      | 27,0%                      | 28,6%                      | 20,2%                      | 1,5%                       | 0,2%                       | 0,0%                       |
| Ameryka Południowa  | 0,0%                       | 49,0%                      | 19,5%                      | 16,9%                      | 6,2%                       | 3,4%                       | 3,9%                       | 1,1%                       |
| Ameryka Północna    | 0,0%                       | 32,8%                      | 22,6%                      | 17,4%                      | 16,5%                      | 10,1%                      | 0,5%                       | 0,1%                       |
| Antarktyda          | 0,0%                       | 6,4%                       | 0,2%                       | 5,2%                       | 28,7%                      | 56,9%                      | 2,5%                       | 0,1%                       |
| Australia i Oceania | 0,2%                       | 54,0%                      | 29,5%                      | 13,0%                      | 2,4%                       | 0,7%                       | 0,2%                       | 0,0%                       |
| Azja                | 1,2%                       | 31,2%                      | 15,8%                      | 21,3%                      | 17,6%                      | 6,1%                       | 4,0%                       | 2,8%                       |
| Europa              | 1,4%                       | 72,6%                      | 10,0%                      | 10,9%                      | 4,4%                       | 0,6%                       | 0,1%                       | 0,0%                       |
| Lądy ogółem         | 0,6%                       | 33,4%                      | 18,6%                      | 19,0%                      | 15,8%                      | 9,5%                       | 2,1%                       | 1,0%                       |

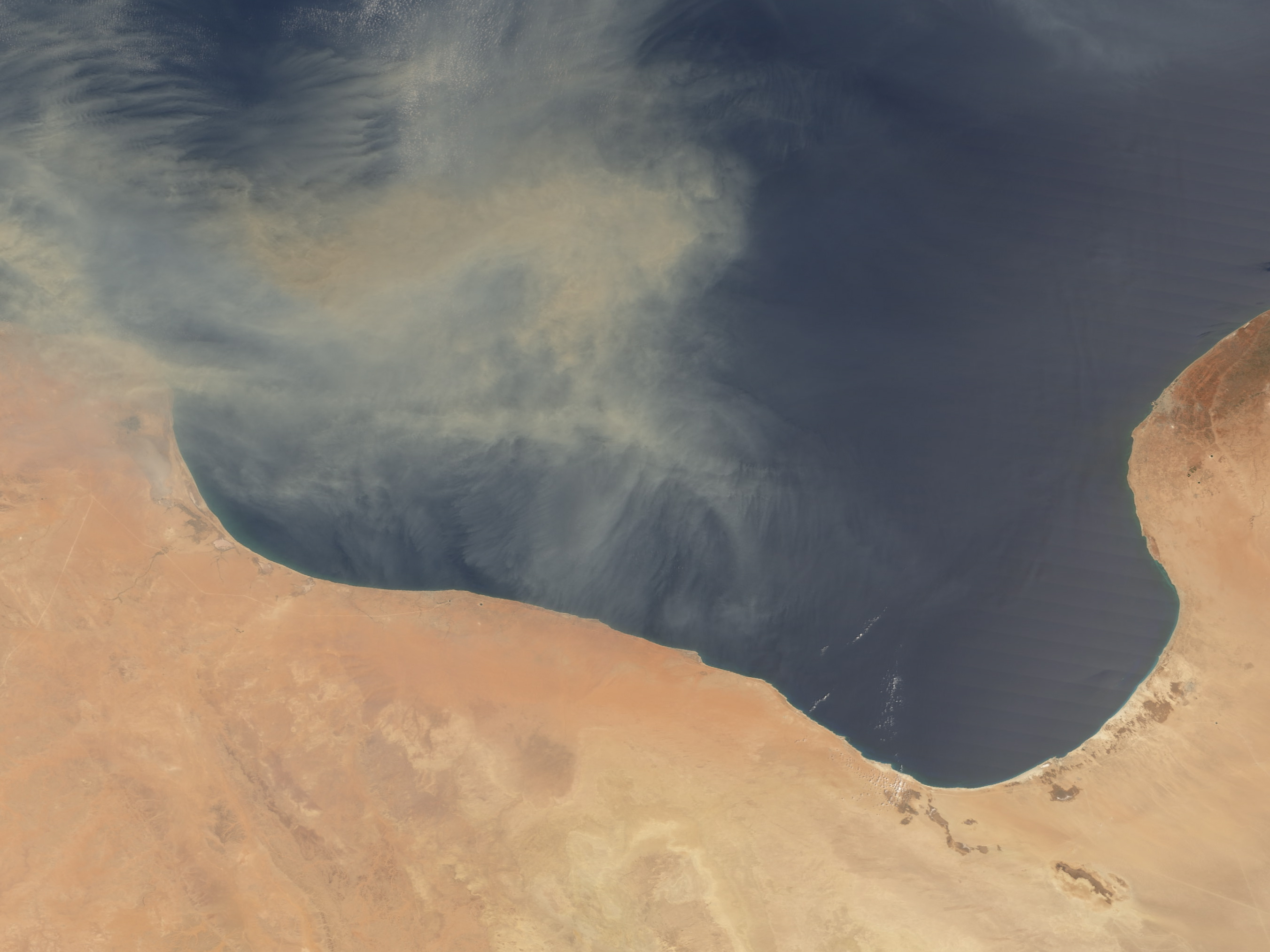
Zdjęcie satelitarne zatoki Wielka Syrta

Afryka jest kontynentem o zwartej budowie; około 95% powierzchni stanowi trzon lądowy. Jedynymi dużymi półwyspami są Półwysep Somalijski oraz półwysep Barka, jednakże oba są zrośnięte z trzonem dużą podstawą. Na półwyspy przypada 3% powierzchni kontynentu.
Największą wyspą jest Madagaskar, oddzielony od kontynentalnej Afryki Kanałem Mozambickim. Pozostałe wyspy są niewielkie; leżą głównie na Oceanie Indyjskim oraz w Zatoce Gwinejskiej. Powierzchnia afrykańskich wysp stanowi 2% powierzchni całego kontynentu.
Afryka nie ma też wielu zatok. Jedyna duża zatoka to Zatoka Gwinejska, szeroko otwarta ku Oceanowi Atlantyckiemu. Drugorzędnymi zatokami są Benin i Bonny. Oprócz nich są mniejsze zatoki, m.in. Zatoka Wielorybia, False Bay, Maputo oraz Wielka Syrta i Mała Syrta.
Wybrzeża Afryki są mało zróżnicowane, najczęściej wyrównane, klifowe z szeroką plażą lub wybrzeża narastające. Rzeki przeważnie mają delty cofnięte. Wyspy są przeważnie skaliste. Na Madagaskarze oraz okolicznych wyspach znajdują się wybrzeża namorzynowe. Morze Czerwone posiada rafy koralowe.

## Gleby

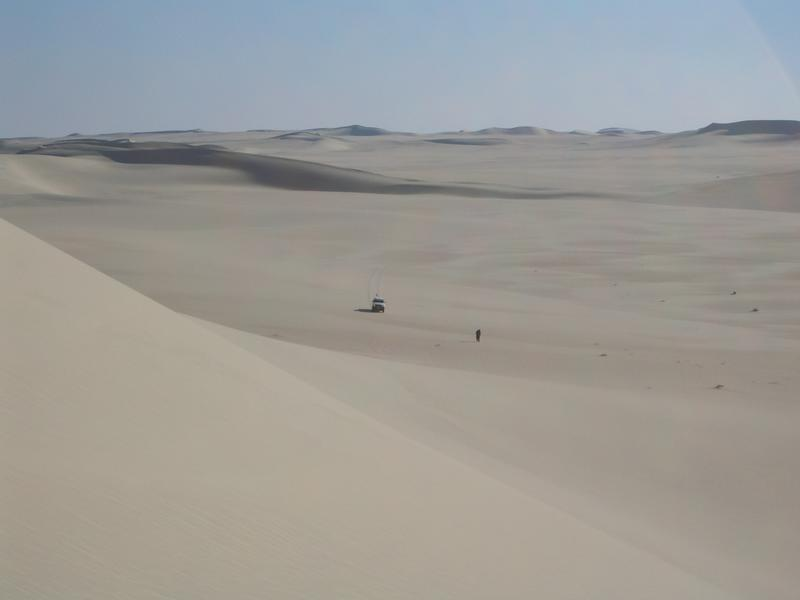
Szaroziemy na Saharze

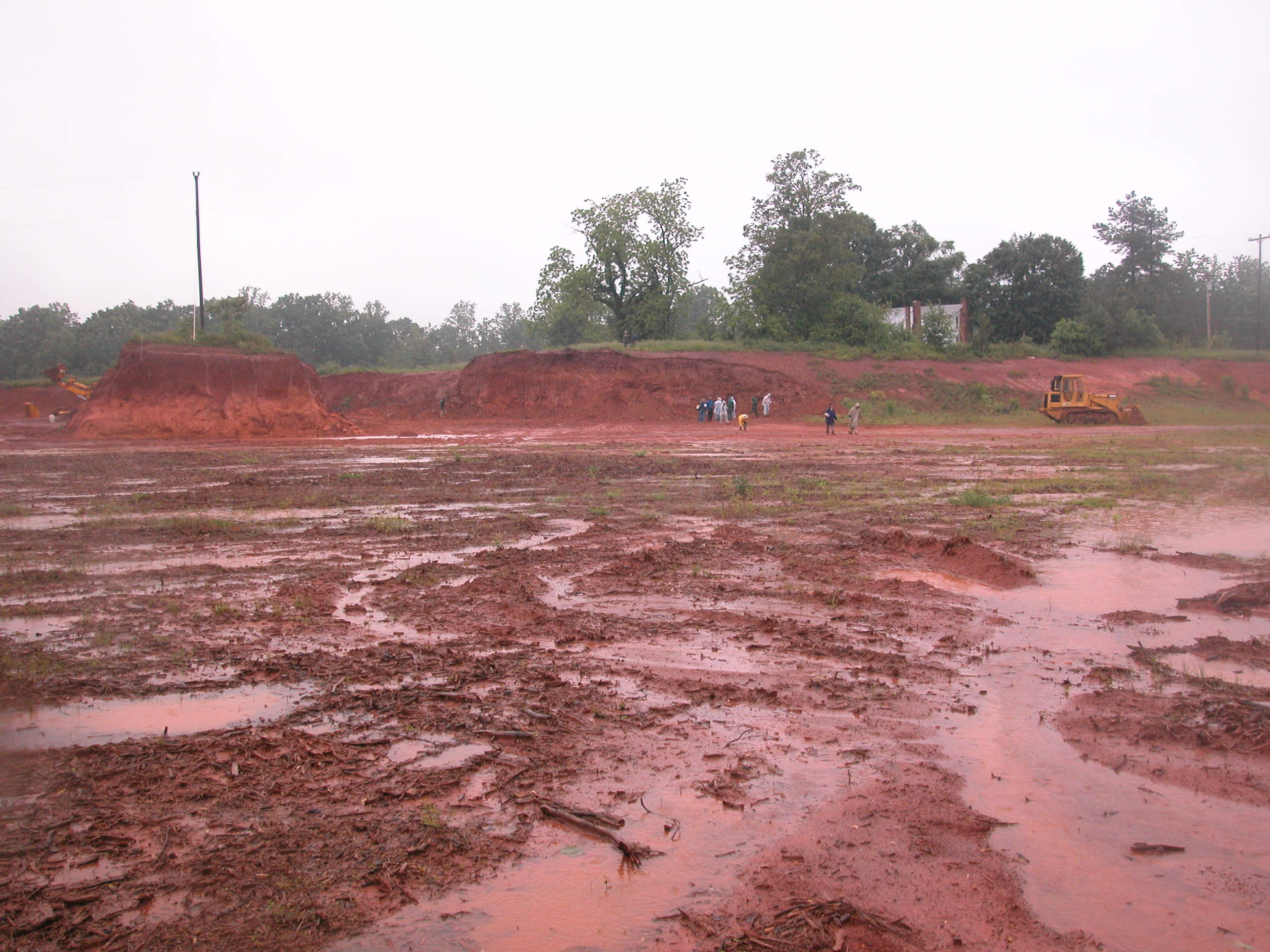
Czerwonoziemy

Afryka ma zróżnicowaną pokrywę glebową, która zależy od strefy klimatycznej, szaty roślinnej oraz rzeźby terenu. Pokrywa glebowa jest symetryczna względem równika, z wyłączeniem górskich obszarów na wschodzie i północy kontynentu oraz znacznego obszaru Sahary. W Afryce równikowej dominują gleby laterytowe wilgotnych lasów oraz czerwonoziemy i gleby czerwono-brązowe. W strefie sawann dominują czerwonoziemy. Pomiędzy strefą sawann a Saharą występują gleby czerwono-bure, sporadycznie występują również czarnoziemy. Na Saharze oraz w Afryce południowej występują gleby piaszczyste i żwirowe (gleby inicjalne). Często ze względu na zasolenie występują gleby słone (sołonczaki i sołońce). W interiorze Sahary występują charakterystyczne szaroziemy. W dolinach dużych rzek występują gleby rzeczne (mady). W strefie śródziemnomorskiej występują terra-rosa, gleby brązowe, brunatne gleby górskie oraz gleby suchych lasów – gleby te są charakterystycznymi glebami wybrzeża Morza Śródziemnego. W Wielkich Rowach Afryki występują gleby bielicowe, gleby łąk górskich oraz gleby wulkaniczne. Przyczyną powstawania gleb o odcieniu czerwonym są tlenki żelaza, które wnikają w głąb profilu glebowego. Gleby w strefie wilgotnej mają konsystencję przypominającą glinę, natomiast w strefie suchej gleby składają się z utworów luźnych.
Regionalizacja glebowo-geologiczna świata, zakładająca podział świata na 13 sektorów, wyróżnia na obszarze Afryki 5 sektorów glebowych:
- 9. Sektor oglejonych gleb wapienno-próchnicznych, wertisoli, górskich brunatnoziemów, suchowęglanowych gleb kotlin śródgórskich;
- 10. Sektor południowoafrykański;
- 11. Sektor gleb sucho-węglanowych i sucho-sołońcowych, reliktowych pokryw solnych, górskich wapienno-próchnicznych gleb stepowych oraz węglanowo-próchnicznych gleb stepowych oraz węglanowo-próchniczncyh oglejonych z fragmentami górskich brunatnoziemów;
- 12. Sektor ferroziemów, wertisoli, gleb sucho-sołońcowych, reliktowych laterytów, górskich gleb fluwo-feralitowych, wysokogórskich kwaśnych gleb alferhumusowych i kwaśnych gleb darniowych;
- 13. Sektor fluwo-feralitowych i fluwo-fersalitowych, fersalitowych gleb glejowo-eluwialnych i laterytowych z fragmentami ferroziemów i wertisoli, górskich afterhumusowych i kwaśnych gleb darniowych.

## Klimat

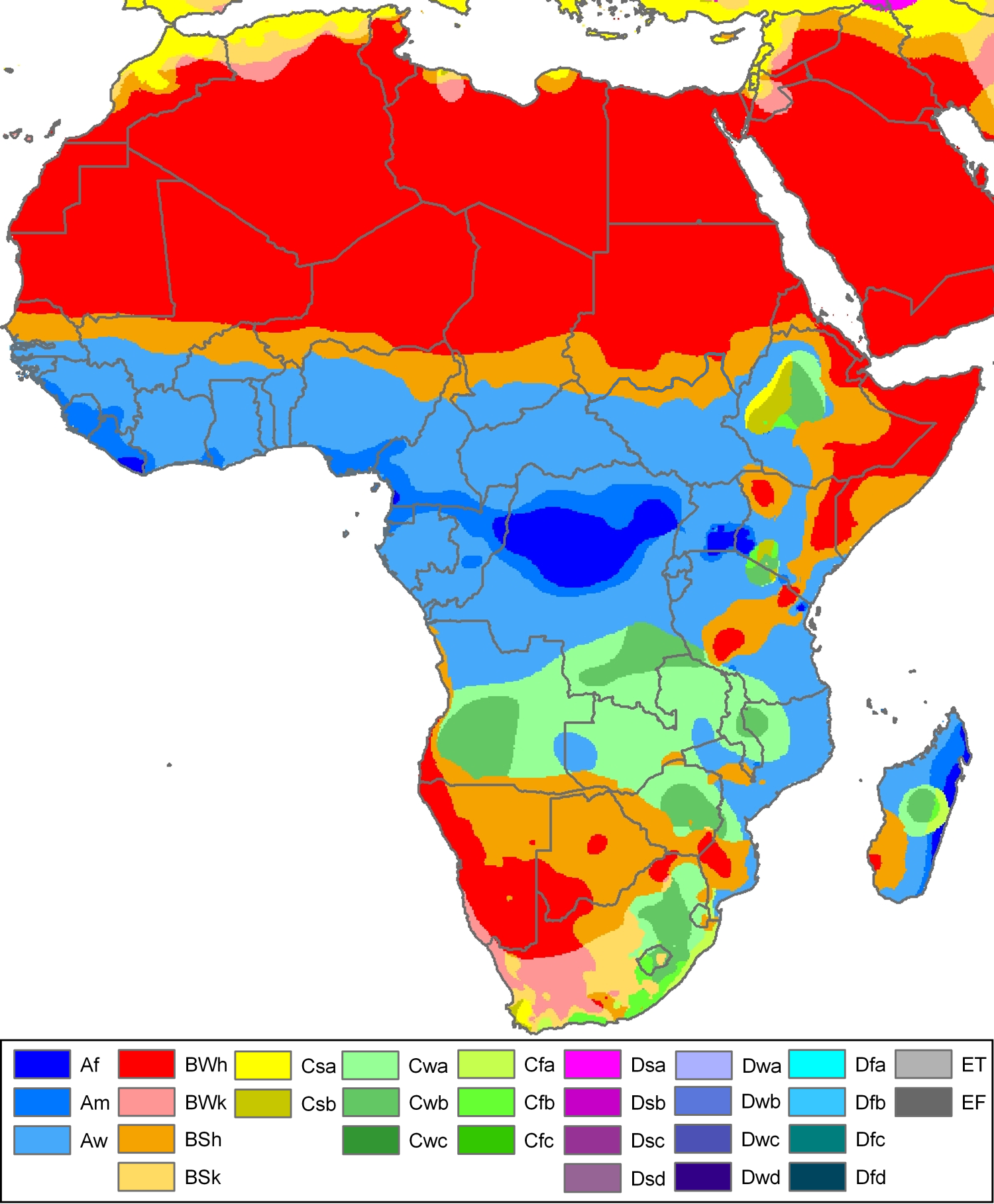
Strefy klimatyczne Afryki według Koppena

### Strefy klimatyczne
W Afryce według podziału Wladimira Köppena znajdują się wszystkie strefy klimatyczne gorące, bardzo gorące i niektóre podstrefy klimatu umiarkowanego, lokalnie nawet klimat umiarkowany oceaniczny chłodny. Natomiast według podziału Okołowicza i Martyn, Afryka leży w strefach: I – okołorównikowej, II – zwrotnikowej (na północy prowincja 5a – śródziemnomorska 5c – saharyjsko-arabska na południu prowincja 4a – afrykańsko-madagaskarska). W regionalizacji Alisowa i Sorkiny w Afryce można wyróżnić strefy: równikową, podrównikową, zwrotnikową, podzwrotnikową.
Afryka posiada symetryczne względem równika strefy klimatyczne. Ze względu jednak na znaczną rozciągłość północnej części występuje tam klimat typowo kontynentalny, który nie występuje na południu. Zwarta linia brzegowa powoduje, że dużą rolę ogrywają prądy morskie. Kolejnym powodem zróżnicowania klimatu są przeszkody orograficzne szczególnie odczuwalne w Wielkich Rowach Afrykańskich.
Afryka znajduje się zarówno na półkuli północnej, jak i południowej co powoduje, że w lipcu w północnej części jest lato, natomiast w południowej zima. W styczniu sytuacja jest odwrotna.

### Temperatury

Temperatury świata w poszczególnych miesiącach

Najwyższe temperatury w lipcu notowane są na Saharze, gdzie w syneklizie Taudan wieloletnia średnia lipca wynosi ponad +36 °C, a skrajne temperatury najcieplejszego momentu dnia wynoszą nawet do +57 °C. Podobnie wysoka temperatura średnia jest notowana w Egipcie nad Morzem Czerwonym, jednakże tam dzienna amplituda temperatury jest niższa. Najniższe temperatury w lipcu są notowane w RPA gdzie średnia miesięczna temperatura spada poniżej +10 °C.
W styczniu temperatury w Afryce są bardziej wyrównane. Najwyższe są notowane na wschodnim wybrzeżu, w Ghanie oraz w południowej części Madagaskaru (ponad +28 °C). Na większości terenów jest pomiędzy +20 a +28 °C. Na Saharze temperatura spada do poniżej +12 °C, a lokalnie we wschodniej części Maroka do mniej niż +4 °C.
Najwyższa maksymalna średnia miesięczna temperatura występuje na Saharze, szczególnie w zachodniej części interioru natomiast najniższa minimalna średnia miesięczna temperatura występuje w górach w pobliżu Pretorii w RPA.

### Zachmurzenie i opady

Średnia miesięczna wielkość opadów w poszczególnych miesiącach

W Afryce występują znaczne kontrasty wilgotnościowe. Występują rejony zarówno bardzo wilgotne, jak i skrajnie suche. Podobne różnice są w występowaniu zachmurzenia. W styczniu nad Saharą zachmurzenie nie przekracza 10–30%, co przekłada się na wilgotność powietrza w ciągu dnia poniżej 20%. W lipcu obszar o niskiej wilgotności jest wprawdzie mniejszy, jednakże powietrze nocą jest również suche, co odbija się niekorzystnie na organizmach tam żyjących. W strefie równikowej z kolei zachmurzenie wynosi ponad 80% przez cały rok, a lokalnie nawet ponad 90%. Powoduje to codzienne ulewne deszcze i wilgotność wynoszącą ponad 90%.
Rozkład opadów jest zbliżony do rozkładu wilgotności i zachmurzenia. Największa średnia suma roczna opadów występuje w nad Zatoką Gwinejską (ponad 4000 mm), natomiast najmniej na Pustyni Libijskiej (poniżej 10 mm). Lokalnie największe opady w miejscu zamieszkanym są notowane w Konakry (4341 mm rocznie), natomiast ogółem na zachodnich stokach Kamerunu (10 500 mm), natomiast najniższe w Al-Kufra w Libii (9 mm rocznie).
Najwięcej opadów jest notowanych w październiku, kiedy na sawannie na półkuli północnej jest pora deszczowa, natomiast najmniej w lipcu.

### Ciśnienie atmosferyczne i wiatry
Ciśnienie w Afryce jest przeważnie wyższe niż w Europie. W styczniu nad południową i środkową Afryką znajduje się słaby, ale rozległy ośrodek niskiego ciśnienia (Niż Południowoafrykański) mający ciśnienie poniżej 1008 hPa. W lipcu niż ten przechodzi nad południową Azję, gdzie zajmuje mniejszą powierzchnię, jednakże ma niższe wartości ciśnienia, nawet poniżej 1000 hPa.
Afryka znajduje się w strefie pasatów podzwrotnikowych oraz strefie wiatrów monsunowych i równikowych wiatrów zachodnich. Charakterystycznym wiatrem afrykańskim jest Pasat, który wieje ze strefy zwrotnikowej do osi równikowej, która to nie jest stała i zależy od pory roku. W styczniu (w położeniu najbardziej południowym) jej przebieg wygląda następująco: na zachodzie w pobliżu południowego wybrzeża Zatoki Gwinejskiej, w okolicy 20°E oś skręca na południe, w pobliżu 25°E oś znajduje się już w okolicy równoleżnika 15°S po czym biegnie na wschód do Madagaskaru. W lipcu natomiast przebiega w pobliżu równoleżnika 20°N, schodząc na południe w pobliżu wybrzeży.

### Wpływ prądów morskich

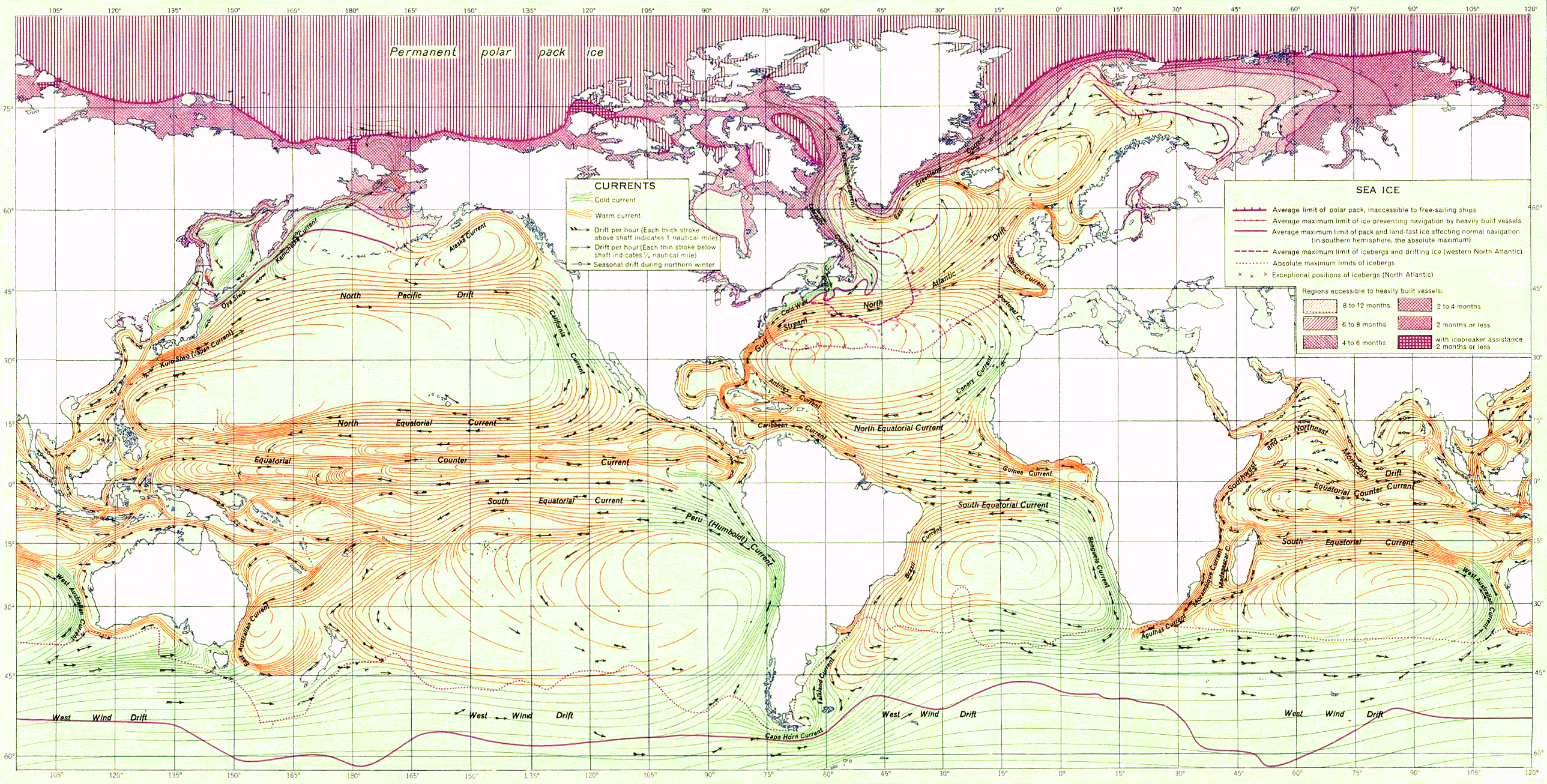
Prądy morskie na Ziemi

Na klimat w Afryce wpływ mają również prądy morskie. Afryka leży pomiędzy trzema wielkimi wirami oceanicznymi: wielkim wirem Atlantyku północnego, wielkim wirem Atlantyku południowego i wielkim wirem Oceanu Indyjskiego. Układ ten powoduje, iż wzdłuż wybrzeży Afryki płyną prądy: Prąd Kanaryjski (zimny), Prąd Gwinejski (ciepły), Prąd Benguelski (zimny), Prąd Agulhas (ciepły), Prąd Mozambicki (ciepły) i Prąd Somalijski (zmienny okresowo). Prądy te schładzają północną i południową część wybrzeża Atlantyku, natomiast nagrzewają centralną, natomiast na Oceanie Indyjskim powodują nagrzewanie wybrzeża. W przypadku Somalii zmienny Prąd Somalijski powoduje zmniejszenie amplitudy, gdyż latem jest prądem zimnym zimą natomiast ciepłym.

## Hydrologia

Przebieg Nilu

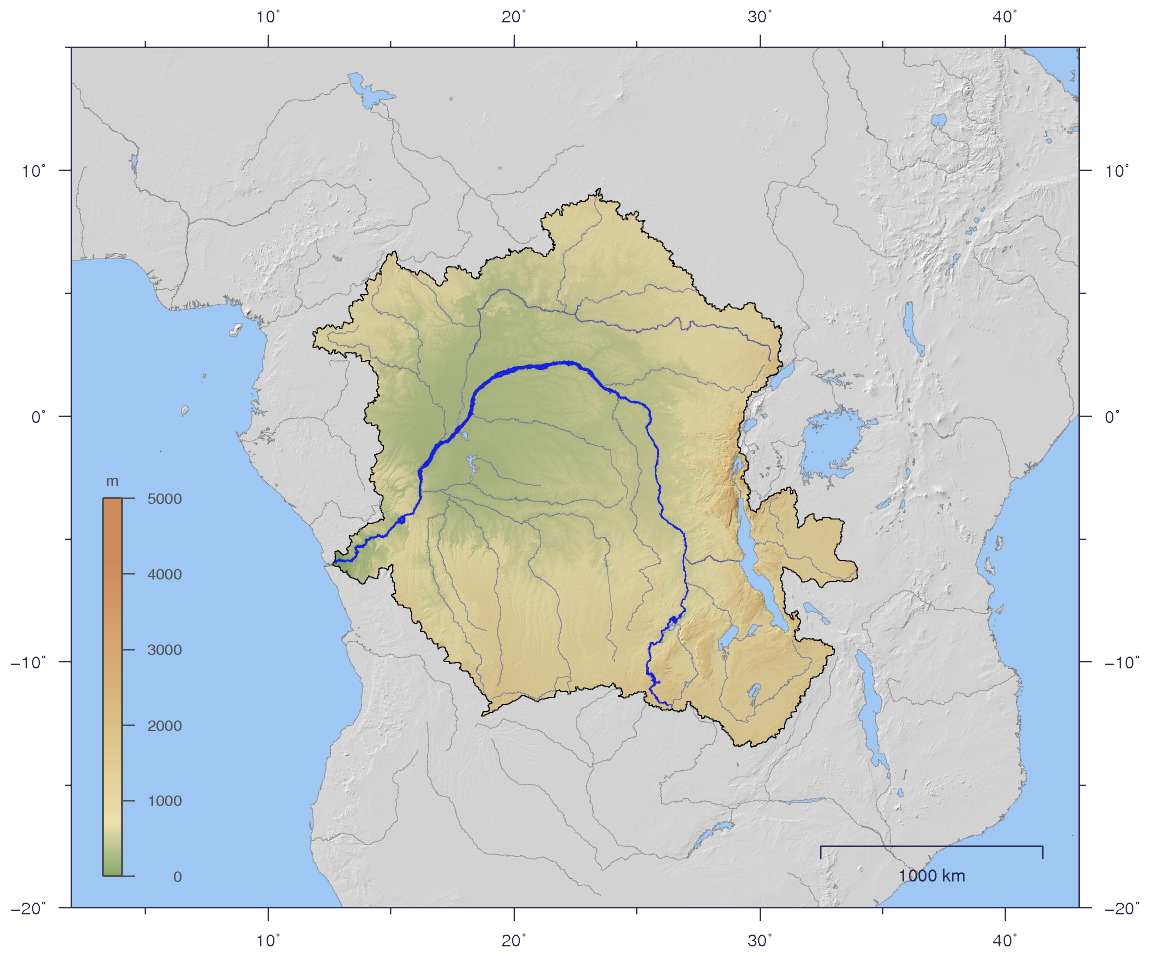
Dorzecze Konga

Hydrologia Afryki jest bardzo zróżnicowana. Na olbrzymich obszarach pustyń występują tylko rzeki epizodyczne lub okresowe, z kolei w innych rejonach tworzą się wielkie rzeki mające kilka tysięcy km długości i przepływ w ujścia rzędu kilkunastu tysięcy m3 na sekundę. Większość jezior znajduje się w Wielkich Rowach Afryki. Największym jeziorem bezodpływowym jest Czad, który w wyniku katastrofy ekologicznej wysycha. Granica wiecznego śniegu znajduje się na wysokości ponad 4000 m n.p.m., jedynie na Kenii granica ta wynosi 3950 m, jest to kontynent o najwyższej granicy wiecznego śniegu. Wody gruntowe zalegają głęboko, gdzieniegdzie tworząc baseny artezyjskie.
Deficyt wody powoduje, iż 40% ziemi może być uprawiana dopiero po zastosowaniu sztucznego nawadniania. Jednakże w Egipcie 100% gruntów ornych jest sztucznie nawadnianych.

### Rzeki
Na ogromnych obszarach Afryki nie ma żadnych rzek stałych. Gdzieniegdzie tworzą się cieki epizodyczne. Wiele rzek spływa ku kotlinom z której wypływa jedna rzeka do oceanu (Kongo, Niger), lub w przypadku Okawango rzeka tworzy deltę wewnątrz lądu na pustyni. Znakomita większość rzek (wszystkie poza wypływającymi z Kilimandżaro) jest zasilana tylko z opadów, co w większości wypadków powoduje dwa zasadnicze stany wód: wysoki podczas pory deszczowej oraz niski przed porą deszczową, czasem przed porą deszczową rzeka wysycha. Około 50% powierzchni Afryki należy do zlewiska Oceanu Atlantyckiego, 20% do zlewiska Oceanu Indyjskiego, natomiast 30% stanowią tereny bezodpływowe.
Najdłuższą rzeką Afryki jest Nil, który od źródła w Jeziorze Wiktorii (jako Kagera) do ujścia we wschodniej części Morza Śródziemnego ma 6671 km. Dorzecze zajmuje 2,87 mln km². Delta ma 22 tys. km². Reżim wodny tej rzeki jest bardzo skomplikowany i zależy od wielu czynników. Różne czasowo są wyżówki, w Nilu Górskim występują od marca do maja i od września do listopada, w dopływach Nilu Błękitnego od pomiędzy czerwcem a wrześniem, natomiast na terenie Egiptu jesienią. Średni roczny przepływ Nilu w Kairze wynosi 2284 m³/s.
Drugą pod względem długości, jednakże pierwszą pod względem dorzecza jest rzeka Kongo, której zlewnia znajduje się w Kotlinie Kongo. Rzeka Kongo płynie łukiem od wyżyny Katangi (początkowo jako Lualaba) i wpływa do Oceanu Atlantyckiego w południowej części Zatoki Gwinejskiej. Rzeka ma długość 4650 km, a powierzchnia dorzecza wynosi 3,69 mln km², co stanowi po Amazonce drugi wynik na świecie. Kongo jako jedyna z dużych rzek ma ujście lejkowate. W związku z położeniem dorzecza po obu stronach równika reżim Konga jest w zasadzie stały. Największe przybory są notowane w październiku i maju.
Trzecią pod względem zarówno długości, jak i wielkości zlewni jest Niger. Rzeka ta rozpoczyna bieg z Masywu Zachodniogwinejskiego jako Dżoliba, płynąc na północny wschód w stronę Sahary. W Kotlinie Nigru tworzy wewnętrzną deltę. W połowie biegu Niger skręca o 90° w prawo, na wysokości Benuq Niger skręca na południe, gdzie aż do delty płynie niemalże południkowo. Delta Nigru ma powierzchnię ok. 24 tys. km², jest to największa z afrykańskich delt zwykłych (nie licząc wewnętrznej delty Okawango).
Największą i jedyną z dużych rzek wpływającą do Oceanu Indyjskiego jest Zambezi. Rzeka ta ma 2660 km długości. Powierzchnia zlewni wynosi 1,33 mln km². W rzece widać okresowość stanu wody. Wysoki stan wody utrzymuje się od stycznia do czerwca, czyli podczas i tuż po porze wilgotnej.
Odrębną grupę rzek stanowią rzeki zlewiska jeziora Czad, wśród których największymi są Szari i Komadugu Yobe. W porze suchej dopływają tylko do jeziora, natomiast w porze wilgotnej, kiedy jezioro Czad ma znacznie więcej wody, poprzez koryto Bahr el-Ghazel nadmiar wody z Kotliny przelewa się do Nigru.

### Jeziora

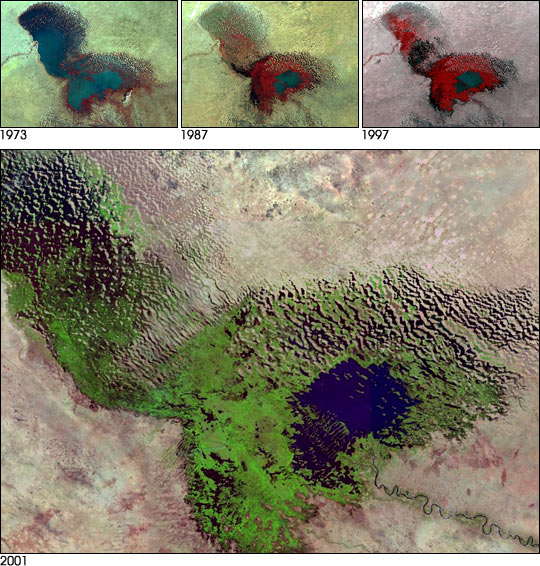
Wysychanie jeziora Czad

Najwięcej jezior znajduje się w Wielkich Rowach Afrykańskich. Tam znajdują się również największe jeziora Afryki, w tym trzecie co do wielkości na świecie Jezioro Wiktorii o powierzchni 68,8 tys. km². W Rowie Środkowoafrykańskim leży jezioro Tanganika, o głębokości 1470 m które jest drugim po Bajkale najgłębszym jeziorem świata. Trzecim jeziorem pod względem powierzchni jest Niasa, które ma 30,8 tys. km².
Bardzo charakterystycznym jeziorem jest jezioro Czad. Jezioro to tworzy największe nieoceaniczne zlewisko w Afryce. Wielkość jeziora w bardzo dużym stopniu zależy od sezonowości opadów. Powierzchnia wynosi w zależności pory roku od 11 do 22 tys. km², a głębokość od 4 do 12 metrów. Obserwowana jest też sezonowość wieloletnia (cykl 10-letni). Na skutek rabunkowej gospodarki leśnej w pobliżu rzeki Szari jezioro wysycha.
Charakterystyczne dla północno-zachodniej Afryki są szotty, płytkie bezodpływowe słone jeziora. W porze suchej całkowicie wysychają, tworząc skorupę solną, a w porze deszczowej zmieniają się w grzęzawiska lub jeziora typu lagunowego.
Znaczne obszary pokrywają bagna, szczególnie w kotlinach bezodpływowych. Największym bagnem jest wewnętrzna delta Okawango, zasilana przez rzekę Okawango.

### Lodowce

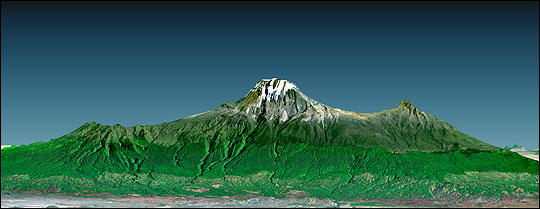
Kilimandżaro z lodowcami górskimi

Lodowce w Afryce zajmują ok. 240 km². Lodowce występują tylko na obszarach górskich we wschodniej Afryce. Najwięcej znajduje się na Kilimandżaro na wysokościach powyżej 4800 m n.p.m. Jest to najwyższa granica wiecznego śniegu na świecie. Najniższa granica wiecznego śniegu występuje na górze Kenia (3950 m). Trzecią górą, na której są lodowce, jest Ruwenzori, gdzie granica wiecznego śniegu wynosi 4100 m.

### Wody gruntowe
Wody gruntowe w Afryce mają dwojakie pochodzenie. W większości są zasilane opadami, jednakże w pobliżu wybrzeży dochodzi do infiltracji wód morskich. W Afryce Północnej istnieją warunki do tworzenia basenów artezyjskich. W niektórych miejscach tworzą one źródła, wydostając się na powierzchnię, tworzą jednak słone źródła. W kotlinie Kalahari wody gruntowe są słone. Zasolenie to jest powodowane poprzez infiltrację poprzez słone piaski.

## Podział fizycznogeograficzny

### Afryka Północno-Zachodnia

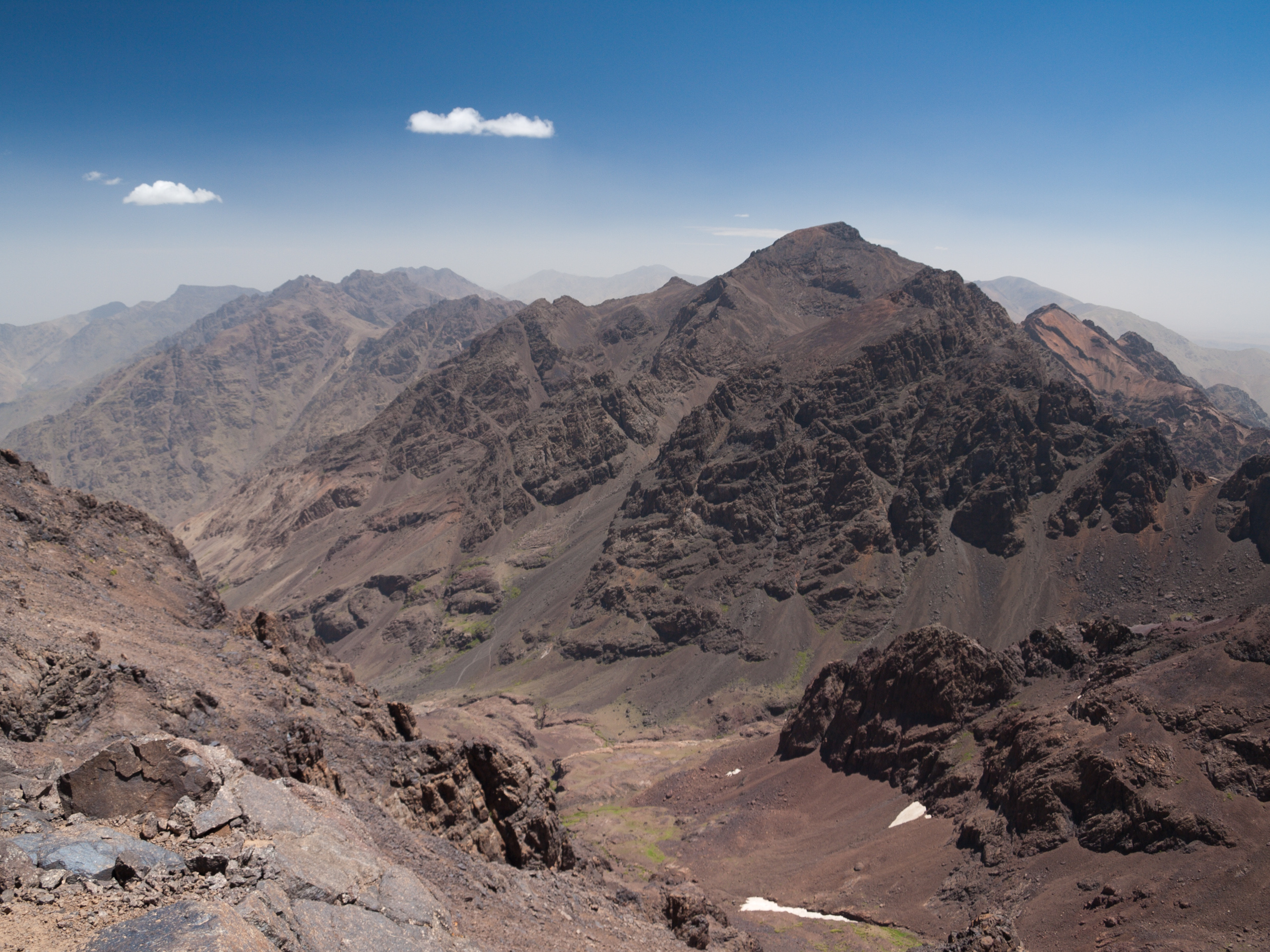
Toubkal: najwyższy szczyt gór Atlas

Region fizycznogeograficzny Afryka Północno-Zachodnia obejmuje góry Atlas oraz należące do Hiszpanii Wyspy Kanaryjskie, które są przedłużeniem łańcucha górskiego na Atlantyku. W niektórych podziałach Wyspy Kanaryjskie wchodzą w skład rejonu Wyspy Afryki, natomiast góry Atlas leżą w regionie Atlas. Obszar ten jest łańcuchem górskim mającym 2000 km długości i 350 km szerokości. Dominującym krajobrazem jest krajobraz górski, młodych gór. Na obszarze tym wyróżnia się dwie zasadnicze strefy fałdowe. Na północy znajdują się Atlas Tellski i Rif w którym dominują płaszczowiny. Natomiast do południowej części zalicza się Atlas Wysoki, Atlas Saharyjski oraz wiele innych mniejszych łańcuchów Atlasu, w tych łańcuchach dominują fałdy regularne. W centralnej części gór znajduje się Wyżyna Szottów. Góry Atlas są jednym z niewielu obszarów Afryki, gdzie występują okresowe opady śniegu. Mimo iż najwyższy szczyt gór Atlas ma wysokość 4165 m n.p.m. to nie występuje tam zjawisko wiecznego śniegu.
Do regionu zalicza się również Wyspy Kanaryjskie, leżące na północny zachód od stałego lądu. Archipelag ten składa się z 7 większych wysp (Teneryfa, Fuerteventura, Gran Canaria, Lanzarote, El Hierro, La Palma i La Gomera) oraz 6 mniejszych. Wyspy są pochodzenia wulkanicznego. Najwyższym szczytem jest wulkan Pico del Teide (3718 m n.p.m.).

### Sahara

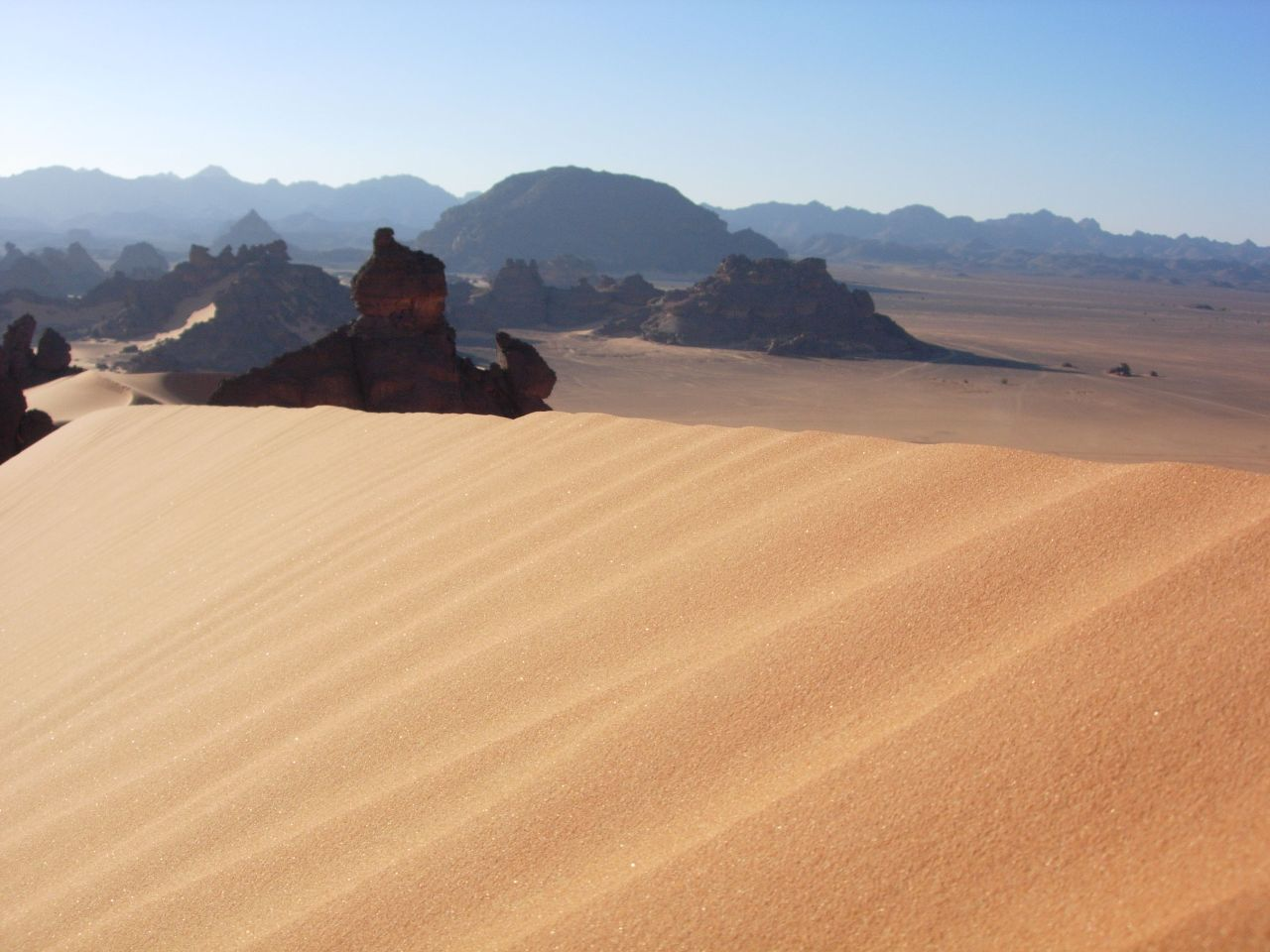
Pustynia Libijska

Region fizycznogeograficzny Sahara jest największym regionem w Afryce. Oprócz pustyni o tej samej nazwie zawiera tereny półpustynne, stepowe oraz niewielkie fragmenty wybrzeża. Obszar Sahary dzieli się na Kotlinę Zachodniosaharyjską, Kotlinę Igharghar, Kotlinę Libijską, Wyżynę Libijską, Ahaggar, Tibesti, Kotlinę Środkowego Nigru, i góry Atbaj.
Charakterystyczną cechą krajobrazu Sahary są pustynie piaszczyste. Na obszarze Sahary są tereny skrajnie suche, suma opadów wynosi mniej niż 20 mm rocznie, a lokalnie nawet mniej niż 10, co powoduje, że roślinność jest albo bardzo uboga, albo na sporych terenach nie ma jej wcale. Jedynie na wybrzeżach znajduje się roślinność, głównie krzewy i krzewinki. Rośliny te mają podobną fizjonomię do roślin śródziemnomorskich. Opady, jeśli już występują, to są to ulewy, które ze względu na gorący klimat szybko parują.

### Sudan

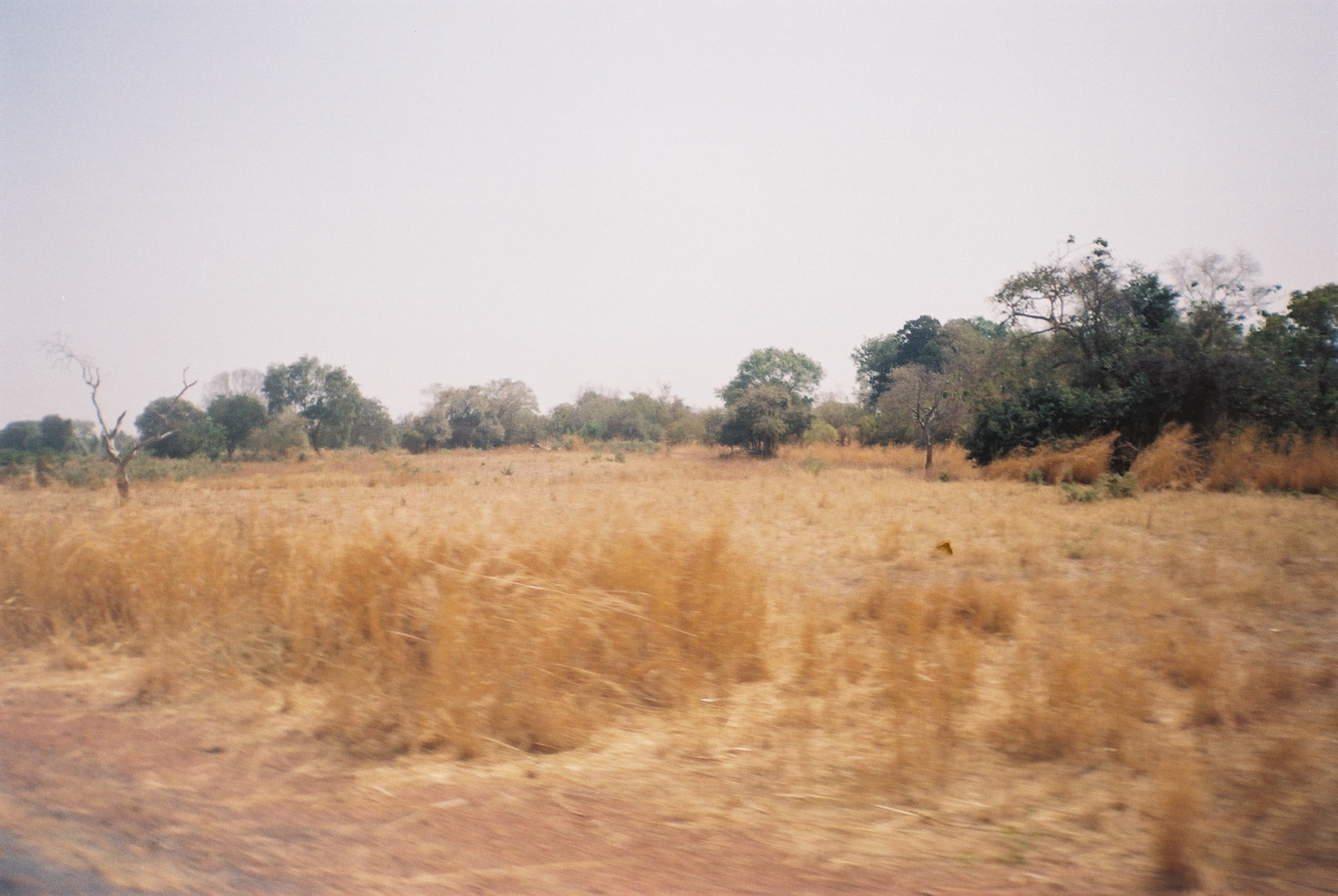
Sawanna w Gambii

Region fizycznogeograficzny Sudan jest pasem przejściowym pomiędzy Saharą a Afryką Środkową. Granice tej jednostki mają charakter niemalże wyłącznie klimatyczny. Jednostka ta dzieli się na: Nizinę Senegalską, południową część Kotliny Środkowego Nigru, Wyżyny Górnej Gwinei, Jorubę, Wyżynę Dżos, Kotlinę Czadu, Wyżynę Darfur, Kotlinę Górnego Nilu i Wyżynę Kordofan.
Charakterystyczną cechą klimatu regionu jest występowanie dwóch różniących się od siebie pór roku: wilgotnej (letniej) i suchej (zimowej). Podczas pory wilgotnej w południowej części sawanny występują opady porównywalne z tymi w centrum strefy lasów deszczowych, natomiast w porze suchej w północnej i kontynentalnej części opady są bliskie zeru.
Naturalną roślinnością Sudanu jest sawanna, dzieląc się na sawannę gwinejską (wilgotna), sawannę sudańską (sucha) i sawannę sahelską (półpustynna). We wszystkich typach sawann roślinność jest jednak podobna, tworzą ją głównie trawy i cierniste krzewy, które okresowo wysychają oraz drzewa: akacje, baobaby, drzewa masłowe. Im bardziej na północ i w głąb kontynentu tym drzew jest mniej.

### Afryka Środkowa

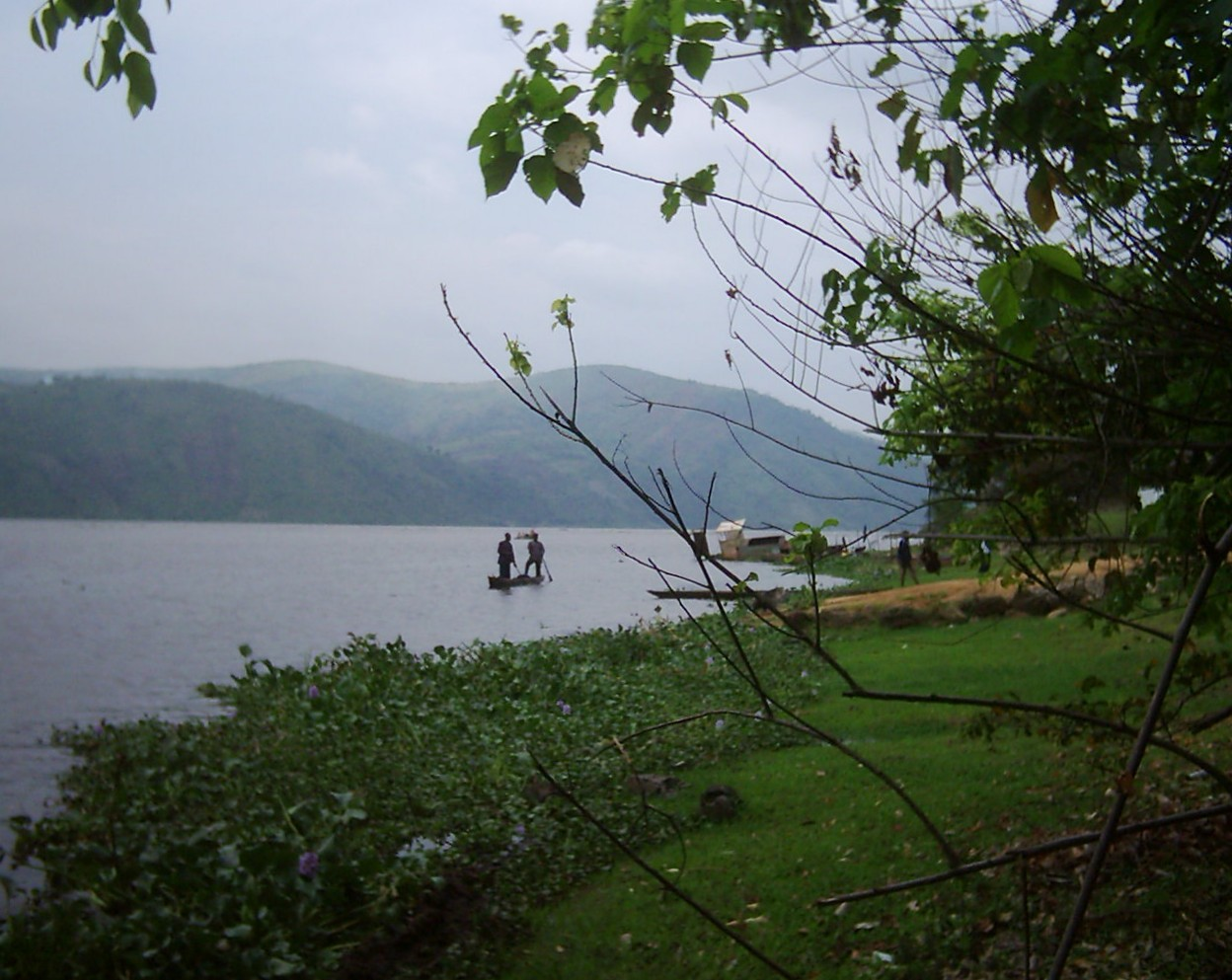
Rzeka Kongo

Afryka Środkowa to obszar Afryki, w której dominują gorące i wilgotne lasy tropikalne. Obszar ten dzieli się na Gwineę i Kotlinę Konga, Podregiony te są w niektórych podziałach uważane za osobne regiony, wówczas Gwinea jest dzielona na Wyżynę Górnogwinejską, Wyżynę Bije oraz próg dolnej Gwinei i próg górnej Gwinei. Kotlina Konga natomiast dzieli się na: Kotlinę Zairu, Wyżynę Adamawa, Wyżynę Azandę, Wyżynę Lunda, Wyżynę Katanga, Mitumbę oraz Bartose. Wybrzeże Gwinei jest płaską niziną, za którą gwałtownie rozpoczyna się pas wyżyn, których powierzchnia jest urozmaicona. We wschodniej części przeistacza się w góry w tym najwyższy czynny wulkan Afryki Kamerun (4070 m n.p.m.). Kotlina Konga jest niecką otoczoną przez wzniesienia.
Niemal cały region ma klimat równikowy, który jest gorący i wilgotny. Klimat powoduje, iż dominującą roślinnością są lasy deszczowe. Klimat ten jest wybitnie niekorzystny dla ludzi szczególnie o jasnej karnacji, ze względu na choroby tropikalne.

### Afryka Wschodnia

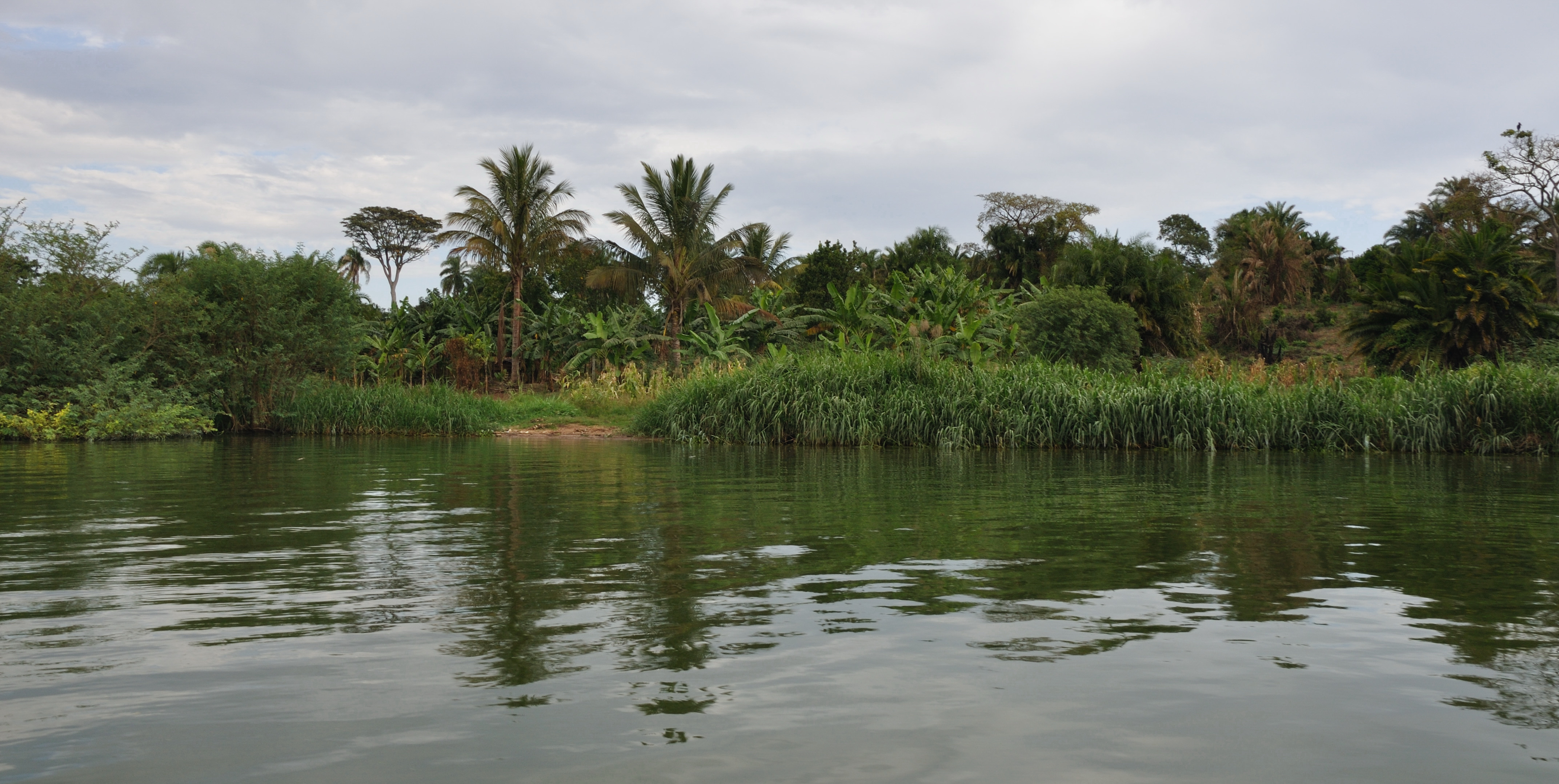
Jezioro Wiktorii

Region fizycznogeograficzny Afryka Wschodnia obejmuje obszar Wielkich Rowów Afrykańskich oraz tereny położone pomiędzy nimi a wybrzeżem Oceanu Indyjskiego. Obszar ten jest w dużej mierze wyżynny. Dzieli się na Wyżynę Abisyńską, Kotlinę Danakilską, Wyżynę Somalijską, Nieckę Jeziora Wiktorii i Wyżynę Mozambicką.
Obszar ten ma klimat monsunowy, w zależności od kierunku wiatru zmieniającego się sezonowo (znad kontynentu czy znad oceanu) pogoda jest zmienna – albo bardzo sucha albo bardzo wilgotna. Temperatury zależą od czynników lokalnych. Naturalną roślinnością są sawanny wilgotne z lasami galeriowymi w dolinach rzecznych, na wybrzeżu rosną lasy namorzynowe. Obszary Afryki Wschodniej, szczególnie Wyżyna Wschodnioafrykańska, ale również Matabele mają zupełnie inny układ gleb niż reszta kontynentu.

### Afryka Południowa

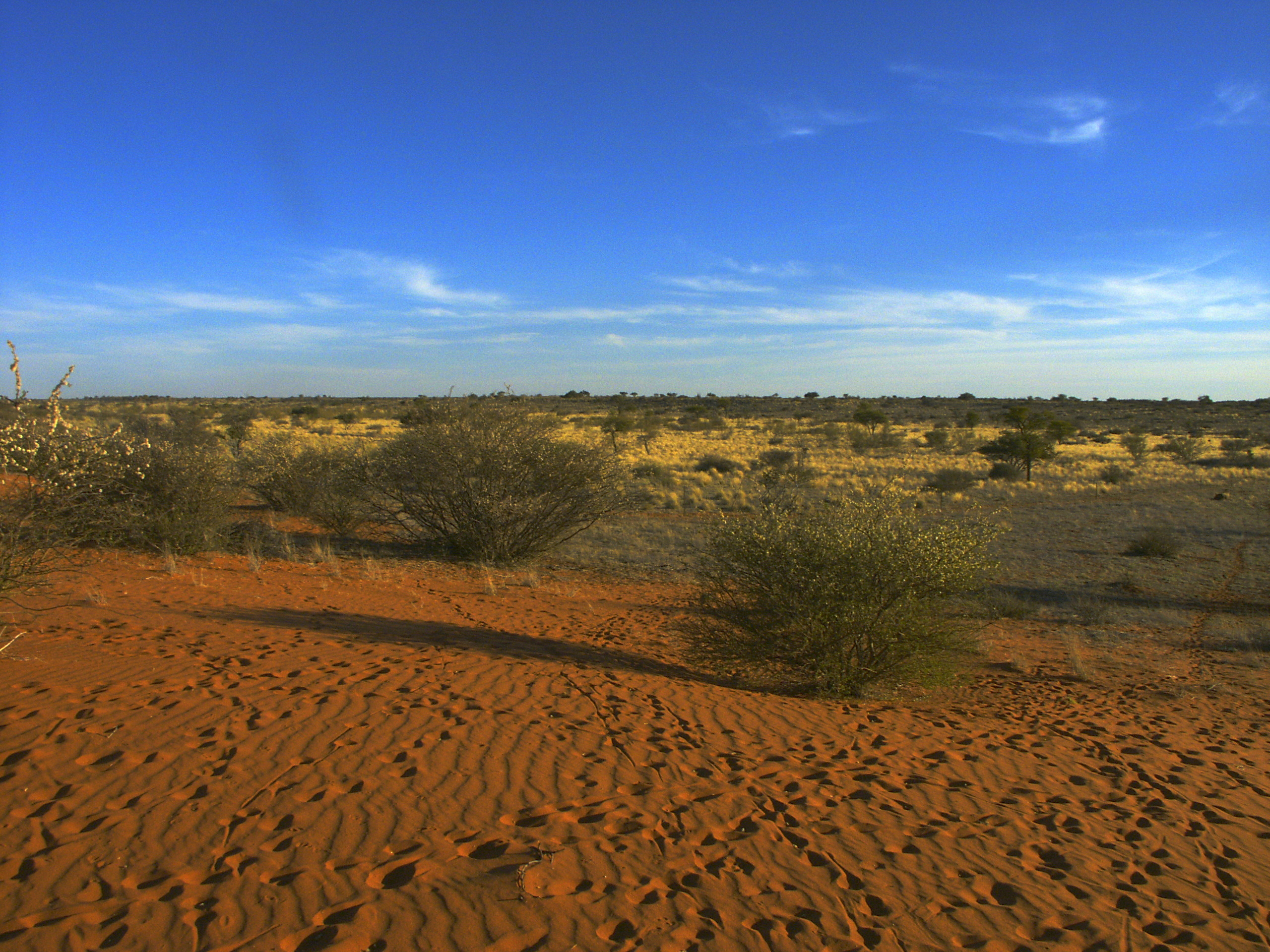
Kalahari

Region fizycznogeograficzny Afryka Południowa obejmuje wyżyny Bije i Rodezyjską oraz tereny znajdujące się na południe od nich. Region ten dzieli się na: Kalahari (ok. 1/3 powierzchni regionu). Wyżynę Bije, Wyżynę Rodezyjską, Nizinę Mozambicką, Góry Smocze, Pustynia Namib i Góry Przylądkowe.
W Afryce Południowej widać różnorodność klimatyczną, dużą rolę odgrywają w niej prądy morskie i bariery orograficzne. Znaczna część obszaru ma klimaty górskie. Na północnych krańcach regionu występuje klimat sawannowy, na Kalahari suchy pustynny, południowe krańce kontynentu mają klimat umiarkowany oceaniczny podobny jak we Francji i Wielkiej Brytanii, z tą różnicą, że pory roku są odwrócone (lato w styczniu i zima w lipcu). Fauna i flora jest również zróżnicowana zgodnie ze strefami klimatycznymi.

### Madagaskar

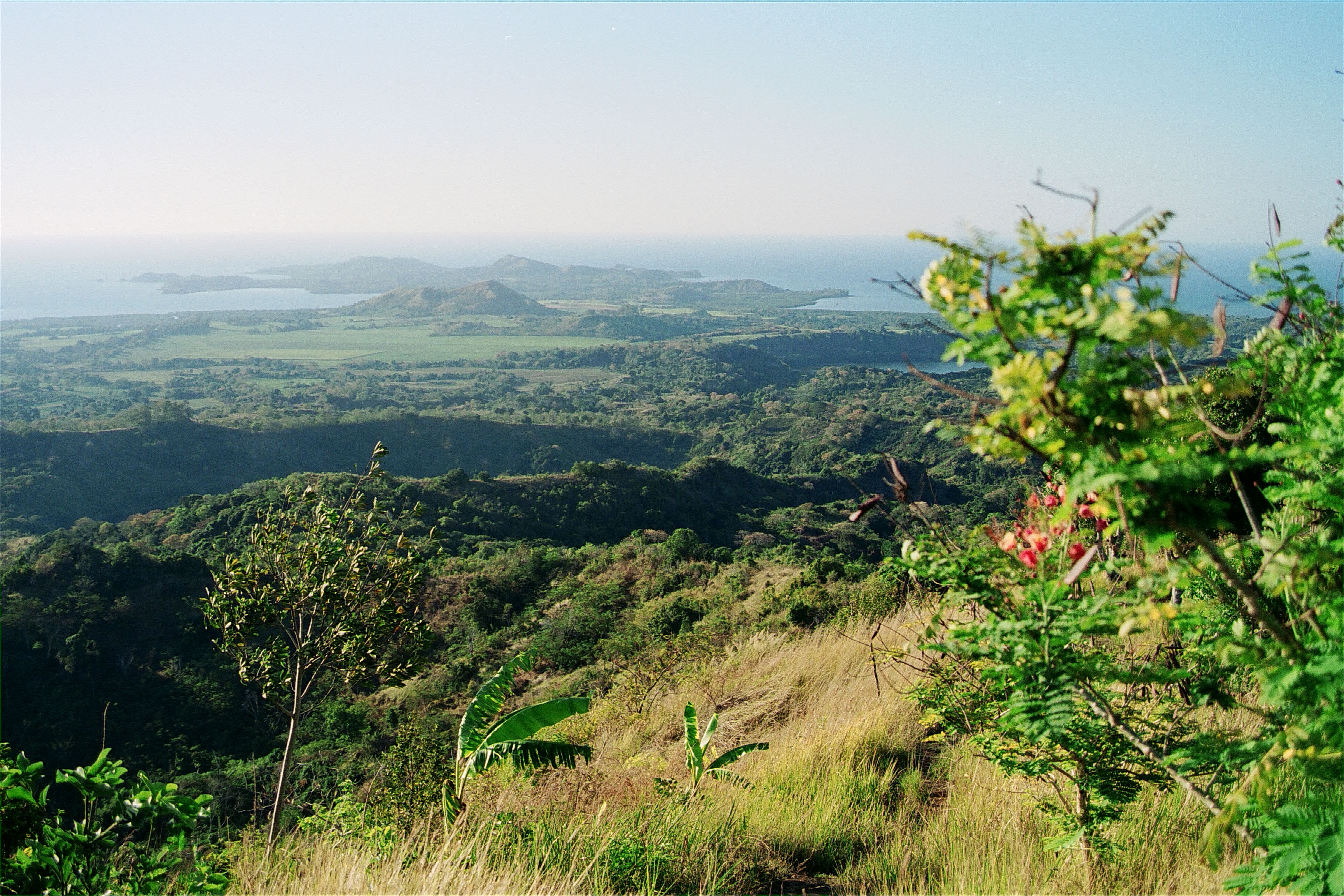
Mont Passot

Rejon fizycznogeograficzny Madagaskar obejmuje wyspę o tej samej nazwie oddaloną od kontynentu szerokim Kanałem Mozambickim. Obszar ten przypomina południowe rejony Afryki Wschodniej (Monsunowej). Trzon wyspy stanowi cokół krystaliczny. Przez środek wyspy przebiega rów tektoniczny. Powierzchnia wyspy w części zachodniej jest nizinna i pokryta wapieniami, kredami oraz młodymi skałami osadowymi. Wschodnia część wyspy ma skały pochodzenia przeważnie wulkanicznego, głównie gnejsy i granity. Dominują w niej wyżyny i góry. Najwyższym szczytem jest Tsaratanana (2880 m n.p.m.).
Klimat w zachodniej części wyspy jest suchy, pustynny, gdyż zarówno od strony wschodniej, jak i zachodniej znajdują się bariery orograficzne. Natomiast we wschodniej części panuje klimat oceaniczny monsunowy. Podobna różnica jest między wilgotną północą a suchym południem, co powoduje, że na północnym wschodzie wyspy jest klimat równikowy natomiast na południu klimat półsuchy. Fauna i flora zmienia się zgodnie z klimatem, przy czym na wybrzeżach jest bogatsza niż w interiorze. Na północno-wschodnim wybrzeżu rosną dżungle natomiast południowe wybrzeże pokrywają półpustynie.

## Fauna i flora

### Roślinność

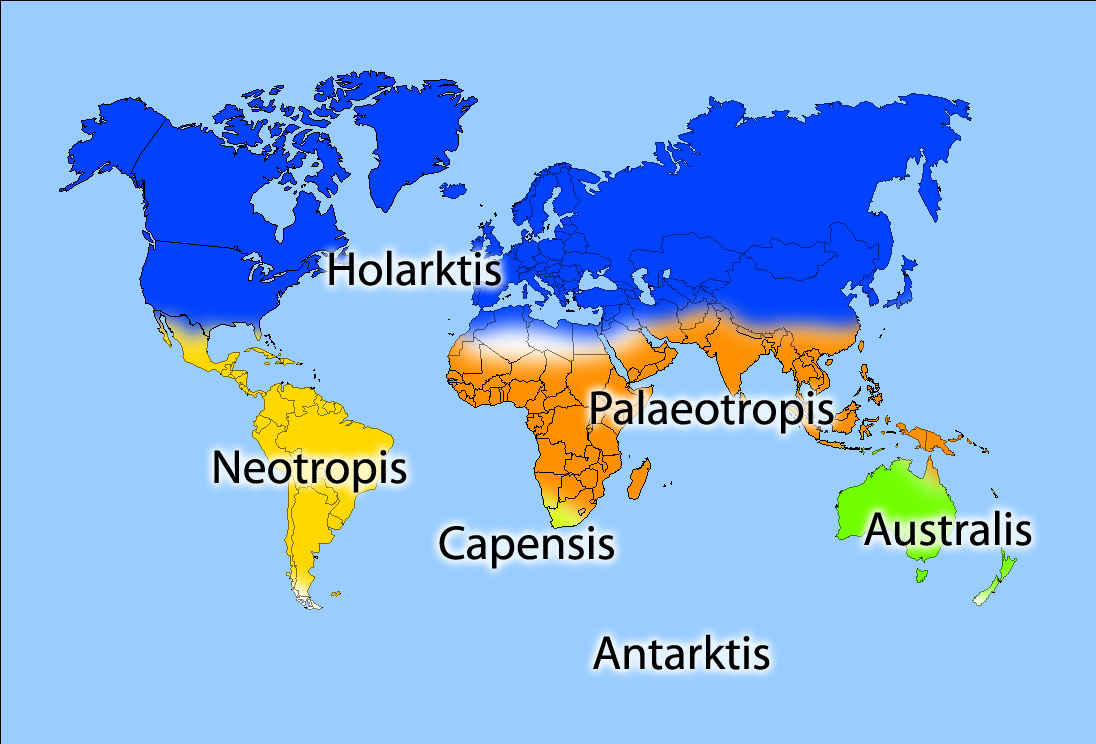
Państwa roślinne na Ziemi

Roślinność afrykańska jest różnorodna. Wykazuje znaczny związek ze strefowością klimatyczną, przede wszystkim z opadami. Jedynie na Madagaskarze pasy mają kształt zbliżony do południkowego, jednakże i to jest w dużej mierze związane z nietypowymi warunkami klimatycznymi na wyspie. Afryka leży w obrębie trzech państw roślinnych: holarktycznego (strefa nad Morzem Śródziemnym), przylądkowego (niewielki skrawek południowej Afryki) oraz peleotropikalnego (reszta kontynentu). Flora Afryki w większości ma cechy paleotropikalne, ale od czasu zetknięcia płyt afrykańskiej i eurazjatyckiej nastąpiło częściowe wymieszanie gatunków z położonych na nich kontynentów. Stąd wybrzeże Morza Śródziemnego pod względem florystycznym bardziej przypomina obszary po drugiej stronie morza niż podobne klimatycznie, ale odległe geograficznie obszary na południowym skraju Afryki. Flora Sahary zaś jest podobna zarówno do flory holarktycznej, jak i paleotropikalnej. Z kolei flora południowo-zachodniego skraju kontynentu wykazuje nawiązania do flory australijskiej i holarktycznej, jako relikty flory Gondwany. Na przeciwległych krańcach północnej Afryki – Wyspach Kanaryjskich i Sokotrze – występują elementy reliktowej flory reprezentowane przez dracenę. Niezależnie od flory, roślinność (w znaczeniu ekofizjograficznym) Afryki wykazuje pewną symetrię w stosunku do równika. Na północnym i południowym krańcu występuje pas roślinności twardolistnej, następnie ku równikowi leżą pasy lub płaty roślinności pustynnej, półpustynnej, sawannowej i równikowej.

#### Państwo holarktyczne

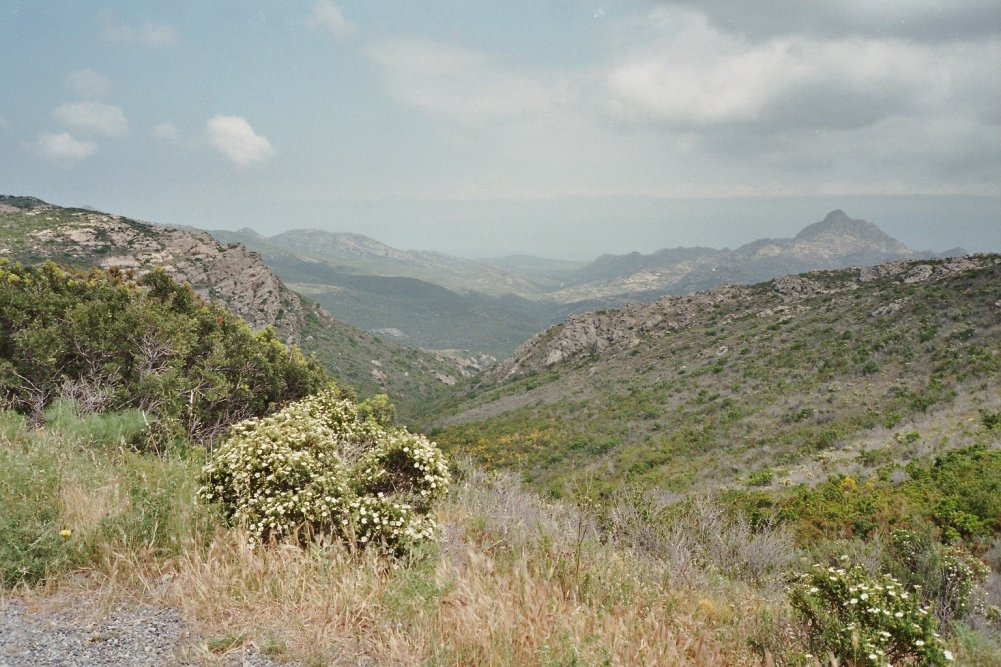
Makia

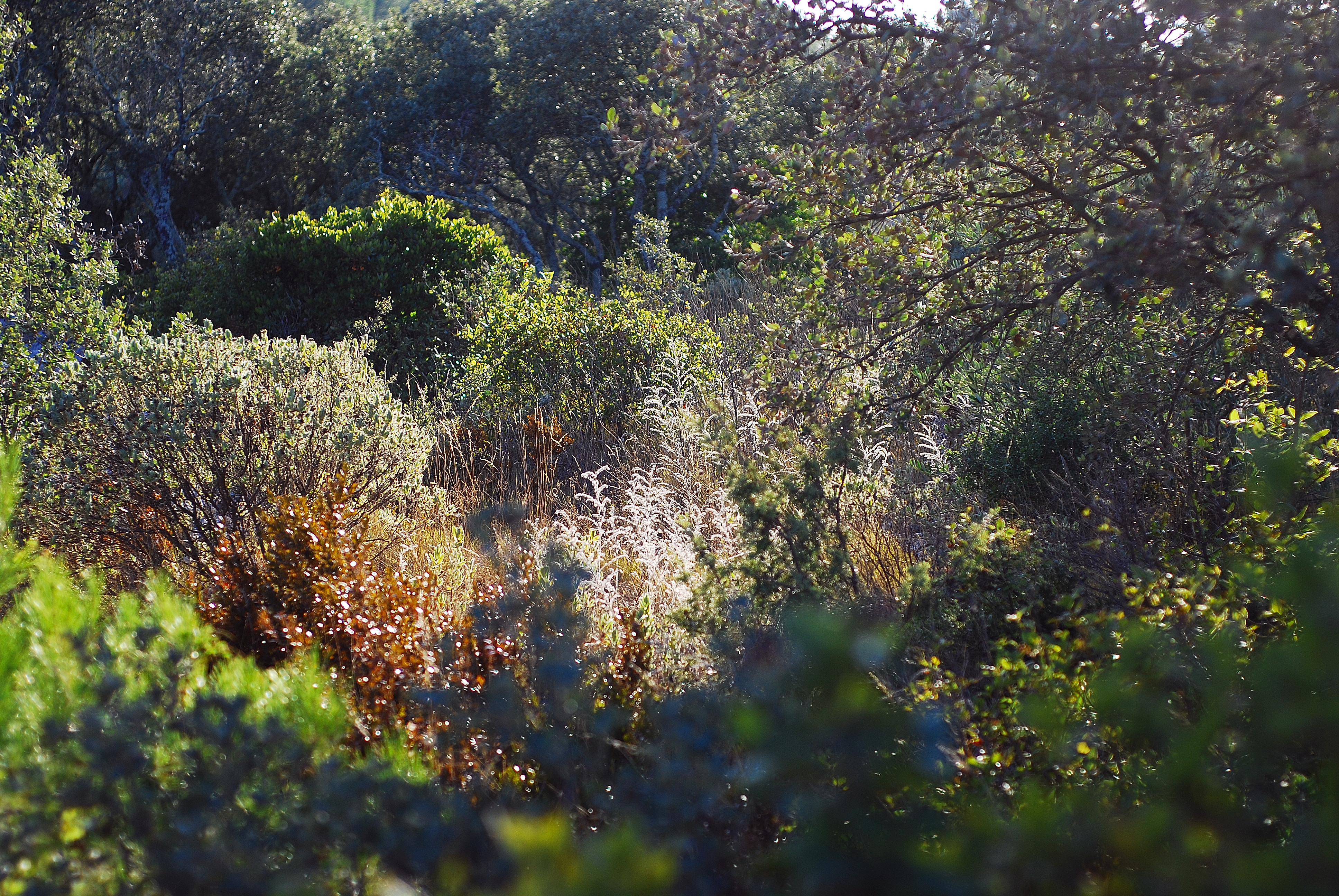
Garig

Świat roślinny i zwierzęcy północnej części Afryki wykazuje cechy przejściowe między strefą holarktyczną a paleotropikalną, z tego względu różni badacze odmiennie traktują przynależność tego regionu. Zasadniczo istnieje zgodność, że do holarktyki należy wybrzeże Morza Śródziemnego, wchodząc w skład wyróżnianego w obrębie tego państwa roślinnego obszaru śródziemnomorskiego oraz wyspy Makaronezji (obszar makaronezyjski). Kwestia przynależności obszaru saharo-sindyjskiego (lub saharo-arabskiego) do Holarctis czy Palaeotropis jest sporna, różnie ujmowana przez badaczy. Zdarza się, że ten sam geobotanik w kolejnych wydaniach swoich podręczników zmienia zdanie na ten temat (tak jest w przypadku klasyfikacji Zbigniewa Podbielkowskiego). Wyróżnianie odrębnego państwa lub podpaństwa Mediterraneis obejmującego pogranicze Europy, Azji i Afryki sugerowane m.in. przez Władysława Szafera nie jest powszechnie przyjęte. Wąska strefa wybrzeży Morza Śródziemnego ma klimat śródziemnomorski. Naturalną roślinnością na tym terenie są lasy dębowe, sosnowe, pistacje i dzikie oliwki, a w górach Atlas lasy cedrowe. Cechą charakterystyczną lasów w strefie śródziemnomorskiej jest brak sezonowego zrzucania liści, nawet w porze bardziej suchej. Wyróżnikiem tej strefy jest także nieleśna roślinność twardolistna: makia i garig. W afrykańskiej części obszaru śródziemnomorskiego wyróżniane są trzy prowincje: południowomarokańska, południowo-zachodniośródziemnomorska (obejmująca większą część Atlasu, jak również południowo-zachodnią Europę) i południowośródziemnomorska (wąski pas przybrzeżny od wschodniego Atlasu po Egipt). Każda z tych prowincji oprócz cech wspólnych dla całego obszaru ma pewne cechy charakterystyczne. Przykładowo, w każdej występują endemiczne gatunki macierzanki – odpowiednio: Thymus satureioides, Thymus maroccanus i Thymus atlanticus oraz Thymus dreatensis. Każdy główny archipelag Makaronezji tworzy własną prowincję roślinną: azorską (endemiczny rodzaj Azorina i endemiczne gatunki kruszyn, borówek, mleczy), kanaryjską (ponad połowa gatunków endemiczna, np. Canarina canariensis, Euphorbia canariensis), maderską (endemiczne rodzaje Chamaemeles i Musschia) i zielonoprzylądkową (endemiczne rodzaje Monachyron i Tornabenea, a także elementy południowosaharyjskie i paleotropikalne).

#### Państwo przylądkowe

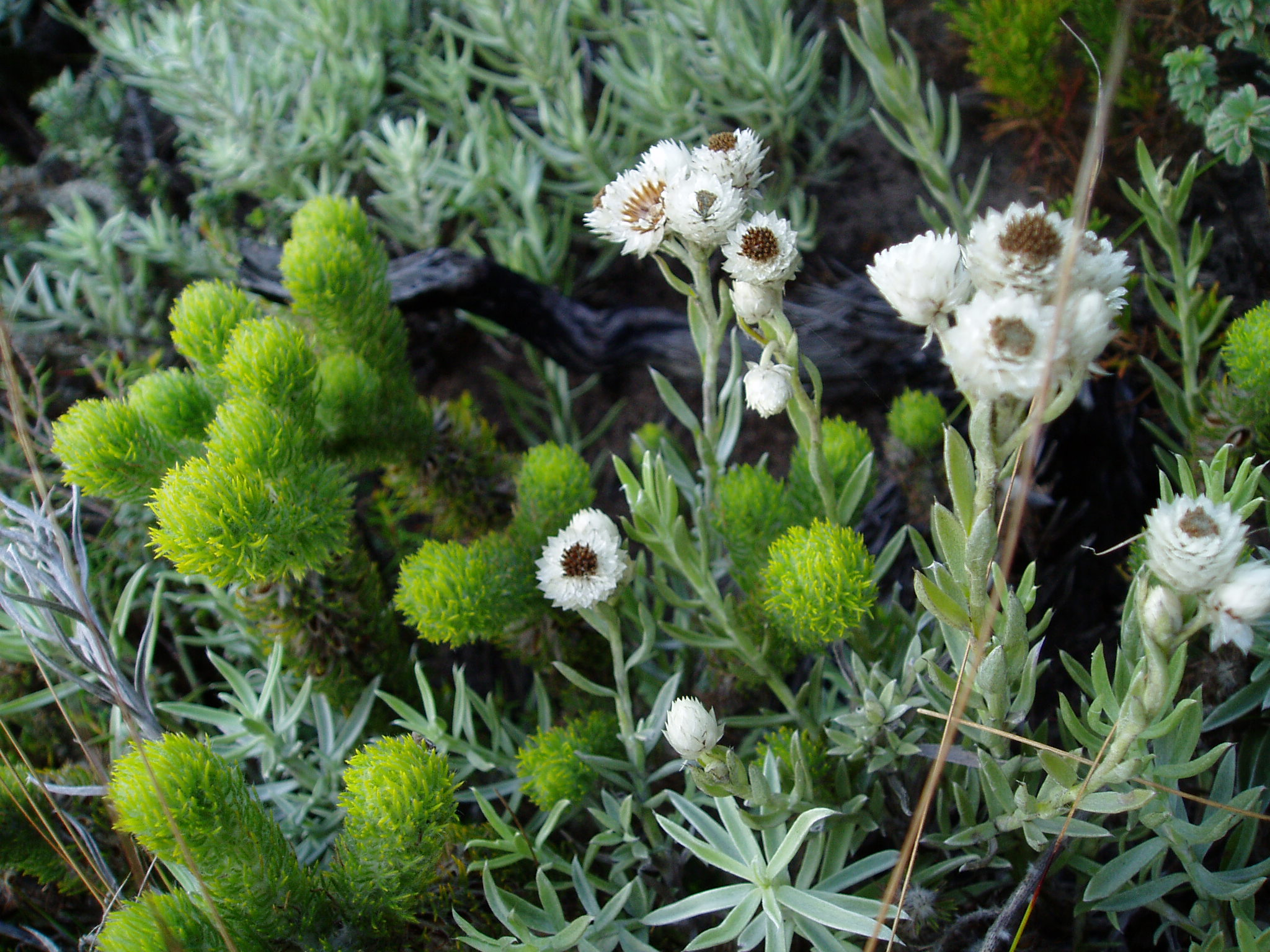
Fynbos

Na południu kontynentu występują warunki klimatyczne zbliżone do występujących na północy. Temperatury są tylko nieco niższe, jednakże u wybrzeży opady są wyższe. Warunki klimatyczne są porównywalne z Francją a lokalnie nawet z Wielką Brytanią. Roślinność tworzy formację fynbos, w której istotną rolę odgrywają różne gatunki rześci (Restio), srebrników (Protea), wrzośców (Erica) i pelargonii (Pelargonium). Mimo małego obszaru i niewielkiego zróżnicowania roślinności (lasy i zarośla twardolistne), flora tego państwa jest bardzo bogata, sięgając co najmniej kilku tysięcy gatunków. Wśród nich kilka tysięcy jest endemitami. Ponadto endemiczne jest kilkaset rodzajów i kilka rodzin.

#### Państwo paleotropikalne

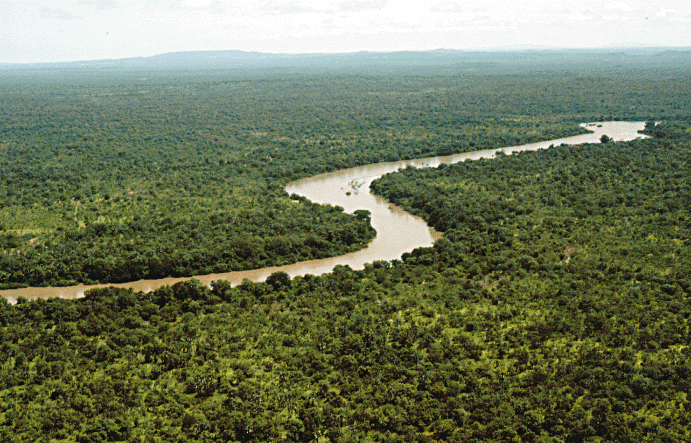
Las Deszczowy w Parku Narodowym Niokoloba (Gambia)

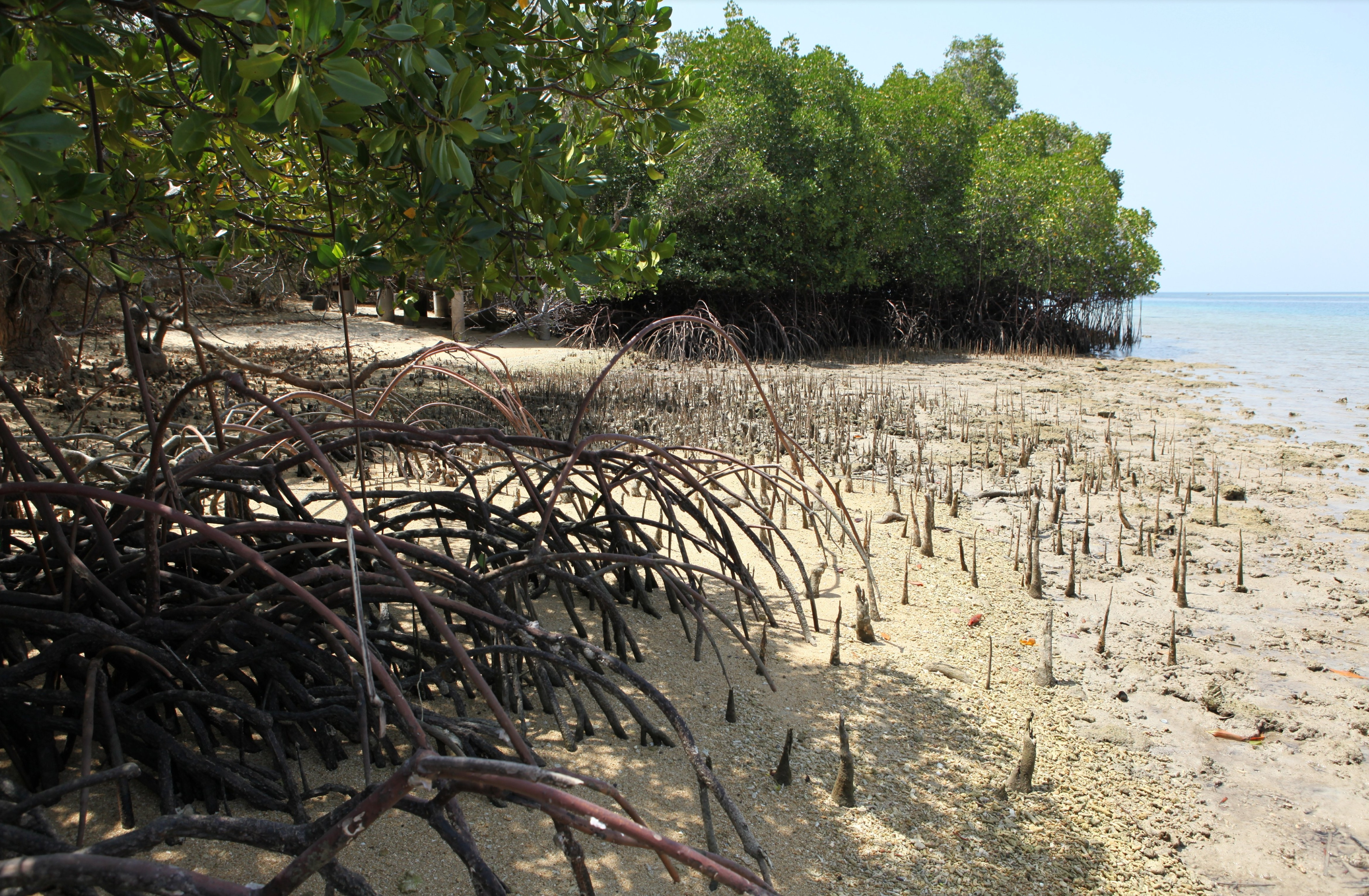
Las namorzynowy (podczas odpływu)

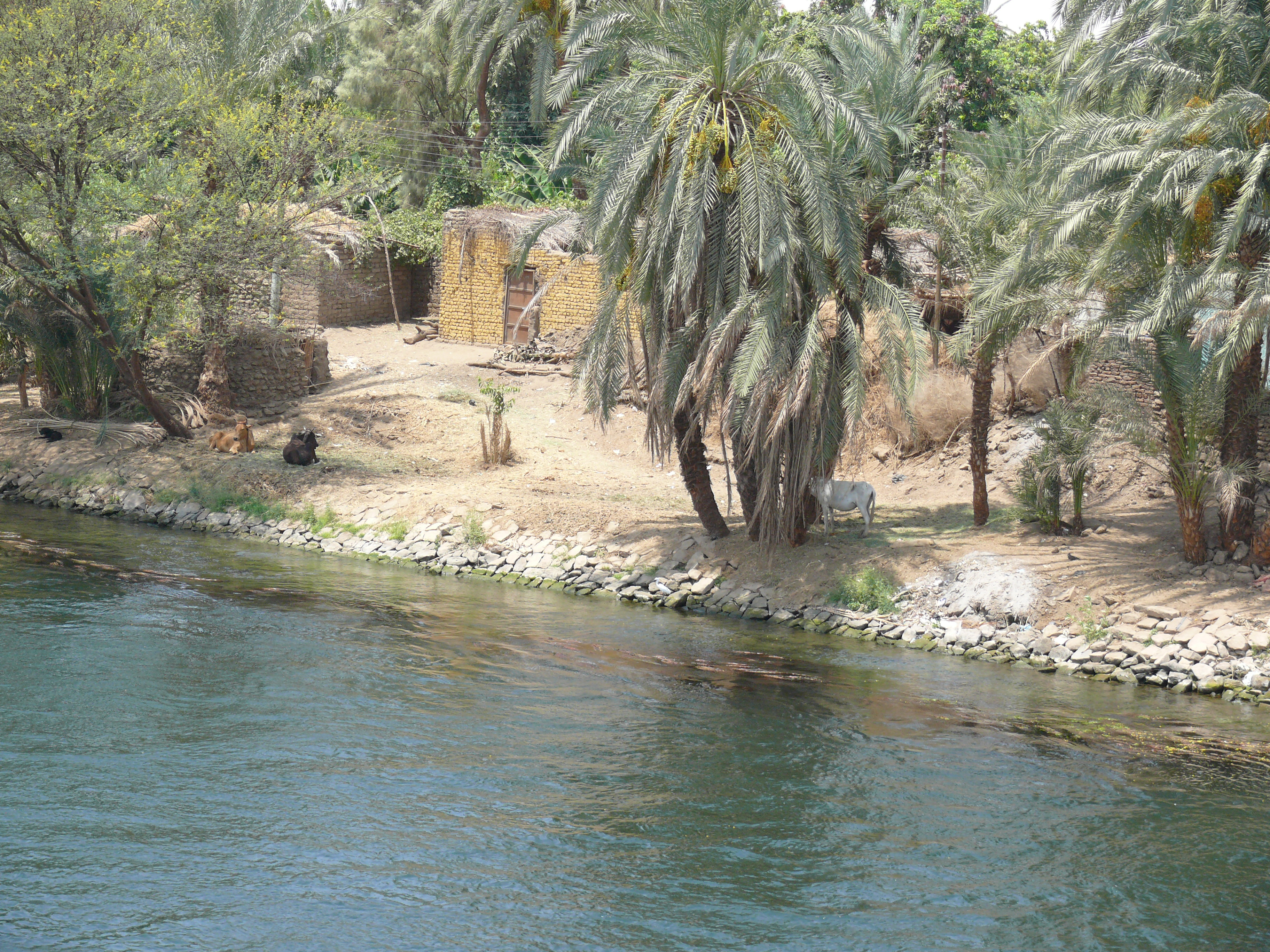
Palmy

Państwo paleotropikalne zajmuje większą część Afryki. Jest to też najbardziej zróżnicowane pod względem roślinności państwo w Afryce. Znajdują się tutaj zarówno lasy deszczowe, jak i suchorośla. Paleotropikalna flora Afryki różni się od flory innych regionów paleotropiku na tyle, że można wyróżnić podpaństwo afrykańskie (choć obejmujące też południowo-zachodnią Azję, aż po Pakistan) i ewentualnie podpaństwo madagaskarskie. Za to mogą występować w niej elementy holantarktyczne (łącznie z przylądkowymi czy australijskimi) lub holarktyczne. Częstsze niż we florze azjatycko-oceaniczego paleotropiku są np. brezylkowate, obrazkowate, wełniakowate, gruboszowate, zatwarowate czy wilczomleczowate. W obrębie Afryki wyróżniane są następujące obszary: gwinejsko-kongijski (zachodnioafrykański), sudańsko-zambijski, karru-namibski i ewentualnie saharyjsko-sindyjski oraz obszar Wysp Św. Heleny i Wniebowstąpienia i madagaskarski. Ten ostatni najbardziej nawiązuje do podpaństwa indo-malajskiego, np. obecnością dzbaneczników i sagowców, mając jednak typowe dla kontynentalnej Afryki rodzaje jak baobab. Flora wysp południowego Atlantyku jest skrajnie przekształcona od czasu przybycia Europejczyków. Z licznych endemitów zostało kilkadziesiąt na Wyspie Św. Heleny i dwa na Wyspie Wniebowstąpienia. Flora obszaru Karru -Namibii nawiązuje nieco do państwa przylądkowego. Występuje w niej welwiczia przedziwna i liczne sukulenty. Flora obszaru gwinejsko-kongijskiego jest bardzo bogata i dotąd jeszcze w dużej mierze niepoznana. Pod względem roślinności obszar ten to głównie strefa wilgotnych puszcz równikowych. Pochodzą z niej gatunki użytkowe takie jak kawa liberyjska, olejowiec gwinejski, rafia winodajna czy mahoniowiec Khaya senegalensis. Największy teren, wykraczający poza Afrykę, zajmuje obszar sudańsko-zambijski z podobszarami: sudańskim, nubijsko-radżastańskim, erytrejsko-arabskim i zambijskim (angolańsko-tańzańskim). Wśród endemitów liczne są różne gatunki akacji. Bogata w endemity jest zwłaszcza Sokotra.
Lasy deszczowe rosną w strefie równikowej nad Zatoką Gwinejską oraz w Kotlinie Kongo. Lasy te są wiecznie zielone. Tworzą zbiorowisko puszczy, w której rośnie ponad 1500 gatunków roślin. Cechą charakterystyczną jest wielowarstwowość. Drzewa mają wysokie pnie i słabo rozwiniętą koronę, ze względu na brak światła na dnie puszczy nie rozwija się ściółka leśna. Jej brak i częste deszcze powodują, iż mimo dużej biomasy gleby są prawie jałowe. Nad brzegami rzek rosną lasy namorzynowe, drzewa te są wsparte na korzeniach wyrastających ponad powierzchnię ziemi, dostosowując się do zmieniającego się poziomu wody.
Kolejnym rodzajem roślinności są sawanny. Sawanna jest formą pośrednią pomiędzy lasami deszczowymi a półpustynią i pustynią. Wegetacja roślin następuje w porze deszczowej, której długość jest różna w zależności od oddalenia od strefy równikowej. Różna jest też szata roślinna, od bliskiej lasom deszczowym sawanny wilgotnej do prawie półpustynnej, stepowej sawanny trawiastej. Dominującą roślinnością sawann są trawy, jednakże oprócz nich występują jeszcze drzewa (głównie suche) z silnie rozwiniętym systemem korzeniowym. Sawanny porastają również akacje, baobaby i mopane.
Półpustynie są przejściowym stanem pomiędzy sawannami a pustyniami. Na półpustyniach dominuje roślinność kserofityczna, która zamiera na kilka bezdeszczowych tygodni. Typowymi przykładami roślinności półpustyń są suchorośla. Na półpustyniach w oazach występują nawet drzewa palmowe. Flora obszaru saharyjsko-arabskiego (saharyjsko-sindyjskiego) mimo wielu elementów paleotropikalnych (takich jak akacja czy palma dum (Hyphaene thebaica)) ma dużo elementów holarktycznych lub przynajmniej śródziemnomorskich (np. tamaryszek).

### Zwierzęta

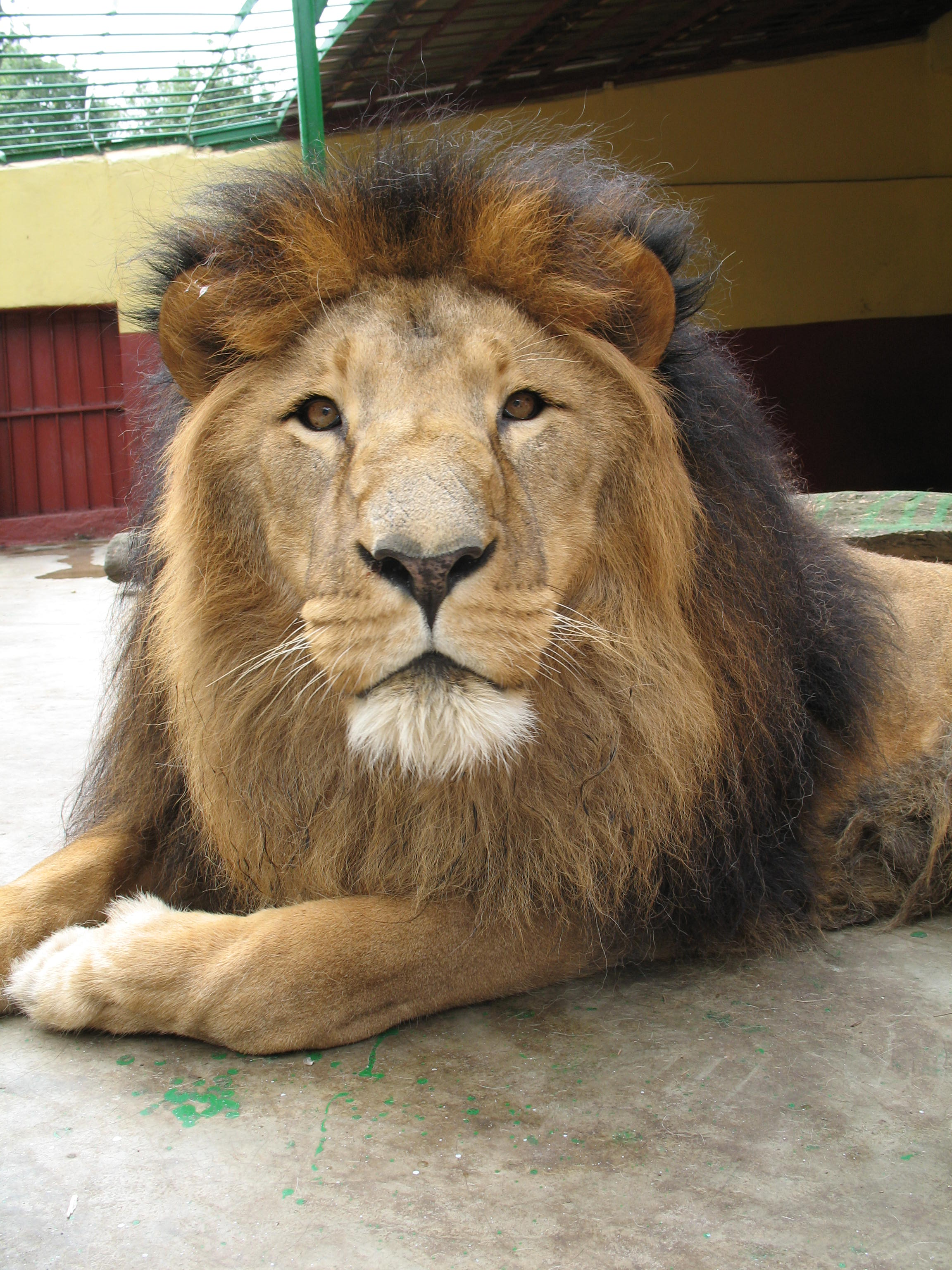
Lew

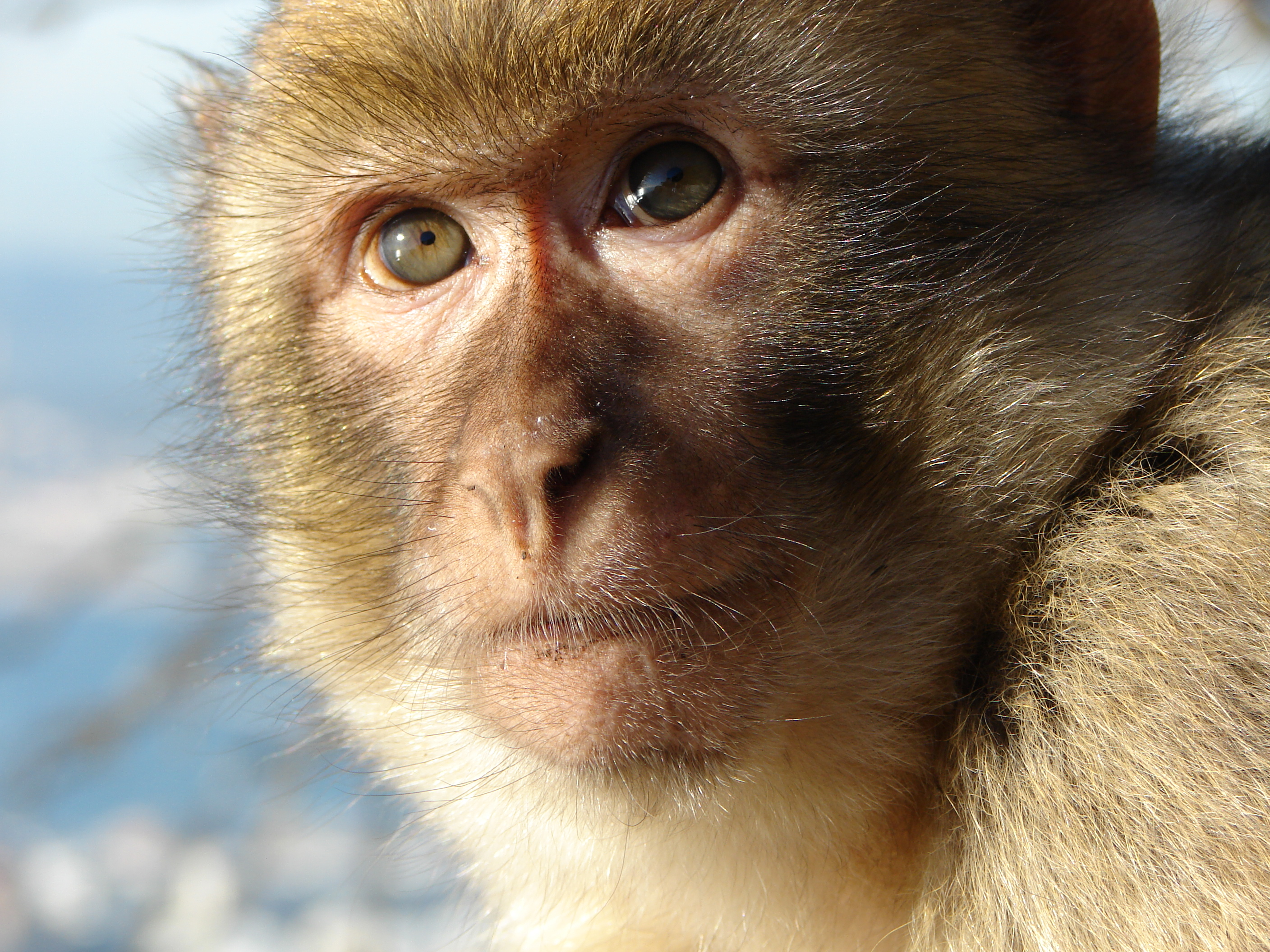
Magot

#### Kraina etiopska
Kraina etiopska obejmuje obszar na południe od Sahary z wyjątkiem Madagaskaru. Obszar ten rozwijał się osobno oddzielony od Europy i Azji Saharą oraz Morzem Czerwonym, a od Madagaskaru Kanałem Mozambickim. Podobnie jak w przypadku flory istnieje zróżnicowanie, chociaż nie tak wyraźne.
W klimacie równikowym żyją: małpy, w tym małpy człekokształtne, lwy, słonie afrykańskie, bawoły afrykańskie, leopardy, szakale, krokodyle, papugi oraz wiele gatunków owadów, m.in. tych przenoszących groźne choroby.
Na sawannach żyją lwy, słonie, liczne gatunki zwierząt kopytnych, nosorożce i hieny, a poza tym gryzonie i owadożerne. Na terenach zabagnionych rozwijają się podobne gatunki małych zwierząt, w tym insektów, co w dżungli.

#### Kraina palearktyczna
Kraina palearktyczna znajduje się na terenie państwa holarktycznego, czyli w wąskim pasie północnego wybrzeża Afryki. Podobnie jak w przypadku roślinności i tu dominuje fauna podobna do tej w europejskiej części wybrzeża Morza Śródziemnego. Typowymi ssakami dla tej krainy są magoty, jelenie, gazele, owce grzywiaste, wiwery, szakale, hieny i gepardy. Ptaki: strusie, dropie, żurawie, flamingi, pelikany. Poza tym żyją tutaj kameleony, żmije rogate, jadowite skorpiony, szarańcze.

#### Kraina madagaskarska
Kraina madagaskarska rozwijała się osobno ze względu na oddzielenie od stałego lądu przez Kanał Mozambicki. Ze względu na niewielką powierzchnię wyspy świat zwierzęcy jest ubogi. Żyje tutaj kilkadziesiąt gatunków ssaków, przeważnie endemity. Na wyspie żyje tylko jedna rodzina małp – lemurowate. Na Madagaskarze żyje też kilka gatunków gryzoni oraz owadożernych.

## Ludność

Porównanie wielkości i ludności poszczególnych kontynentów

Gęstość zaludnienia poszczególnych państw w Afryce (na km²) w 2009 r.

Jedna siódma ludności świata mieszka w Afryce, głównie wzdłuż północnego i zachodniego wybrzeża, a także wzdłuż żyznych dolin rzecznych. Chociaż ludzie przeważnie żyją w małych wioskach, coraz większa ich liczba migruje do miasteczek i metropolii w poszukiwaniu pracy i lepszego życia. Około trzydziestu metropolii na kontynencie przekroczyło milion mieszkańców i w związku z tym nasila się wiele problemów: bezrobocie, dzielnice nędzy (tzw. slumsy), brak szpitali, szkół, środków transportu, sieci wodociągowej, kanalizacji. Wskaźniki urodzeń w wielu krajach są wysokie, a rodziny wielodzietne. Blisko połowa populacji Afryki nie osiągnęła jeszcze piętnastego roku życia. Północna część Afryki jest zamieszkana głównie przez Berberów, Arabów oraz narody używające języka arabskiego, choć nie będące Arabami, jak np. Egipcjanie. Afryka Subsaharyjska (tzw. Czarna Afryka na południe od Sahary) liczy około 1500 grup etnicznych. W Afryce wschodniej i płd.-wsch. (Tanzania, Kenia, RPA, wyspy Mauritius, Seszele) dużą część mieszkańców stanowią przybysze z Indii. Sporą część ludności Republiki Południowej Afryki stanowią biali, pochodzący głównie z Wielkiej Brytanii, Holandii, Francji i Niemiec, a wyspę Madagaskar zamieszkują Malgasze. Trudności, jakie przeżywa Afryka, spowodowane są przeszłością kolonialną (w różnych aspektach), która opóźniła proces tworzenia się samodzielnych państw, a pozostawiła m.in. problem sztucznych granic, problemy etniczne, polityczne, gospodarcze i inne.
W Afryce występuje ponad 1000 języków. Niektóre, stosowane w kontaktach handlowych, stały się językami wehikularnymi, umożliwiając porozumiewanie się ludziom o różnych językach ojczystych. Taką rolę pełni m.in. język hausa w części Afryki Zachodniej czy też suahili w Afryce Wschodniej.

### Demografia

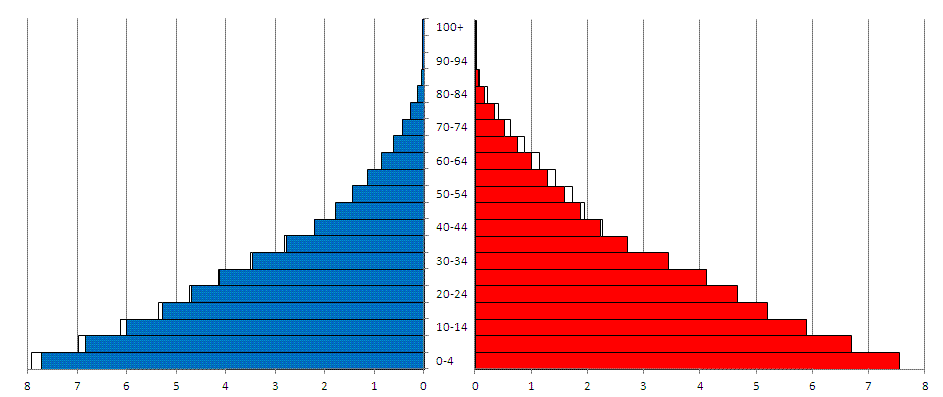
Piramida wieku i płci mieszkańców Afryki w 2011 (mężczyźni na niebiesko, kobiety na czerwono, przewaga na biało)

W drugiej połowie XX wieku w większości państw afrykańskich nastąpiła eksplozja demograficzna. Dzięki znacznemu wydłużeniu długości życia i spadkowi śmiertelności wśród niemowląt nastąpił nagły wzrost liczby ludności. Dodatkowym czynnikiem, który do pierwszej połowy XIX wieku hamował rozwój demograficzny, ale przez co zwiększał przyrost, był handel niewolnikami. Afryka była obszarem drenażu siły roboczej, przez co do XIX w. ludność kontynentu nie przekraczała 100 milionów. Podczas uzyskiwania niepodległości przez państwa afrykańskie nastąpiła przymusowa emigracja ludności, szczególnie pochodzenia azjatyckiego, która nie zrzekła się obywatelstwa państw kolonialnych. Pod koniec XX wieku państwa afrykańskie zaliczane były do krajów bardzo młodych (Czad, Gwinea, Kenia, Malawi, Nigeria, Ruanda, Suazi, Sudan, Tanzania, Uganda, Wybrzeże Kości Słoniowej, Zambia, Zimbabwe) lub młodych (Algieria, Angola, Benin, Botswana, Burkina Faso, Burundi, Demokratyczna Republika Konga (wówczas Zair), Dżibuti, Egipt, Etiopia, Gabon, Gambia, Ghana, Gwinea Bissau, Gwinea Równikowa, Kamerun, Komory, Kongo, Lesotho, Liberia, Libia, Madagaskar, Mali, Maroko, Mauretania, Mauritius, Mozambik, Namibia, Niger, Republika Południowej Afryki, Republika Środkowoafrykańska, Republika Zielonego Przylądka, Sahara Zachodnia, Senegal, Seszele, Sierra Leone, Somalia, Wyspy Świętego Tomasza i Książęca, Togo, Tunezja).
Demografia państw afrykańskich jest w dużej mierze zdeterminowana przez trudne warunki życia, których główną przyczyną są wojny. W niektórych regionach występują okresowe klęski głodu, oraz duża śmiertelność spowodowana chorobami takimi jak malaria oraz AIDS.

### Grupy etniczne Afryki

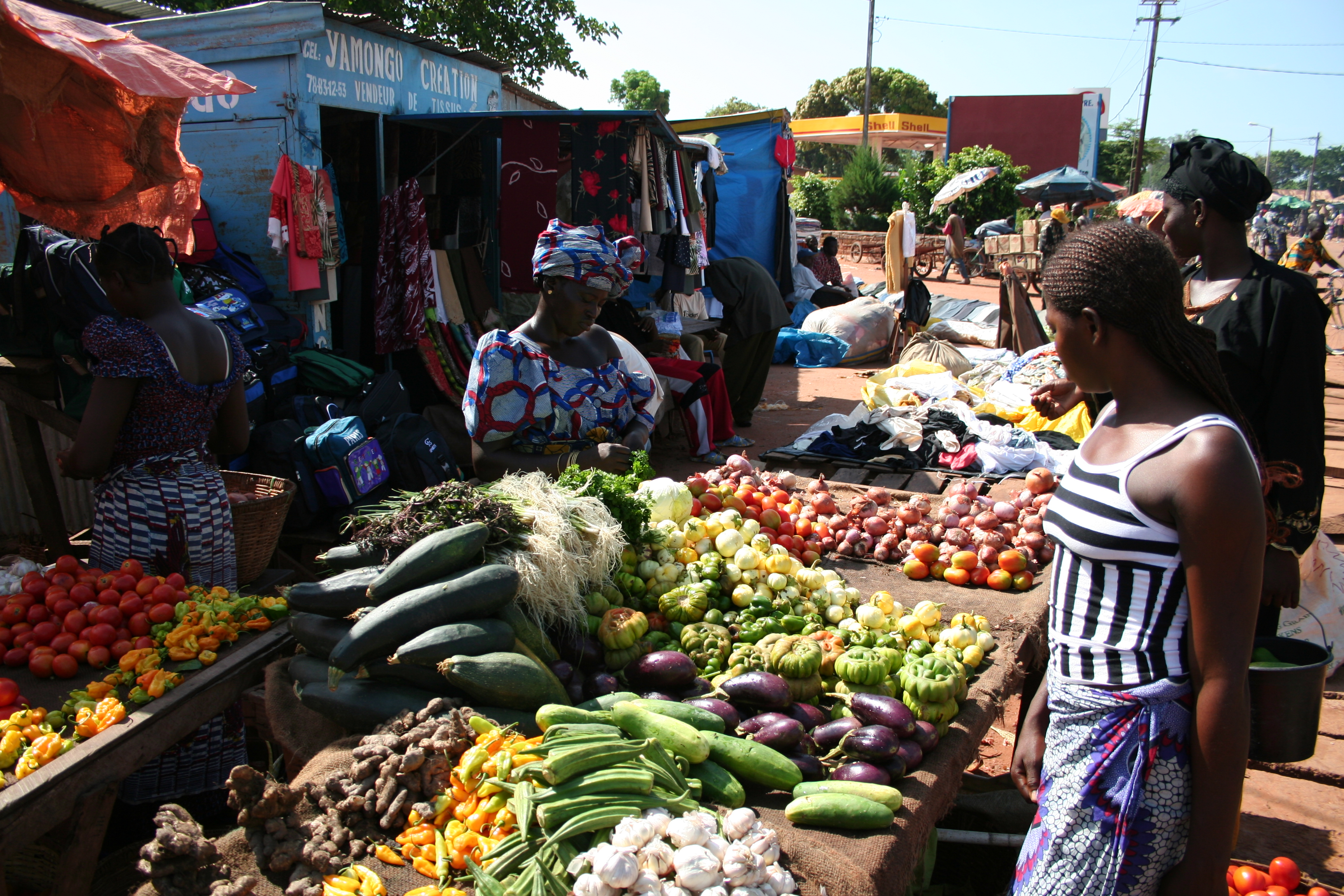
Burkina Faso – miejski targ

Największe afrykańskie grupy etniczne:

- Ababde
- Abangowie
- Afarowie
- Agona (lud)
- Akan (lud)
- Amharowie
- Aszantowie
- Azande (plemię)
- Bantu
- Berberowie
- Buszmeni
- Dagomba (lud)
- Denkyira
- Dogonowie
- Ewe
- Fangowie
- Fante
- Fulanie
- Guanczowie
- Hausa
- Hererowie
- Hotentoci
- Hutu
- Jorubowie
- Kikuju
- Kuszyci
- Lamtuna
- Lobi
- Lotuko
- Mande
- Masajowie
- Maurowie
- Mossi
- Nubijczycy
- Nzema
- Pigmeje
- Sahrawi
- Somalijczycy
- Songhajowie
- Soninke
- Sosso
- Surma (lud)
- Tutsi
- Twa
- Wodaabe
- Wolofowie
- Zuawa

### Religie
Od VIII wieku za sprawą handlu, podbojów i kolonializmu pojawiły się w Afryce religie monoteistyczne, takie jak islam i chrześcijaństwo. W Afryce Północnej islam całkowicie zajął miejsce religii tradycyjnych (których wyznawcy często czcili swych przodków) oraz różnych odłamów chrześcijaństwa. Większe skupiska chrześcijan w Afryce Północnej ostały się jedynie w Egipcie i Etiopii. (W państwie Aksum w połowie IV wieku przyjęto chrześcijaństwo) Różne wyznania chrześcijańskie pojawiły się w Afryce w późniejszym okresie wraz z europejskimi kolonistami.
Podział religijny Afryki:
- Chrześcijaństwo – 48% (495 mln wyznawców)
  - w tym katolicyzm – 30% wszystkich chrześcijan (148,5 mln wyznawców)
- Islam – 41% (423 mln wyznawców)
- Inne – 11%

#### Wierzenia rdzennych ludów Afryki

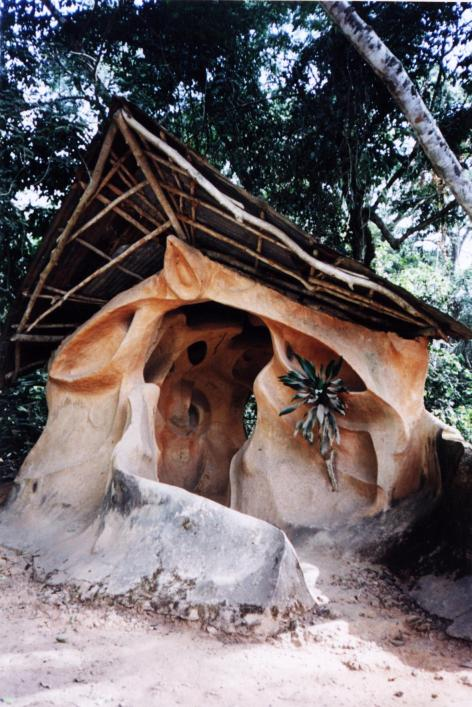
Świątynia Jorubów

Na pierwotne wierzenia ludów afrykańskich składał się szereg religii politeistycznych oraz monoteistycznych, właściwych dla danego ludu lub grupy ludów. Religie te nie pozostawały we wzajemnych związkach, jakkolwiek istniały pewne podobieństwa między wierzeniami różnych plemion i ludów, zwłaszcza sąsiadujących lub spokrewnionych ze sobą.
Wierzenia rodzime zostały wyparte przez islam z większości terenów północnej Afryki wraz z arabskimi podbojami. Jedynie niewielkie pozostałości tych religii pozostały na wsiach w górach Atlas. W czarnej Afryce mimo przyjęcia przez wiele ludów chrześcijaństwa lub islamu religie rodzime nadal odgrywają znaczną rolę. Są one jednak w odwrocie, wiele świątyń rodzimych wyznań zostało zburzonych lub nie pełnią funkcji sakralnych.
Istnieje wiele podobieństw pomiędzy wierzeniami rodzimymi, mimo iż rozwijały się bez wzajemnych kontaktów. W większości religii istnieje najważniejsze bóstwo, które jest wszechwiedzące, wszechwidzące i wszechmocne i które nieustanie prowadzi obserwacje wszystkiego. W większości religii bóstwa mogą karać za złe i nagradzać za dobre uczynki. Boską przychylność zazwyczaj też uzyskiwało się za pomocą składanych ofiar, najczęściej zwierząt lub plonów. Dawniej składano również ofiary z ludzi, jednakże zostało to zabronione przez prawo.
W wielu wypadkach elementy religii animistycznych przetrwały po przejęciu innych religii. W skrajnych przypadkach, jak w Ghanie, doszło do sytuacji, gdzie mimo iż mieszkańcy deklarują islam, to ich wierzenia bardziej przypominają religie animistyczne niż islam wyznawany przez Arabów.

#### Kult przodków (mamizm)
Społeczności w wielu rejonach Afryki posiadały święte miejsca, gdzie przynoszono dary dla duchów zmarłych przodków. W religiach Bantu przodków należy czcić, składać ofiary, modlić się o opiekę. Nawet gdy utracili swe mieszkanie należy im zapewnić nowe w postaci czaszki zmarłego, kapliczki przodków, miejsca przy ognisku domowym. Wschodni Bantu budują specjalne miniaturowe domki, będące schronieniami przodków, zwykle przed wejściem do wsi lub na rozstajach. Taiti mieszkający w Kenii w pobliżu Kilimandżaro, stawiają chatki wokoło znajdującego się w górach jeziora, które przodkowie lubią odwiedzać i w którego głębi prawdopodobnie mieszkają. Wszystkie ryby, kaczki i inne ptaki z tego jeziora uważane są za święte i nietykalne, mogą bowiem być wcieleniami przodków. Ulubionym miejscem przebywania zmarłych są jednak cmentarze i miejsca śmierci, często krewni oznaczają je kopcami kamieni, kurhanami ziemnymi, na które przychodzący powinien złożyć ofiarę w postaci garści trawy, liści, kamyka itp. Niekiedy zmarli wcielali się też w skały, źródła itp., stając się lokalnymi duchami przyrody, jednak zwykle duchy natury były nimi odwiecznie-takie już zostały stworzone. Ich dalszy los pośmiertny i siła oddziaływania na potomków zależy od ilości mocy, w jaką byli wyposażeni za życia. Silni zmarli mogą nawiedzać swych potomków w snach i za pośrednictwem mediów. 

#### Islam

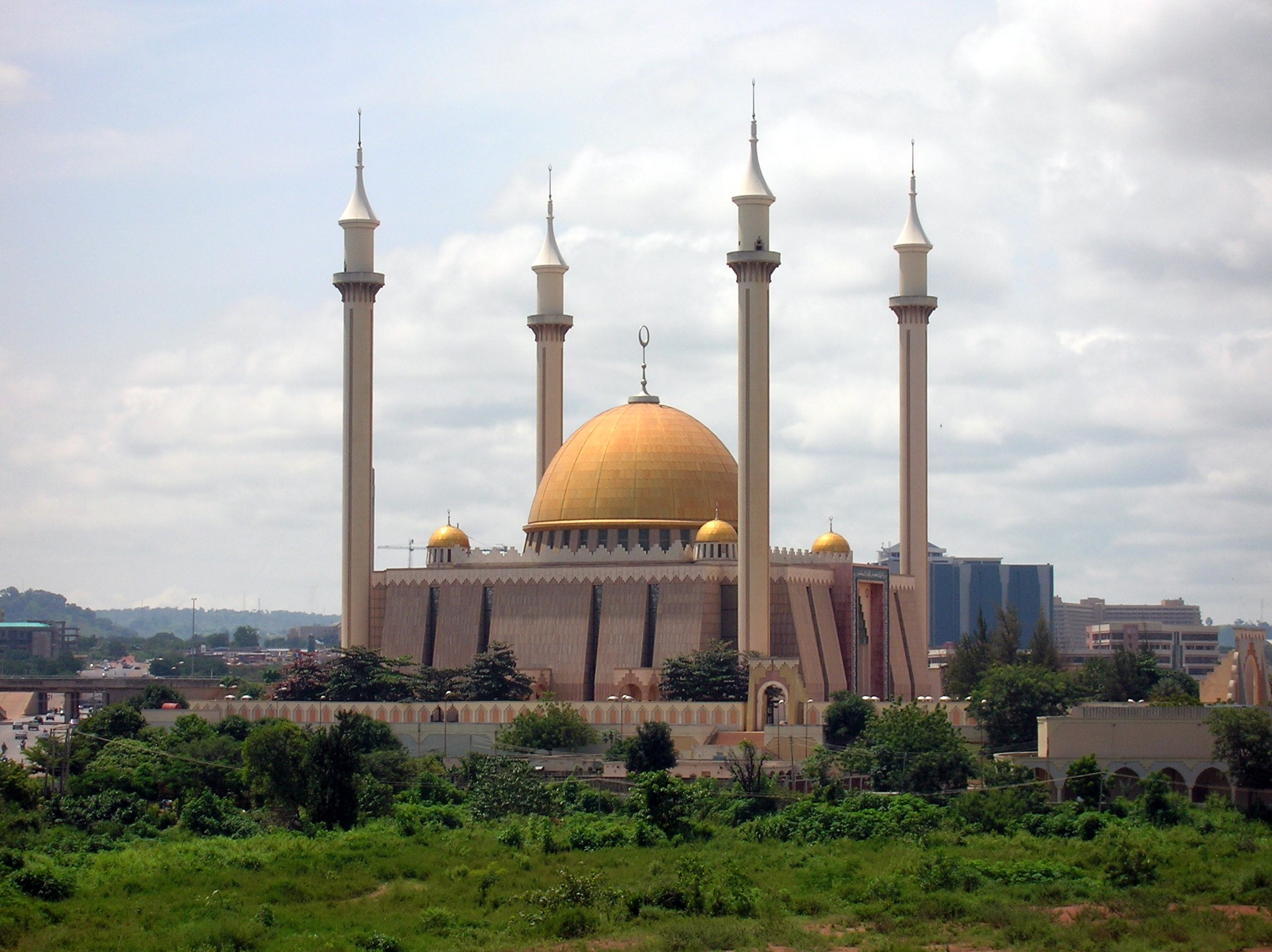
Meczet w Nigerii

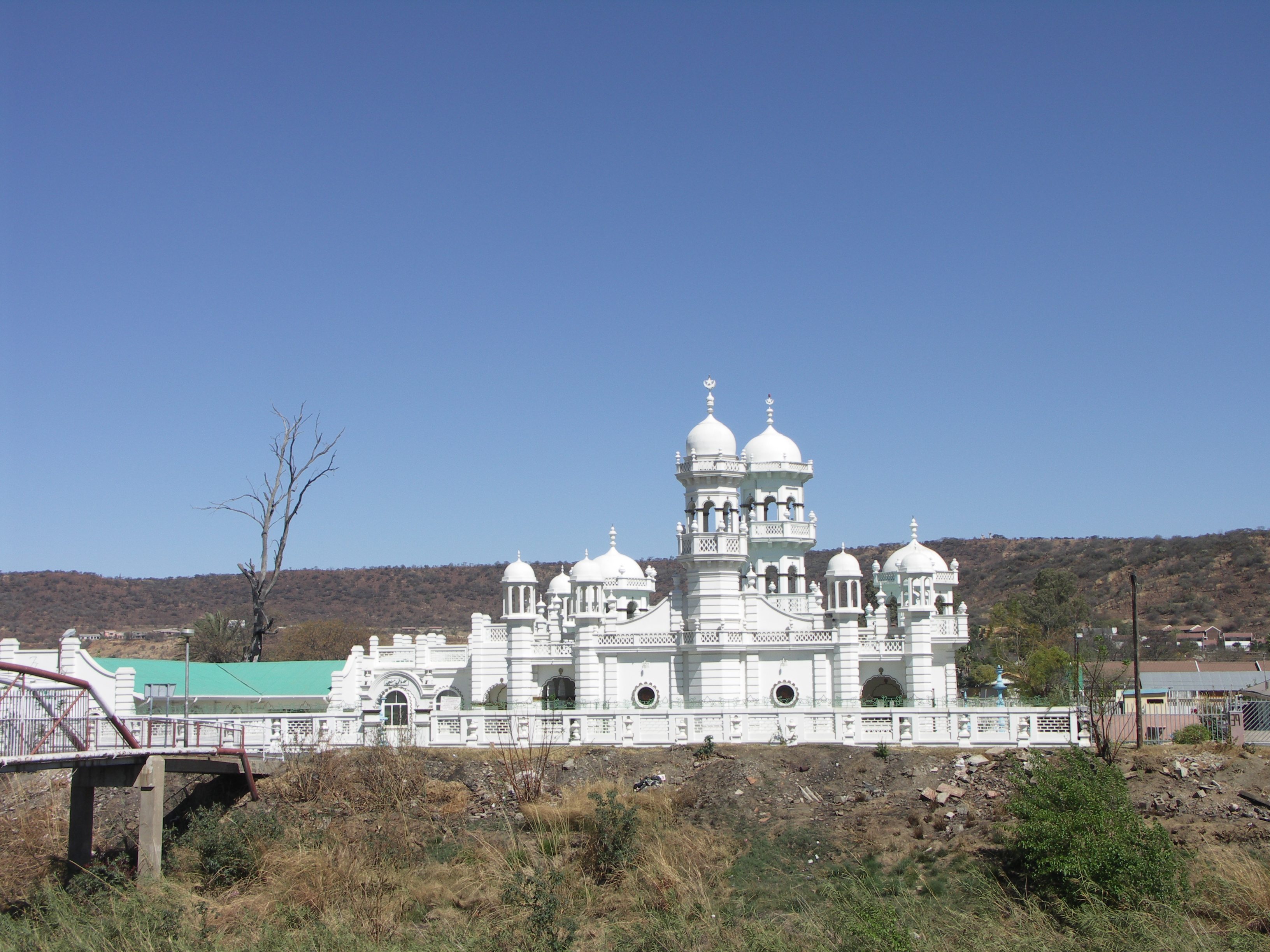
Meczet w RPA

Islam pojawił się w VII wieku na Półwyspie Arabskim. W 632 (rok śmierci Mahometa) cały półwysep wyznawał nową religię. Jednym z założeń islamu była misyjność. Do 650 nastąpił pierwszy futuh, czyli podbój, otwarcie bram islamu dla nowych ludów. Podczas tego podboju Arabowie opanowali m.in. Egipt. Arabscy władcy wykorzystali słabość gospodarczą i anarchię po upadku Imperium Romanum i do 711 podbili całe afrykańskie wybrzeże oraz Hiszpanię.
W VII wieku islam trafił do chrześcijańskiej Etiopii, tworząc tam religię pośrednią pomiędzy chrześcijaństwem a islamem. Ekspansja islamu na południe powodowała, iż powstawały religie mieszane z wyznaniami animistycznymi. W XVI wieku doszło do wojny religijnej muzułmanów z chrześcijańskimi Etiopczykami. Wojnę wygrali chrześcijanie i spowodowali wyparcie Arabów z Etiopii. Po zajęciu Somalii przez wyznawców islamu w XVI wieku, Etiopia była otoczona przez państwa islamskie.
W XX wieku wyznawcy islamu zaczęli stanowić większość mieszkańców tego kraju. Jednakże elity zarówno polityczne, jak i kulturalne są chrześcijańskie.
Islam w Somalii i Dżibuti jest typowym przykładem mieszanki islamu z wyznaniami animistycznymi. Mimo iż niemal 100% Somalijczyków deklaruje, iż wyznaje islam, to w dużej mierze jest on przesiąknięty obrzędami i wierzeniami w duchy i moce nadprzyrodzone.
W Afryce Wschodniej islam zdominował wybrzeża, natomiast interior jest zdominowany przez chrześcijaństwo (głównie protestanckie) i animizm. W niektórych przypadkach religie przenikały się nawzajem, tworząc niezgodne z zasadami wiary święta i obrzędy. Meczety w południowej części Afryki są zbudowane na planie prostokąta, bez minaretów.
W zachodniej Afryce sytuacja była diametralnie inna niż na wschodzie, tam islam stał się religią elit przywiezioną przez bogatych kupców arabskich. Natomiast po upadku imperium Ghany religia elit została przejęta przez ludność miejską. Miała to jednak charakter powierzchowny i odrzucano zasady prawne islamu.
Jedynym państwem, w którym islam się nie zadomowił, jest Republika Południowej Afryki. Kraj ten ze względu na osadnictwo europejskie (głównie holenderskie i brytyjskie) stał się państwem przypominającym państwa Europy.

#### Chrześcijaństwo

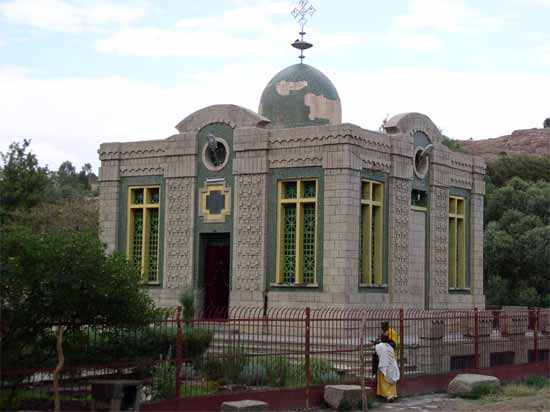
Świątynia Etiopskiego Kościoła Ortodoksyjnego

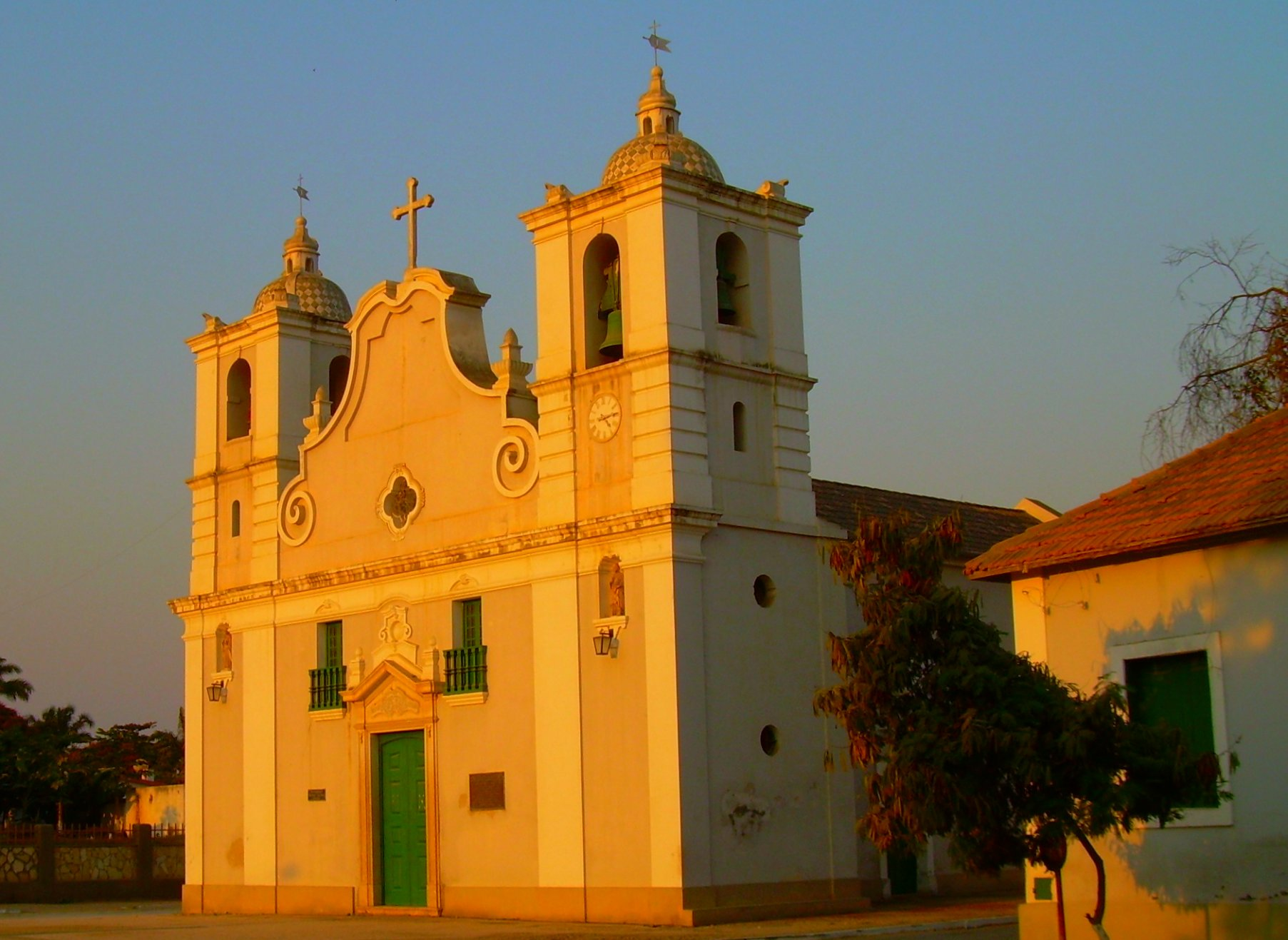
Kościół zbudowany przez portugalskich misjonarzy w Angoli

Chrześcijaństwo w Afryce rozpowszechniło się dwiema zasadniczymi drogami. Część północna (Etiopia, ziemie Imperium Rzymskiego) była chrześcijańska już w starożytności. Jednakże oprócz Etiopii tereny te zostały islamizowane we wczesnym średniowieczu. Drugą drogą były misje, które zaczęli w XV wieku prowadzić Portugalczycy.
We wczesnym średniowieczu istnienie kościoła etiopskiego było zagrożone z powodu najazdów arabskich. W VII wieku powstała religia pośrednia pomiędzy chrześcijaństwem a islamem. W XVI wieku nastąpiła wojna religijna z muzułmanami, którą wygrali chrześcijanie. W XX wieku muzułmanie zaczęli stanowić większość mieszkańców Etiopii, jednakże elity są chrześcijańskie.
Początkowo książę Henryk Żeglarz chciał odnaleźć półlegendarnych chrześcijańskich Etiopczyków. Wyprawy przez niego finansowane nie dotarły jednak do Etiopii. Jednakże w 1434 Gil Eanes po raz pierwszy spotkał się z czarnoskórą ludnością tubylczą. W 1500 ekspedycja portugalsko-francuska kierowana przez Pedro Alvareza Cabrala zaproponowała chrzest napotkanym ludom, w zamian oferując pokój i przyjaźń, a w przeciwnym razie zbrojny atak. W 1501 ekspedycja ta zbudowała pierwszy kościół w tropikalnej Afryce. W ciągu następnego półwiecza terenami Afryki i ludami na nich mieszkającymi zaczęli interesować się jezuici. Pierwsze próby chrystianizacji (siłowej) napotkały opór ludności autochtonicznej i zakończyły się niepowodzeniem. Dodatkową przyczyną niepowodzeń było również większe dążenie do opanowania złóż niż faktyczne szerzenie religii.
Przełomem okazał się konflikt pomiędzy plemionami Szona. Wódz Manuza poprosił o pomoc Portugalczyków, którzy zgodzili się pomóc, ale po przyjęciu chrztu, stając się pierwszym władcą chrześcijańskim w Afryce Subsaharyjskiej (nie licząc Etiopii). W XVII Portugalia przeżyła kryzys i wycofała się z szerzenia chrześcijaństwa. W jej miejsce pojawili się misjonarze z Anglii i Holandii, którzy wraz z osadnikami szerzyli chrześcijaństwo protestanckie, głównie na południu kontynentu. W XIX wieku Holenderski Kościół Zreformowany był religią państwową otrzymującą subwencje z budżetu. Kościół ten jednak nie był Kościołem misyjnym, a nawet stwarzał problemy małżeństwom mieszanym. Ludność tubylcza była chrystianizowana przez Anglików w wyznaniu anglikańskim. W drugiej połowie XIX wieku misje zostały zatrzymane, gdyż zdaniem rządów państw je prowadzących Afryka ma być tylko kontynentem czarnych niewolników.
W czasie kolonializmu działalność misyjna nadal była prowadzona, jednakże celem było pozyskanie przychylności miejscowej ludności oraz poznanie jej słabych stron a później podbój. Afrykanie sądzili, że biali ludzie dadzą im lepszą technikę i lecznictwo, jednakże misjonarze mało różnili się od zwykłych najeźdźców.
W południowej Afryce chrześcijaństwo (kalwinizm) pojawiło się wraz z osadnictwem burskim. Burowie nie nawracali ludności czarnoskórej na swoją religię, gdyż uważali się za Dzieci Boga, wybrane, by rządzić niechrześcijańskimi tubylcami.

#### Voodoo

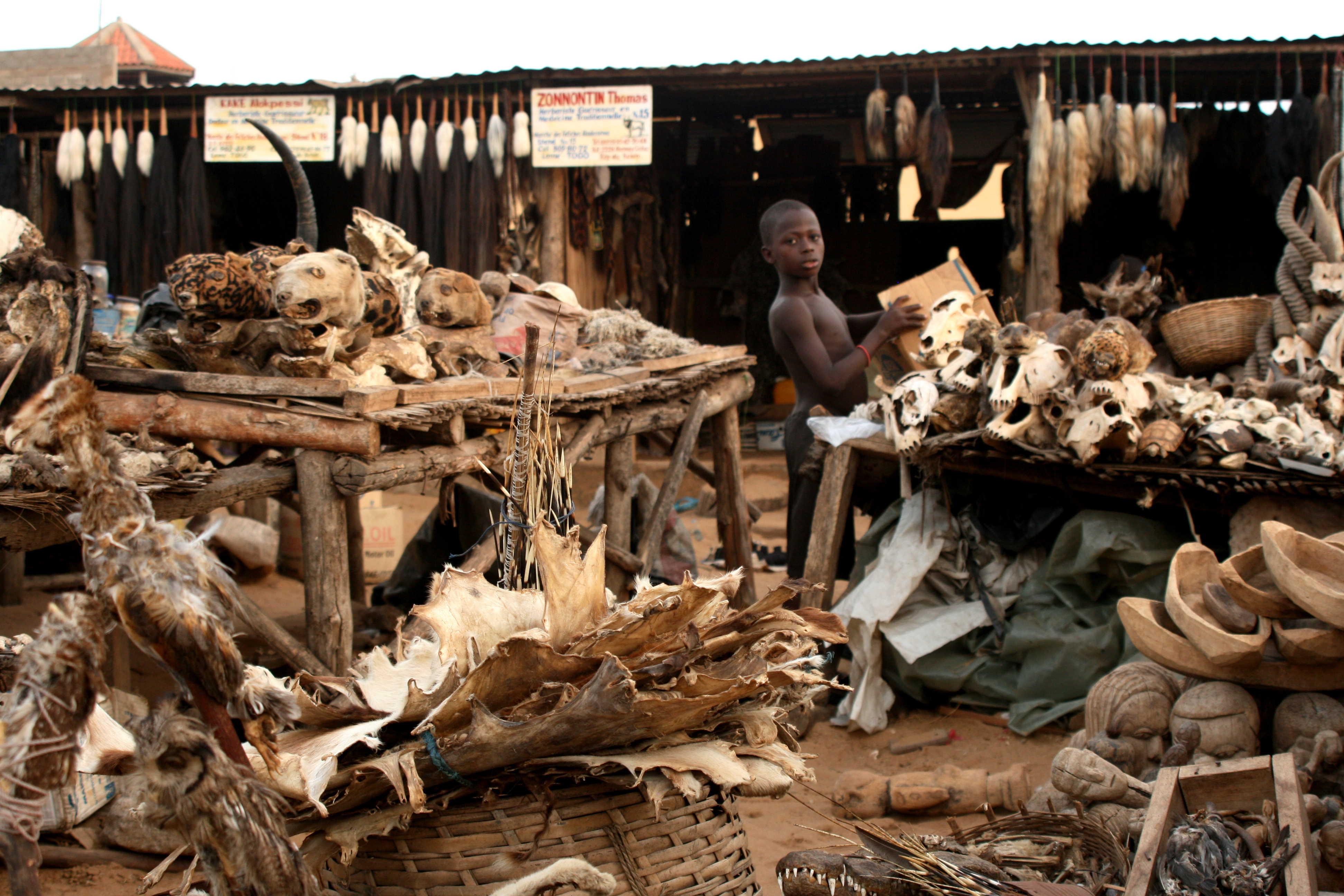
Targ w Lomé z przedmiotami używanymi w obrzędach

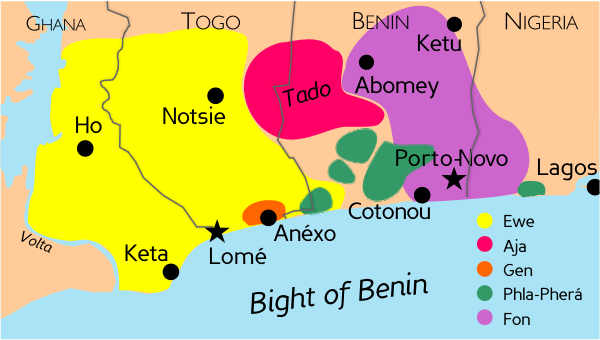
Miejsce narodzin odmian Voodoo

W XIX w. w koloniach karaibskich tradycyjny kult przodków połączono z chrześcijaństwem (synkretyzm religijny). Tak powstała religia zwana voodoo. Chociaż religia voodoo kojarzy się z rejonem Karaibów, w 1996 r. w Beninie (dawniej Dahomej) została oficjalnie uznana za religię wyznawaną przez ponad 50% społeczeństwa. Benin jest kolebką wudu, która to religia czy kult bóstw istnieje pod taką bądź inną nazwą w wielu innych regionach czarnej Afryki i Ameryki Południowej. W Beninie tradycyjną religią był (i jest) animizm, a jego wyznawcy za najwyższego boga uznają Mawu. Wyobraża go wiele drugorzędnych bóstw, czyli wudu, którym w określone święta składa się ofiary. Na przykład Hewioso to bóg grzmotu, a bóg Zangbeto chroni w nocy pola rolników. Niższą pozycję wobec tych wudu zajmują pomniejsze bóstwa, uważane też za duchy zmarłych. Praktykowany jest więc kult przodków. W wielu domach można znaleźć asen, czyli swego rodzaju mały parasol z kutego żelaza, zdobiony symbolami ku czci zmarłego krewnego.
Do nawiązania kontaktu z tymi bogami potrzebny jest pośrednik – kapłan lub kapłanka fetyszystyczna. Umiejętności komunikowania się z bóstwami oraz innymi duchami nabywa po trzyletnim pobycie w zakonie fetyszystycznym. Kapłani wudu tworzą wpływową hierarchię, która ogromnie oddziałuje na życie Benińczyków.
Wyznawcy tego kultu wierzą, że duch zmarłego może wrócić i zabić innych członków rodziny. Niejeden sprzedaje swój dobytek lub zaciąga olbrzymie długi, aby pokryć koszty związane z ofiarami ze zwierząt i wystawnymi ceremoniami, mającymi przebłagać zmarłych krewnych. W rezultacie niektóre rodziny popadają w ubóstwo.
Do Ameryki wudu dostało się prawdopodobnie z niewolnikami z terenów dzisiejszego Beninu. Na początku XVII wieku Kpasse, władca królestwa Hueda, nawiązał „stosunki handlowe” z francuskimi, angielskimi i portugalskimi handlarzami niewolników, którym król sprzedawał swoich poddanych. W Grehue (obecne Whidah) ładowano ich na statki i wywożono do Ameryki Północnej, głównie na Haiti oraz Antyle Holenderskie. Handel niewolnikami trwał od XVII do pocz. XIX w.

### Języki afrykańskie

Rodziny języków tubylczych w Afryce

Języki urzędowe poszczególnych krajów Afryki

W Afryce używa się według ocen lingwistów około 2 tysięcy języków, z czego tylko 50 jest używane przez więcej niż 0,5 mln użytkowników. Największymi pod względem liczby mówiących językami są suahili (ok. 50 mln mówiących) oraz mające 10–25 mln hausa, fulfulde, joruba, ibo, język amharski, oromo. Poza tym są używane języki arabski i europejskie (np. angielski, francuski, portugalski). Część z języków europejskich ma własne odmiany miejscowe, np. Nigerian English, francais populaire d’Abidjan. Największa różnorodność językowa występuje w centralnej i zachodniej części kontynentu.

#### Rodzina afroazjatycka
Rodzina języków afroazjatyckich (zwanych również chamito-semickimi) w Afryce zajmuje tereny Afryki Północnej oraz Rogu Afryki. Rodzina ta dzieli się na: języki semickie (głównie dialekty arabskiego oraz języki etiopskie), języki berberyjskie, języki omockie, języki czadyjskie, języki kuszyckie oraz wymarłe język egipski i język koptyjski. Na grafice kolor niebieski.

#### Rodzina nilo-saharyjska
Rodzina języków nilo-saharyjskich zajmuje tereny północno-wschodniej części interioru. Rodzina ta dzieli się na: songhaj, konam, maba, saharyjską, wschodniosudańską, środkowosudańską, fur, berta i kunama. Na grafice kolor żółty.

#### Rodzina nigero-kongijska
Rodzina języków nigero-kongijskich zajmuje większą część czarnej Afryki. Rodzina ta dzieli się na: języki mande, języki kordofańskie, języki atlantyckie (języki zachodnioatlantyckie) języki Delty Nigru, języki kru, języki kwa, języki Dogonów, języki gur, języki wyżyny Adamawa i dorzecza Ubangi, języki południowej Nigerii, języki południowo-wschodniej Nigerii, języki Plateau i kainji, języki bantu oraz języki bantuidalne. Na grafice kolor pomarańczowy (grupa mande) i czerwony.

#### Rodzina khoisan
Rodzina języków khoisan, zwana również buszmeńsko-hotentocką, zawiera 27 żywych języków mlaskowych. Jest to najmniejsza grupa języków w Afryce. W większości języki te są językami ludzi z marginesu, stąd ludy posługujące się tymi językami przejmują inne języki, głównie europejskie, by „polepszyć swój status społeczny”. Ze względu na brak materiałów piśmienniczych oraz nietypową fonologię języki te są słabo zbadane. Na grafice kolor zielony.

#### Język afrikaans

Użytkownicy języka afrikaans w RPA (stan na rok 2001)

Język afrikaans, inaczej burski, należy do grupy zachodniogermańskiej. Afrikaans wywodzi się z języków kolonizatorów holenderskich, francuskich i niemieckich, którzy zasiedlili południową część kontynentu przed zajęciem południowej Afryki przez Brytyjczyków. Afrikaans jest od 1925 jednym z języków urzędowych RPA Język afrikaans jest bardziej popularny w zachodniej części kraju, która jest znacznie słabiej zaludniona i tam używany głównie przez mulatów, zwanych w RPA coloured.

#### Języki europejskie
Języki europejskie pojawiły się na kontynencie wraz z kolonializmem. Mimo iż państwa afrykańskie uzyskały niepodległość to języki europejskie, głównie angielski i francuski nadal pozostały w użyciu jako języki urzędowe. Języki europejskie służą dodatkowo do komunikacji międzyplemiennej jako lingua franca.

## Osadnictwo i miasta

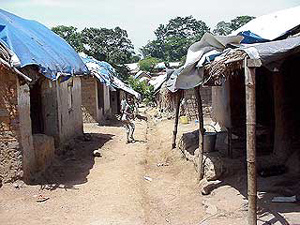
Obóz dla uchodźców w Gwinei

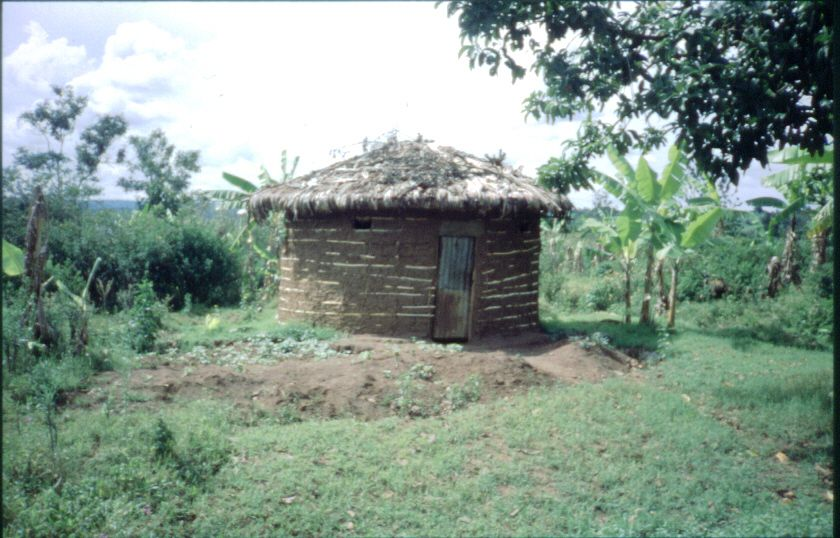
Okrągła chata w Ruandzie

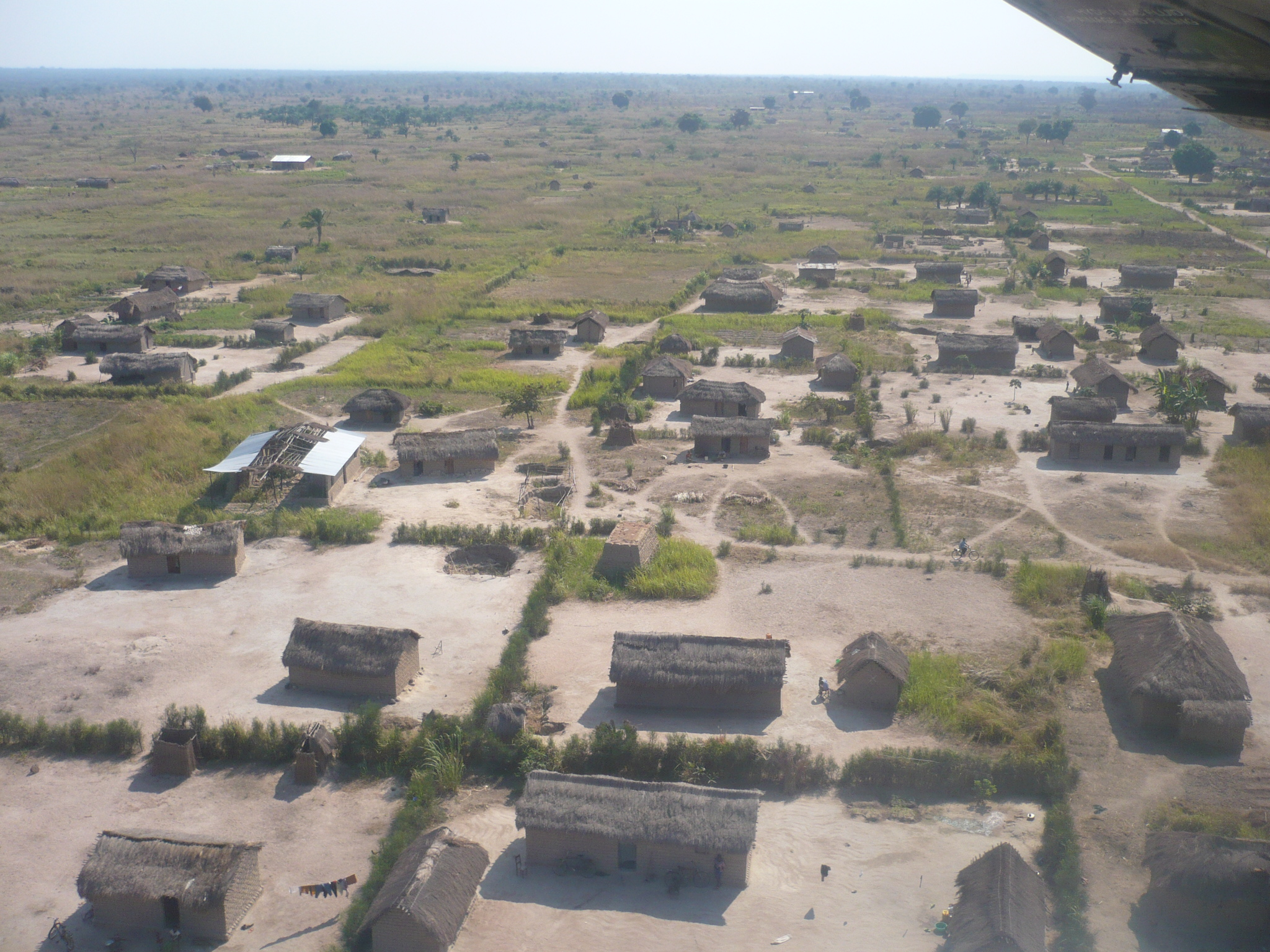
Wieś na Wyżynie Katanga w (Demokratyczna Republika Konga)

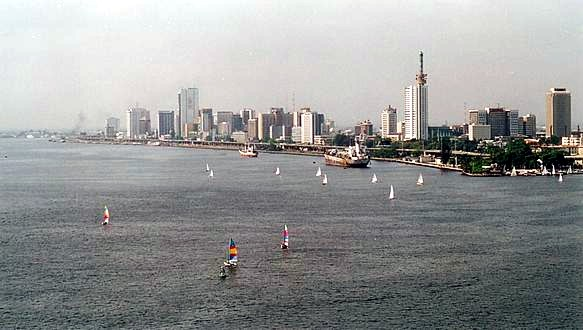
Lagos

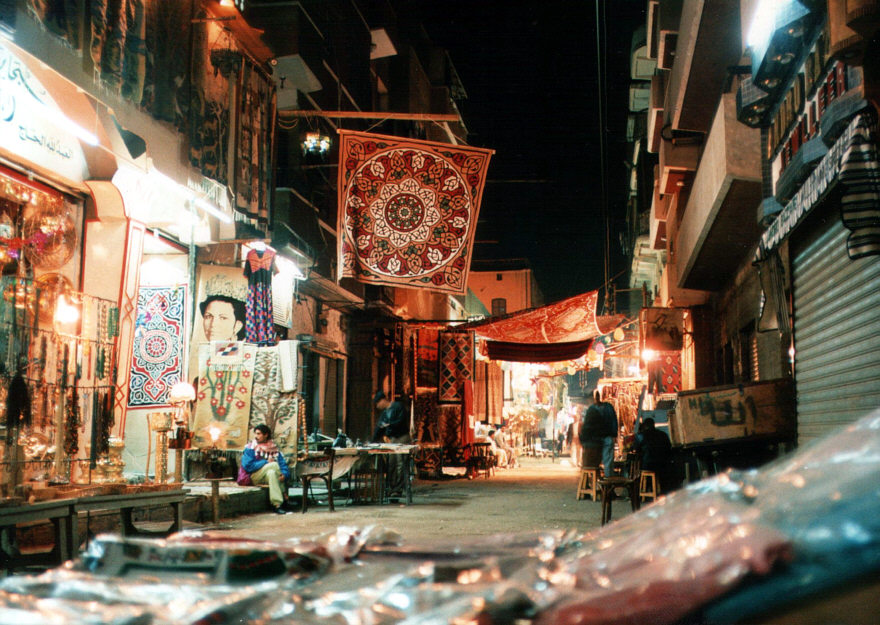
Bazar w Luksorze (Egipt)

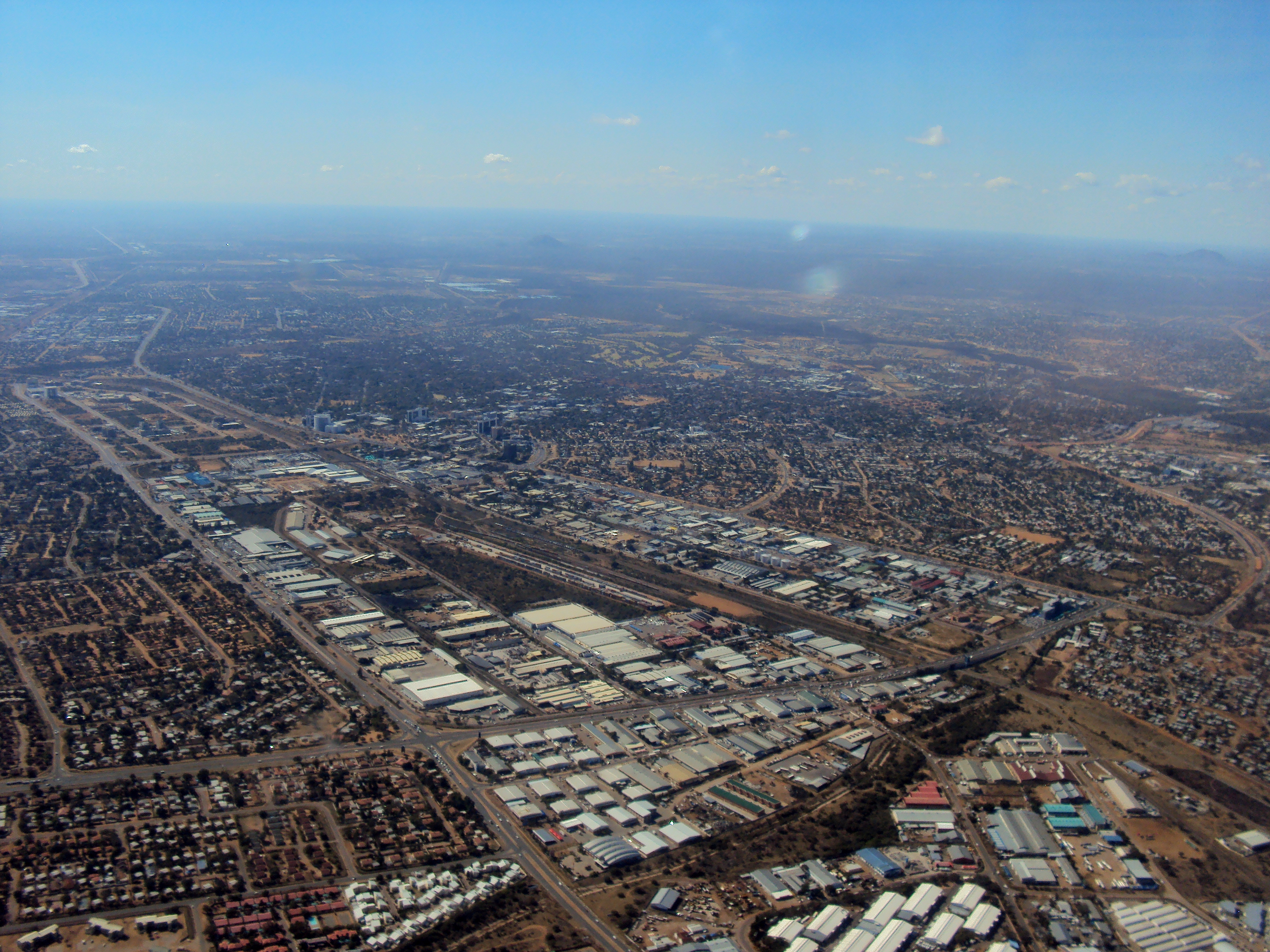
Gaborone (Botswana)

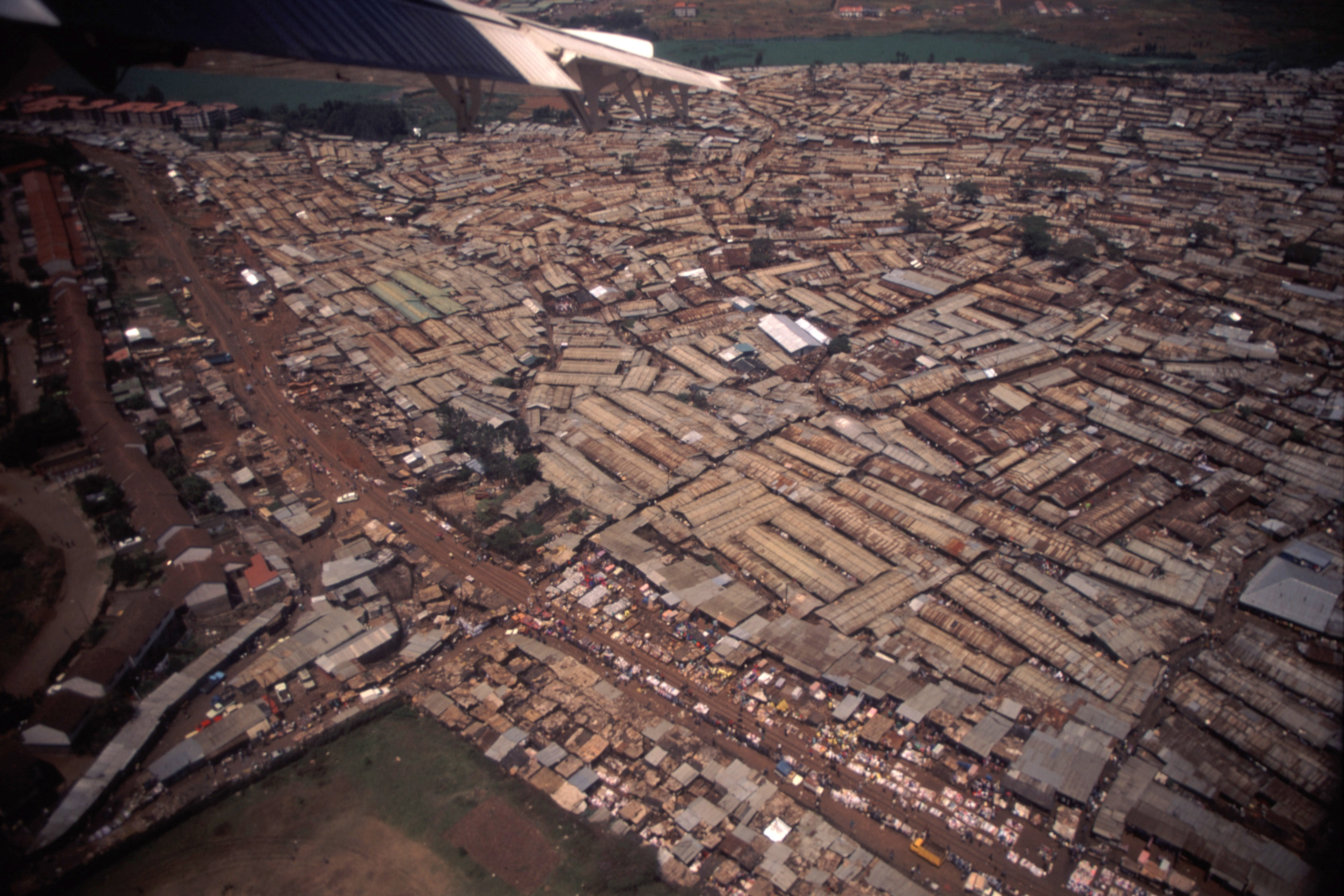
Dzielnica slumsów w Nairobi (Kenia)

### Obozowiska
W Afryce, szczególnie części północnej i południowej były tereny zamieszkiwane przez plemiona koczownicze np. Beduinów, Buszmenów, Pigmejów. Ludy te, prowadząc koczowniczy tryb życia, zakładały tylko obozowiska, w których spędzały kilka do kilkunastu dni, po czym przenosiły się w inne miejsce.
Zwiększanie się gęstości zaludnienia oraz zastąpienie rolnictwa ekstensywnego intensywnym oraz przemysłem powodowało, że w XX wieku zjawisko koczownictwa stopniowo malało. Po II wojnie światowej ze względu na uszczelnienie granic przecinających szlaki wędrówkowe, zjawisko to znacznie się zmniejszyło i zaczęło być marginalne. Pod koniec XX wieku w obozowiskach żyło ok. 1% mieszkańców kontynentu, za to pojawiło się zjawisko obozów uchodźców. Problemem w klasyfikacji osadniczej są wsie/obozowiska Hotentotów, gdyż te budynki są zajmowane przez część roku i łączą w sobie cechy zarówno namiotów/szałasów, jak i chat.

### Wsie
Ponad 2/3 mieszkańców Afryki mieszka na wsiach. Wsie te znacznie różnią się między sobą. W Afryce Środkowej, Wschodniej i Zachodniej wsie są niewielkie, liczą po kilkadziesiąt mieszkańców. W Egipcie w delcie Nilu wsie liczą do kilkunastu tysięcy mieszkańców.
Tradycyjnym materiałem budowlanym w budownictwie wiejskim w Północnej Afryce jest glina. Domy są parterowe o płaskim dachu, które pełni funkcję tarasu, bądź rupieciarni. W każdej większej wsi znajduje się mały meczet, który przeważnie jest bardzo skromny.
W Czarnej Afryce występuje duża różnorodność materiałów budowlanych. W Afryce Wschodniej i Południowej dominują chaty okrągłe, wyplatane z gałęzi. W Sahelu dominują cylindryczne domy z gliny ze spiczastym słomianym dachem.
Różne są typy zabudowy wsi. Na niektórych terenach dominują wsie rozproszone, na innych typowe dla Europy rzędówki lub ulicówki. Często występują wsie na planie koła z centralnym placem w środku, w których znajdują się zagrody dla bydła lub miejsca spotkań. Wsie te są otoczone palisadą. Afrykańskie wsie tracą jednak swój obronny charakter. Coraz częściej wsie są budowane wzdłuż szlaku komunikacyjnego (ulicówka). Zmiany w kulturze rolnej powodują, że powstają gospodarstwa osobnicze. Z drugiej strony w niektórych rejonach mieszkanie w zabudowie zwartej centrum wsi jest bardziej atrakcyjne niż na obrzeżach czy w zabudowie rozproszonej.
Pod koniec XX wieku w Afryce zaczęły powstawać wsie przypominające środkowo i wschodnioeuropejskie wsie socjalistyczne. Wsie tego typu są budowane przeważnie przez władze dla przesiedleńców (np. podczas budowy budowli hydrotechnicznych, kiedy konieczne było zalanie dużych terenów). Budynki są budowane zgodnie z europejskimi wzorcami z nietradycyjnych materiałów. Do nowych wsi kwaterowano często przedstawicieli różnych zwaśnionych grup społecznych. Niekiedy również wprowadzenie wzorców wschodnioeuropejskich burzyło przyzwyczajenie do tradycyjnej gospodarki, na dodatek sposób zarządzania tymi wsiami powoduje brak możliwości zmian architektury i układu budynków. Ludzie niechętnie przenoszą się do nowych lokalizacji, przez co w tych miejscowościach szerzy się przestępczość. W niektórych krajach pod upadku rządów dyktatury, która nakazała zamieszkanie w takiej wsi ludziom z innych regionów, ludność opuszczała swoje domy, wracając do ziemi, z której pochodzili.

### Urbanizacja
Urbanizacja w Afryce poza terenem Starożytnego Egiptu i południowo-zachodniej części Nigerii nastąpiła w sposób dyfuzyjny. Największa liczba miast powstała w wyniku dyfuzji stymulowanej związanej z budową ośrodków przemysłowych i portowych.
Współczynnik urbanizacji afrykańskich państwach jest różny w zależności od warunków naturalnych i uwarunkowań historycznych, kulturowych i ekonomicznych. Najwyższy współczynnik ludności miejskiej jest w Libii (ponad 80%, w tym ok. 33% mieszkańców kraju mieszka w Trypolisie). W Czarnej Afryce wynosi on ok. 20–30%.
Pod koniec XX wieku najszybsze tempo urbanizacji było w krajach ubogich, o niskim stopniu urbanizacji. W Burkinie Faso urbanizacja w latach 1985–1990 wynosiła 8% rocznie, a w Kenii, Nigrze i Tanzanii ok. 7% rocznie. Najwolniejsze tempo następowało w krajach ustabilizowanych gospodarczo takich jak Egipt i Republika Południowej Afryki.

### Miasta
Na terenie Afryki znajduje się 58 miast mających co najmniej 1 mln mieszkańców, w tym 4 liczące ponad 5 mln. Największym miastem Afryki jest liczące ponad 10 mln mieszkańców Lagos w Nigerii. Miasto to pełniło do 1991 funkcje stolicy kraju. Drugim co do wielkości miastem jest stolica Demokratycznej Republiki Kongo – Kinszasa. Trzecim miastem w kolejności jest stolica Egiptu – Kair. W przeciwieństwie do Europy i Ameryki Północnej duże miasta są rzadko lokowane nad dużymi rzekami. Najczęściej funkcje stolic pełnią duże miasta portowe. W związku z przeszłością kolonialną w niektórych miejscach powstały dwa mniejsze ośrodki o podobnych funkcjach zamiast jednego większego
Najstarsze miasta w Afryce w Egipcie mają 8000 lat. Od tego czasu na tym terenie ta forma osadnicza istnieje nieprzerwanie. W wielu z nich pierwotny układ urbanistyczny został zachowany. Tradycyjne miasto arabskie był otoczone murami obronnymi. Dodatkowo wewnątrz była dodatkowa dzielnica jeszcze bardziej ufortyfikowana. Miasta posiadały bardzo gęstą zabudowę. We współczesnych miastach gęstość jeszcze się zwiększyła, co pociąga za sobą trudne warunki życia, zatłoczenie oraz problemy sanitarne. Centrum życia towarzyskiego dzielnic są studnie często noszące imiona władców. W dużych miastach powstały dzielnice emigrantów. Charakterystyczną cechą miast w tej części świata jest olbrzymi bazar w centrum. Bazary oferują różnego rodzaju towar i dominują w handlu detalicznym. Nowym zjawiskiem są dzielnice bogaczy zbudowane w stylu europejskim.
Pierwsze miasta w Czarnej Afryce powstawały w średniowieczu. Jednakże osadnictwo to przypominało bardziej duże wsie niż miasta. Ludność trudniła się głównie rolnictwem. Nie było widocznego układu urbanistycznego oraz wyraźnych granic. Pojawiały się później miasta-stolice regionów. Miasta te jednak pełniły głównie funkcje polityczne, a nie gospodarcze. Po upadku państw często całkowicie się wyludniały. Dlatego często uważa się, że pierwszymi miastami na tych terenach były fortyfikacje kolonistów, które zaczęły powstawać od XVI wieku na wybrzeżach, a w głębi lądu na przełomie XIX i XX wieku. Miasta Czarnej Afryki miały układ rozplanowany z na ogół niewielką dzielnicą europejską, w której skupiały się budynki administracji. Dzielnice te były wzorowane na centrach miast w metropoliach, skąd pochodzili koloniści. Dzielnica ta w miarę możliwości była lokalizowana na wzgórzu. Na około powstawały dzielnice w których mieszkała czarnoskóra ludność tubylcza, często będąca niewolnikami. Rejony dla ludności czarnej zazwyczaj powstawały chaotycznie. Jedynie na „pasie miedziowym” w południowej części kontynentu powstawały szeregowe osiedla przypominające nieco koszary. Układ ten jest widoczny nawet po dekolonizacji, co powoduje konflikty społeczne.
Problemem afrykańskich miast jest przeludnienie powstałe w wyniku hiperurbanizacji oraz bardzo wysoki przyrost naturalny. Brak lub ewentualnie bardzo słabe wykształcenie migrantów powoduje trudności w uzyskaniu pracy w miastach. Powoduje to rozwój budownictwa substandardowego. Osiedla te są przeważnie pozbawione podstawowych usług miejskich np. transportu miejskiego, wodociągów, kanalizacji czy wywozu śmieci.

### Największe miasta w Afryce
| Nr. | Miasto        | Liczba ludności | Gęstość zaludnienia (os./km) | Państwo  |
| --- | ------------- | --------------- | ---------------------------- | -------- |
| 1.  | Kair          | 20 439 541      | 33 729                       | Egipt    |
| 2.  | Kinszasa      | 17 071 000      | 1462                         | DRK      |
| 3.  | Lagos         | 15 388 000      | 7759                         | Nigeria  |
| 4.  | Ibadan        | 7 459 003       | 2422                         | Nigeria  |
| 5.  | Johannesburg  | 5 636 000       | 3400                         | RPA      |
| 6.  | Luanda        | 5 172 900       | 4400                         | Angola   |
| 7.  | Abidżan       | 4 707 404       | 11 155                       | WKS      |
| 8.  | Nairobi       | 4 672 000       | 6318                         | Kenia    |
| 9.  | Aleksandria   | 4 456 231       | 1700                         | Egipt    |
| 10. | Dar es Salaam | 4 364 541       | 2744                         | Tanzania |
| 11. | Kapsztad      | 3 776 000       | 1429                         | RPA      |
| 12. | Addis Abeba   | 3 774 000       | 5165                         | Etiopia  |
| 13. | Casablanca    | 3 357 173       | 9287                         | Maroko   |
| 14. | Giza          | 3 087 878       | 44 000                       | Egipt    |
| 15. | Algier        | 2 988 145       | 5560                         | Algieria |

## Gospodarka Afryki

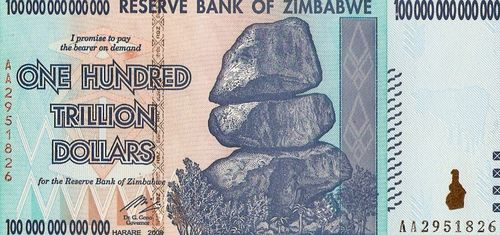
Banknot 100 bilionów dolarów Zimbabwe, efekt hiperinflacji w tym kraju

Afryka, szczególnie subsaharyjska, jest najbiedniejszą częścią świata. Jeszcze na przełomie XVIII i XIX wieku średnie dochody były 3–5 razy niższe niż w Europie Zachodniej. Tuż przed II wojną światową udział Afryki w przemyśle świata wynosił 2,3% przy 7,3% udziału w ludności. Później jednak dekolonizacja i liczne wojny domowe spowodowały drastyczne pogorszenie wskaźników ekonomicznych. Na początku XXI wieku dochód na mieszkańca Afryki Subsaharyjskiej wynosi według siły nabywczej 500 dolarów amerykańskich (2003) co stanowi 1/45 tego samego wskaźnika w Europie Zachodniej. A bez najbogatszego RPA, stosunek ten wynosi 1/65. Najbogatszym terytorium Afryki jest Majotta, należąca do Francji.
Udział czarnej Afryki, w której żyje 11% populacji ludzkiej w produkcie krajowym brutto całego świata wynosi 1%, natomiast w eksporcie, w którym znaczącą rolę odgrywają surowce 1,5%. Wskaźniki te są porównywalne z Polską, w której mieszka ok. 0,5% ludzi.

### Rolnictwo i rybołówstwo

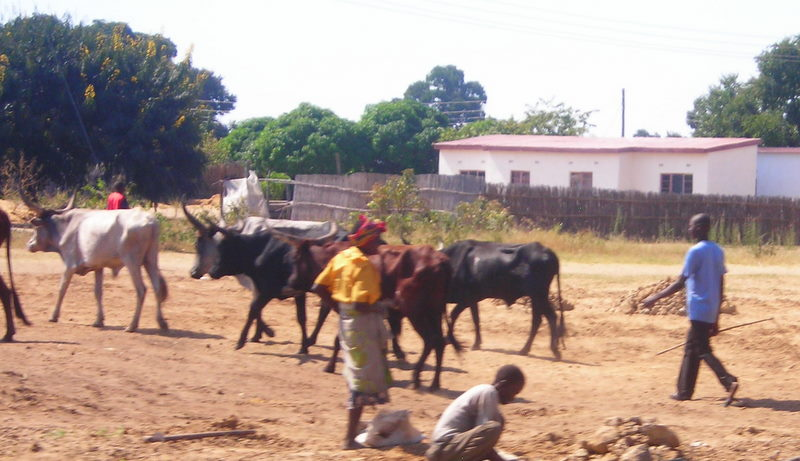
Krowy Lozi w Zambii

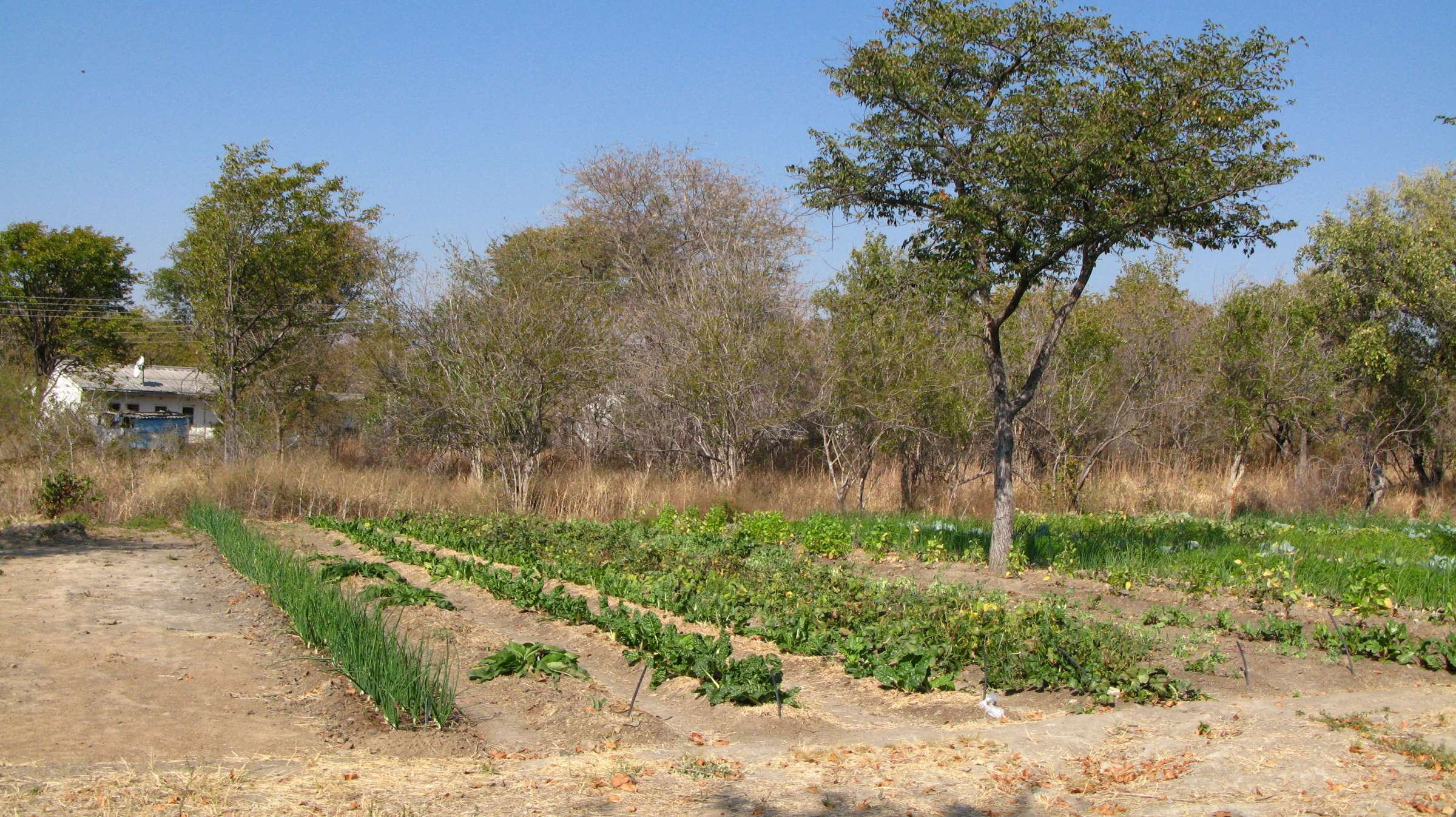
Uprawa warzyw w Zimbabwe

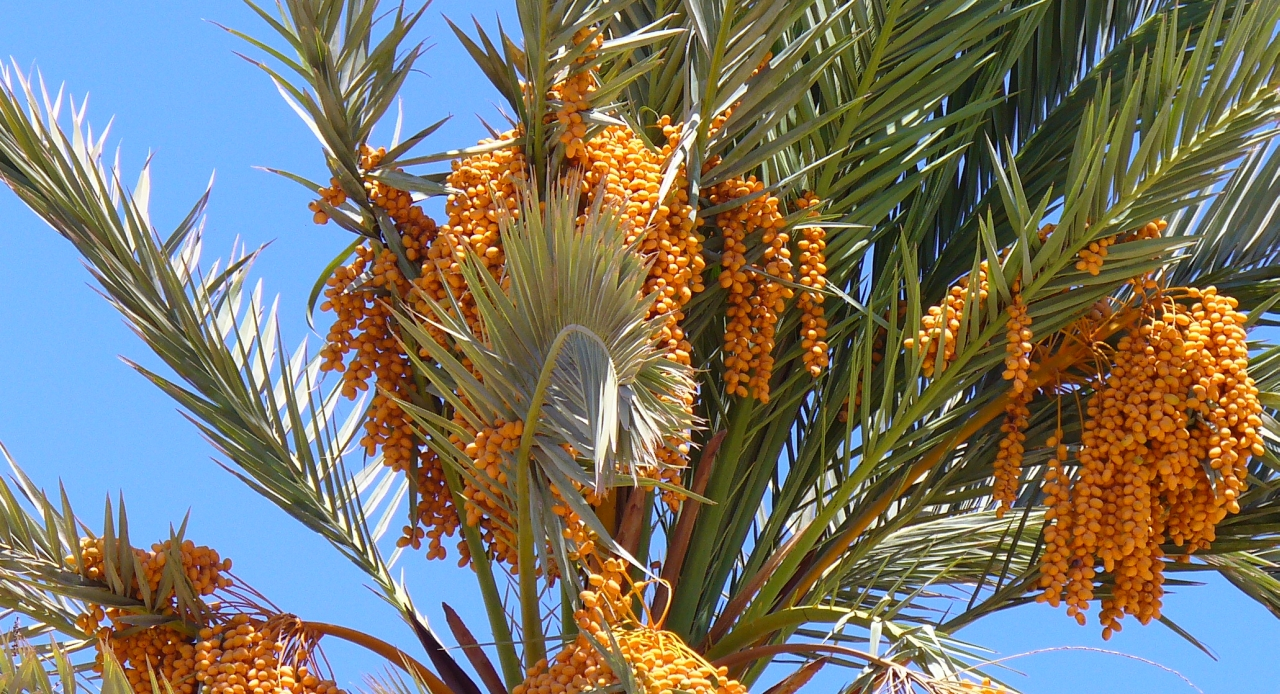
Daktylowiec w Egipcie

Rolnictwo w Afryce stanowi znaczącą gałąź gospodarki i ma znaczny udział w zatrudnieniu. Całe afrykańskie rolnictwo z wyjątkiem części północnej i południowej wykazuje niską mechanizację oraz kulturę rolną. W wielu krajach na południu występują problemy związane z dekolonizacją i nieudanymi reformami.
Aż 60% mieszkańców Afryki Subsaharyjskiej pracuje w rolnictwie, które w dużej mierze daje plony zaspokajające podstawowe potrzeby rolników, mimo tego ludność niedożywiona stanowi 32% mieszkańców regionu. Lokalnie jeszcze w XX wieku na tym terenie ziemia była uprawiana w pierwotny sposób wypaleniskowo-odłogowy. Ze względu na słaby rozwój przemysłu i turystyki w wielu krajach rolnictwo ma dość duży udział w PKB. W niektórych krajach w związku z reformami „afrykańskiego socjalizmu” przeprowadzono kolektywizację rolnictwa, która nie dała spodziewanych efektów. Państwa te już w latach 80. rozpoczęły dekolektywizację. Na niektórych terenach dominuje chów ekstensywny, często nomadyczny.
W czasach kolonialnych w Afryce Południowej rozwinęło się intensywne rolnictwo plantacyjne (przemysłowe). W 1990 Republika Południowej Afryki miała jeden z najniższych wskaźników ludności aktywnej zawodowo w rolnictwie na świecie. Po uzyskaniu niepodległości przez Zimbabwe, rząd czarnej większości rozpoczął reformę rolną polegającą na brutalnym wygnaniu białej ludności i parcelacji farm pomiędzy bezrolnych chłopów. Spowodowała ona katastrofalne skutki, m.in. obniżenie plonów pszenicy o ponad połowę i zmniejszenie pogłowia bydła o ponad 80% w ciągu zaledwie 4 lat. Produkcja rolna upadła do tego stopnia, że konieczna jest pomoc humanitarna. W Afryce Południowej rozwinęło się sadownictwo (głównie grejpfruty, pomarańcze i jabłka), które w zasadzie nie występuje w pozostałej części kontynentu.
W państwach arabskich rolnictwo jest zbliżone do państw Europy Południowej i Azji Południowo-zachodniej, z tą różnicą, że powierzchnia nadająca się do rolniczego wykorzystania jest znacznie mniejsza (duża powierzchnia państw leży na bezużytecznej Saharze) oraz istnieje konieczność stosowania sztucznego nawadniania na większą niż gdzie indziej skalę. Dominuje tu rozproszone indywidualne rolnictwo małotowarowe oraz różne formy pasterstwa, natomiast na obszarach sztucznie nawadnianych intensywne rolnictwo wysokotowarowe (głównie daktylowce, ale również zboża) i w ograniczonym zakresie sady. Ze względu na zakazy islamu nie uprawia się winorośli.
Ponad 40% powierzchni Afryki stanowią tereny przydatne dla rolnictwa dopiero przy sztucznym nawadnianiu, na co państwa afrykańskie nie mają pieniędzy. Istotnym problemem rolnictwa, szczególnie w Rogu Afryki jest zmienność warunków klimatycznych, szczególnie susze, które powodują klęski głodu. W bogatych państwach arabskich problem ten jest rozwiązywany przez budowę obiektów hydrotechnicznych, wykorzystujących w niektórych przypadkach nawet odsalaną wodę morską.
Rybołówstwo w Afryce jest słabiej rozwinięte niż na pozostałych kontynentach. Łowiska są znacznie mniejsze, a łowione są przede wszystkim sardynki, makrele oraz skorupiaki. Większa powierzchnia łowisk znajduje się na Atlantyku niż na Oceanie Indyjskim.

### Przemysł

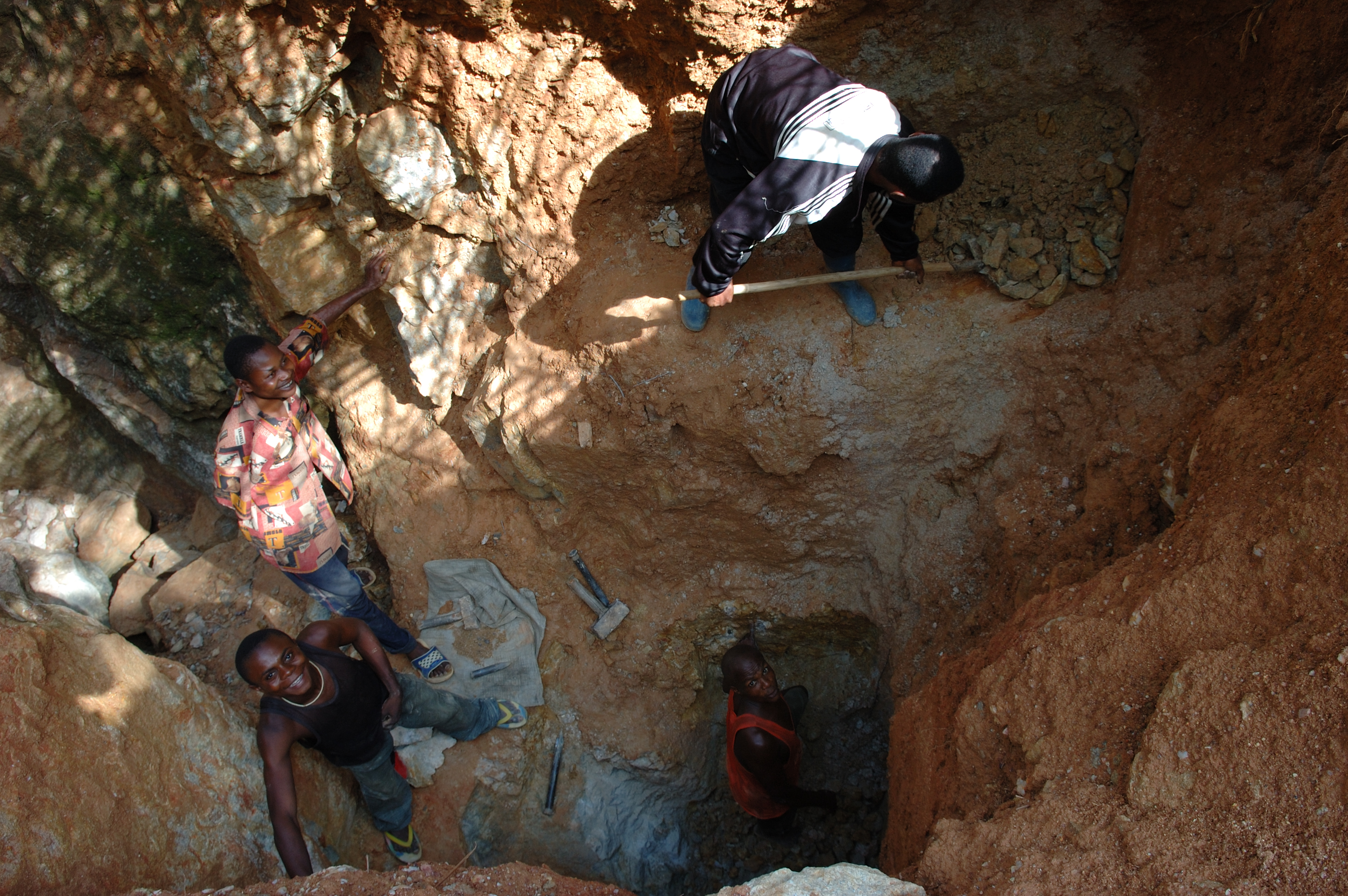
Kopalnia wolframitu w Demokratycznej Republice Konga

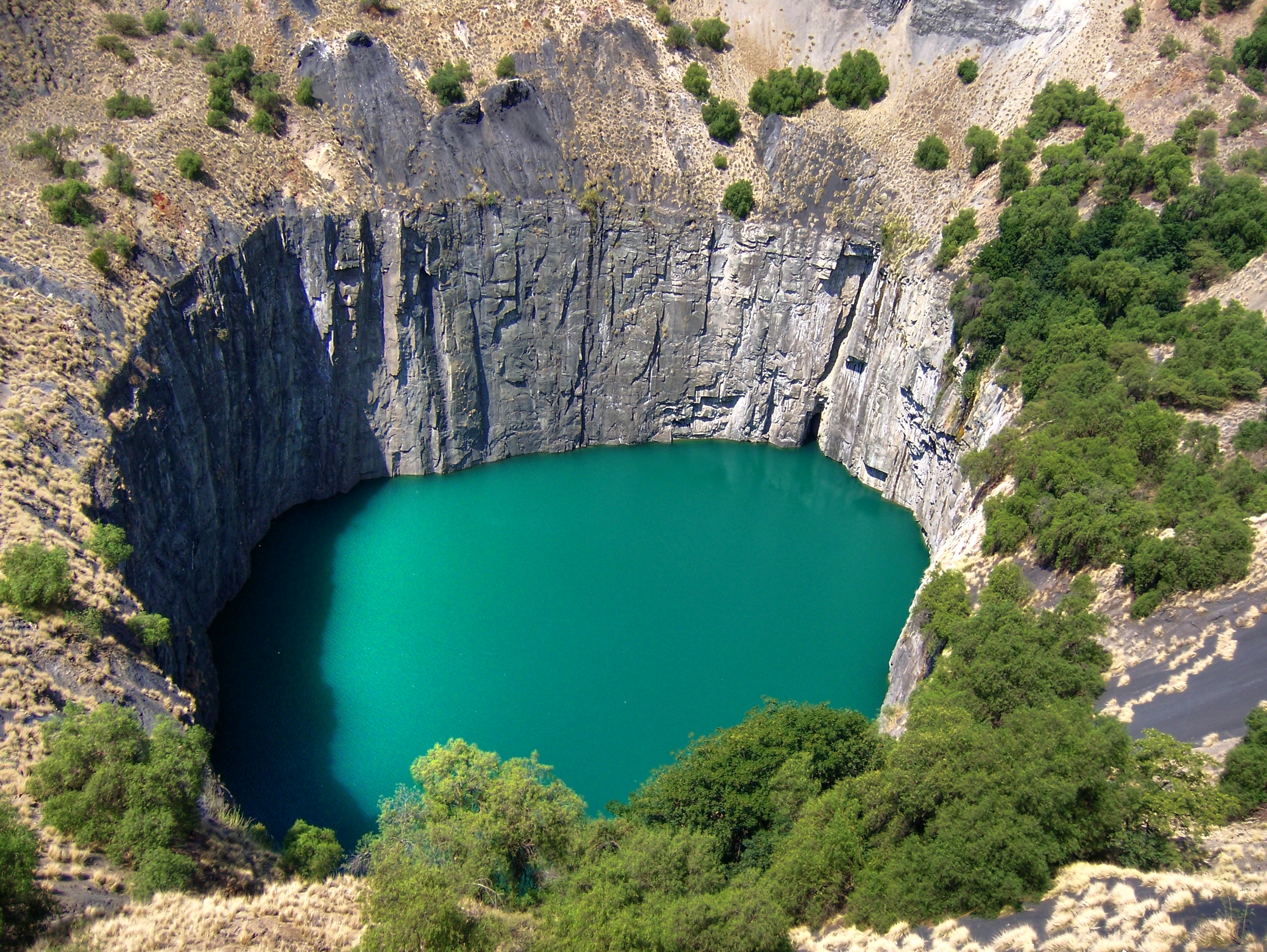
Kopalnia diamentów Kimberley w RPA

#### Górnictwo
Jedyną stosunkowo dobrze rozwiniętą gałęzią przemysłu jest wydobycie surowców, które w niektórych krajach wytwarza ponad 40% PKB. Jednakże gałąź ta jest bardzo wrażliwa na wahania cen. Dodatkowym problemem są niepokoje, powszechna korupcja i słabo rozwinięta infrastruktura.
W latach 30. XX wieku w północnej Afryce zaczęło rozwijać się górnictwo naftowe, a później gazownictwo. W latach 50. odkryto bogate złoża na Saharze. Początkowo na ropie zarabiały głównie koncerny naftowe. W 1960 powstała OPEC, organizacja zrzeszająca państwa eksportujące ropę naftową. W połowie lat 70. OPEC wywalczyła pełną kontrolę nad zasobami w państwach członkowskich. Złoża zostały znacjonalizowane, co umożliwiło szybki rozwój państw.

#### Przemysł energetyczny
W północnej Afryce ze względu na deficyt wody energia wodna stanowi tylko 4% energii wykorzystywanej w przemyśle. Z drugiej strony znaczna część prądu elektrycznego pochodzi z hydroelektrowni. Najwięcej tam powstało w latach 70. i 80. XX wieku.

#### Przemysł lekki
Przemysł przetwórczy daje około 30% dochodów, jednakże dużą rolę ogrywają huty metali, które znacznie zawyżają udział tego typu przemysłu. Przemysł lekki ma znikomy ogólny udział w przemyśle i nie zaspokaja nawet podstawowych potrzeb ludności.

### Usługi

#### Transport

##### Uwarunkowania i problemy transportu w Afryce

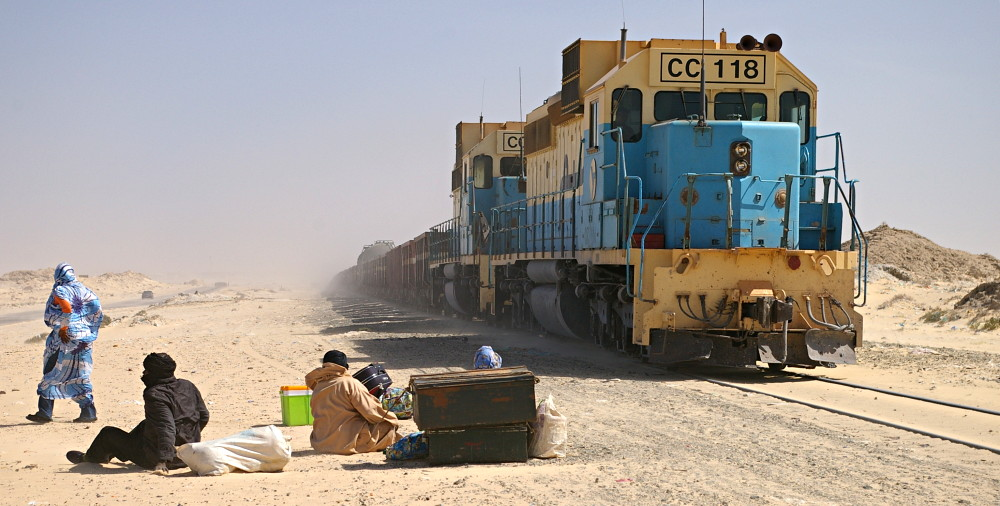
Pociąg SNIM w Mauretanii (widać tory zasypane pustynnym piaskiem)

Warunki geograficzne dla transportu w Afryce są niekorzystne. Linia brzegowa jest słabo rozwinięta, dodatkowo brzegi zazwyczaj są krawędziami wyżyn, co powoduje trudności w budowie portów morskich. Wewnątrz lądu jest wiele pęknięć i rowów tektonicznych. Powoduje to nie tylko trudności w budowie dróg kołowych, ale również prowadzi do powstawania progów w korytach rzek. Niekorzystny klimat powoduje nadmierne gnicie podkładów drewnianych oraz przyspieszoną erozję szyn. Drogi bite są w klimatach wilgotnych rozmywane przez ulewne deszcze, natomiast na Saharze zasypywane przez piasek. Utrzymywanie zwierząt pociągowych w warunkach tropikalnych i pustynnych jest bardzo trudne ze względu na brak pasz. Dodatkowo zwierzęta są narażone na choroby tropikalne.

##### Transport drogowy

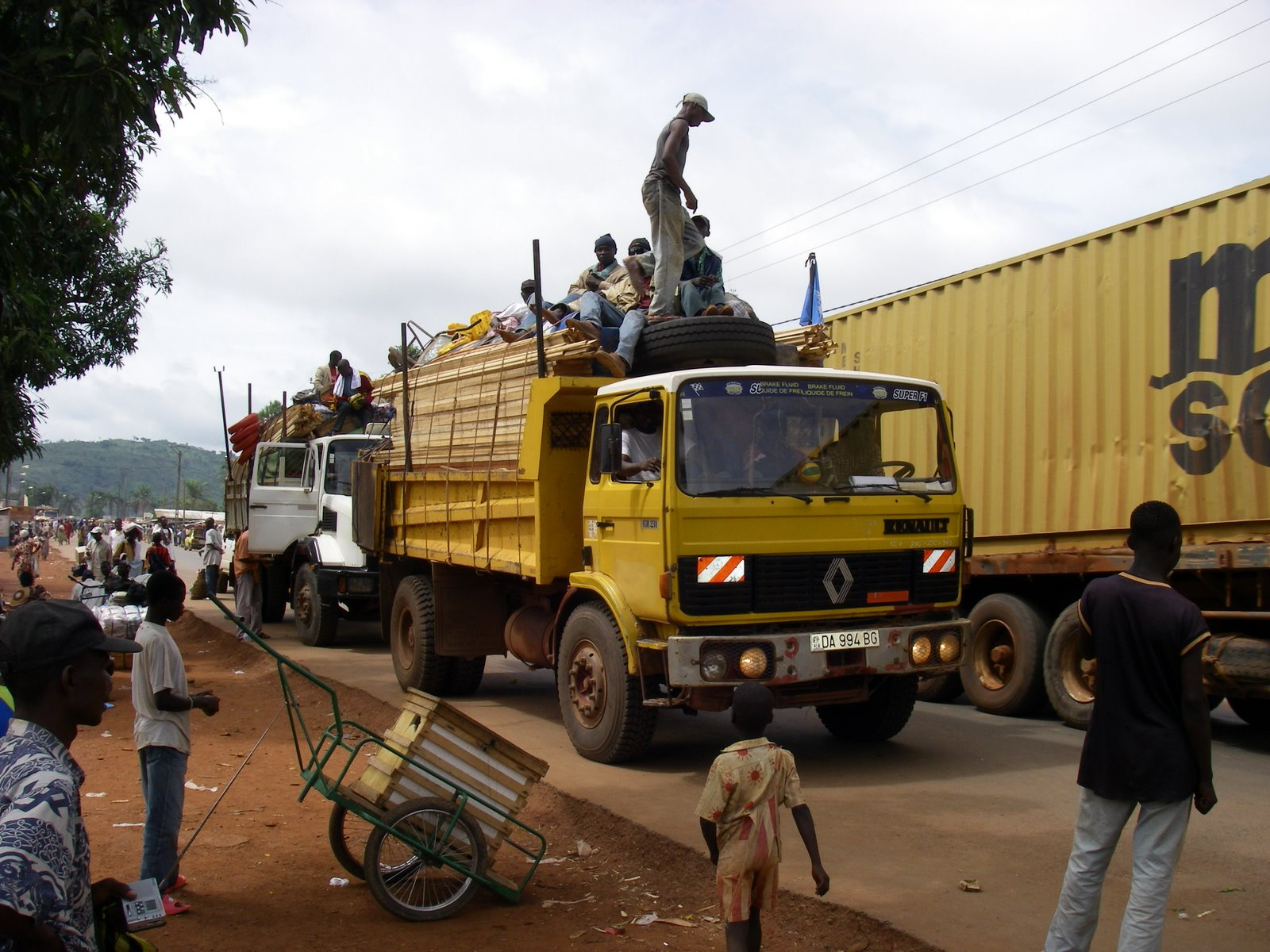
Ciężarówki w Republice Środkowoafrykańskiej

Transport samochodowy na większości terytorium Afryki odgrywa kluczową rolę. Jednakże drogi o nawierzchni twardej (ulepszonej) stanowią zaledwie ok. 20% dróg. Najlepiej rozwinięta sieć drogowa znajduje się w Republice Południowej Afryki, krajach Północnej Afryki (wybrzeża) oraz Nigerii i Zimbabwe. Problemem jest zły stan techniczny pojazdów. Zazwyczaj są to stare ciężarówki niespełniające norm technicznych obowiązujących w Europie. Często pojazdy są wykorzystywane w przewozach osobowo-towarowych niezależnie od tego, czy pojazd jest autobusem czy ciężarówką. Bardzo często pojazdy są przeładowywane.

##### Transport kolejowy
Kolej poza Republiką Południowej Afryki (gdzie przez cały czas znajdowało się ok. 1/4 długości linii całego kontynentu) oraz Egiptem odgrywa marginalną rolę w transporcie. Sieci, głównie wąskotorowe, są zazwyczaj pojedynczymi szlakami łączącymi kopalnie z portami, albo uzupełniają sieć żeglugi śródlądowej. Znaczącym problemem jest brak relacji transgranicznych, a nawet w przypadkach, kiedy koleje obu państw dochodzą w pobliże granicy to często ze względu na różną szerokość torów nie można zbudować łącznic. Po uzyskaniu niepodległości przez państwa afrykańskie znaczna część linii została zlikwidowana. Do nielicznych przypadków rozwoju kolei w postkolonialnej Afryce należy budowa linii łączącej obszary wydobycia rud metali w Zambii (niemającej dostępu do morza) z tanzańskim portem w Dar es Salaam.
W 1984 w Maroku zbudowano pierwszą w Afryce linię kolejową, po której pociągi poruszają się z prędkością powyżej 100 km/h. Wówczas to pociągi Intercity relacji Rabat–Casablanca osiągnęły prędkość handlową 160 km/h.

##### Transport morski
Transport morski w Afryce jest słabo rozwinięty. Jedynym w pierwszej pięćdziesiątce portów o największych obrotach przeładunkowych na świecie jest Richards Bay w Republice Południowej Afryki, sklasyfikowany na 45. miejscu. Pod względem liczby wchodzących statków największymi afrykańskimi portami są Las Palmas, Santa Cruz de Tenerife i Ceuta (wszystkie w Hiszpanii).
W wielu krajach z przyczyn historycznych, kiedy porty służyły do handlu z metropoliami, miasta portowe pełnią funkcje stolic. Porty stanowią węzły transportowe, połączone liniami kolejowymi z głębią kraju (głównie ośrodkami górniczymi).
Rozwój tanich bander po II wojnie światowej sprawił, że armatorzy często rejestrowali statki w krajach o niskich opłatach, mniej rygorystycznych normach itp. Za sprawą tego zjawiska już w latach 60. Liberia miała większą flotę niż Stany Zjednoczone. W 1975 flota pod banderą Liberii była już największa na świecie.

##### Transport lotniczy

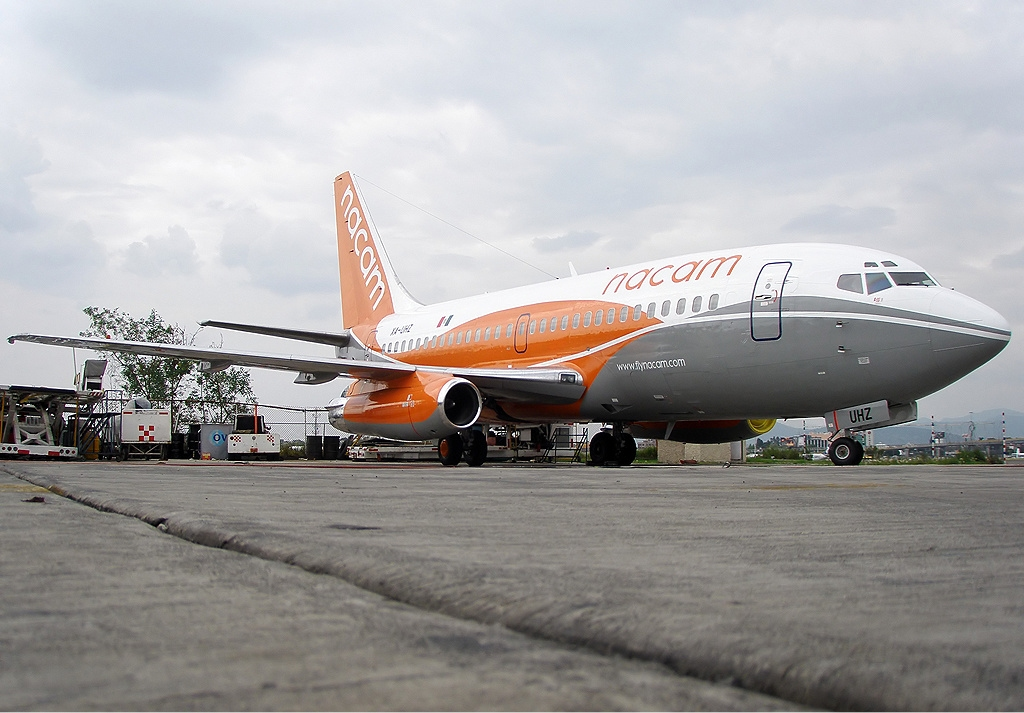
Boeing 737-200 kameruńskich linii lotniczych

Transport lotniczy mimo dużej liczby lotnisk jest słabo rozwinięty. Większość afrykańskich lotnisk to lotniska małe, o szczątkowej infrastrukturze, mogące przyjmować jedynie małe samoloty przy dobrej pogodzie. Miejscowi przewoźnicy są przeważnie biedni, przez co dysponują małą liczbą maszyn, zwykle wysłużonych. Międzykontynentalny ruch lotniczy jest obsługiwany zazwyczaj przez przewoźników europejskich. Dwa afrykańskie lotniska, w Dakarze i Kairze ze względu na obsługę międzylądowań (Europa-Ameryka Południowa i Europa-Oceania) spełniają standardy europejskie, jednakże ze względu na rozwój techniki i zwiększenie zasięgu samolotów ich rola spada.
Największy udział w afrykańskim lotnictwie mają Republika Południowej Afryki, Egipt, Tunezja i Algieria. Przewozy te są zdominowane przez ruch międzynarodowy.

##### Transport miejski

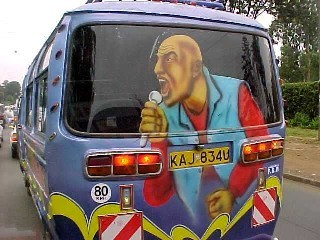
Matatu w Nairobi

Transport publiczny pojawił się w tej części świata stosunkowo późno (tuż przed II wojną światową). Komunikacja miejska jest realizowana niemal wyłącznie przez autobusy. Transport miejski odgrywa dużą rolę ze względu na niski poziom motoryzacji, szczególnie poza dużymi miastami. Duże znaczenie zaczęły odgrywać niewielkie pojazdy (matatu), których kierowca jest jednocześnie właścicielem firmy i mechanikiem. Pojazdy te ze względu na niskie koszty i elastyczny rozkład jazdy sprawiły, iż w latach 90. zaczął się proces likwidacji tradycyjnych przewoźników miejskich.
Miejski transport szynowy poza krajami Afryki Północnej w zasadzie nie istnieje. Na całym kontynencie tylko dwa miasta mają metro: Kair i Algier. W Egipcie działają dwie sieci tramwajowe w Kairze i Aleksandrii. Do 2010 działa niezależna od sieci kairskiej sieć w dzielnicy Helwan. Sieć ta została zdewastowana podczas rewolucji i po niej nie została odbudowana. Egipskie sieci tramwajowe są w stanie katastrofalnym i nie odgrywają znaczącej roli w komunikacji miejskiej. Znacznie większą rolę spełniają dwie niezależne linie metra/kolejki miejskiej.

#### Turystyka

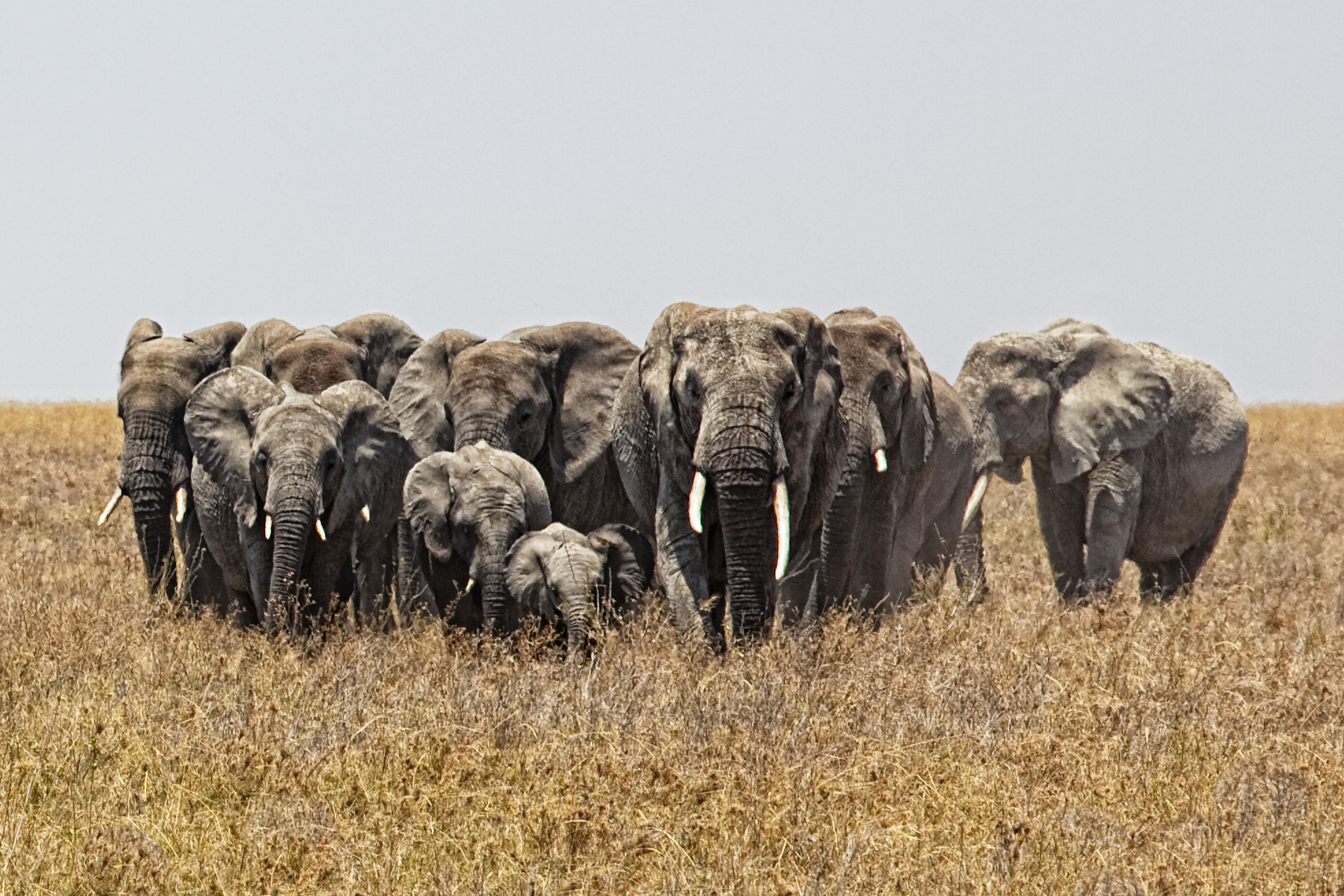
Park Narodowy Serengeti w Tanzanii

Panorama wyspy Mahe w Seszelach

Poziom rozwoju turystyki oraz atrakcyjność turystyczna jest różna w zależności od kraju. Mimo wielu walorów zarówno przyrodniczych, jak i antropogenicznych w większości państw turystyka jest słabo rozwinięta. Z drugiej strony są państwa, w których turystyka stanowi istotny, a nawet kluczowy element gospodarki. Najlepiej rozwinięta turystyka jest w państwach Afryki Północnej oraz Republice Południowej Afryki.
Turystyka w państwach arabskich jest gałęzią stosunkowo młodą. Rozwijała się dopiero od lat 80. XX wieku, kiedy to bogaci Arabowie, z krajów naftowych spędzali najgorętsze miesiące nad wybrzeżem Morza Śródziemnego. Dziś turystyka stanowi znaczną część dochodu afrykańskich państw arabskich, głównie Egiptu i Tunezji. Rozwój sektora turystycznego wymusił inwestycje w infrastrukturę. Na potrzeby turystów budowano drogi i hotele (np. przybrzeżną autostradę w Tunezji). Rozwinął się przemysł budowlany, gdyż wzbogaciła się ludność. W XXI wieku zaczęli do Afryki północnej przybywać turyści z Europy, którzy stanowią większość gości w Egipcie, Tunezji, Maroku oraz wyspach i posiadłościach należących do Hiszpanii. Wówczas, zwłaszcza w Egipcie zaczęły powstawać hotele luksusowych sieci. Główny ruch turystyczny w Egipcie przeniósł się na wybrzeże Morza Czerwonego.
Turystyka w państwach Afryki Wschodniej jest bardzo słabo rozwinięta, ze względu na niepokoje społeczne (np. Somalia, Uganda) lub brak walorów (np. Dżibuti). Jedynie w Kenii i Etiopii nastąpił rozwój turystyki. Turystyka w Kenii jest w dużej mierze związana z walorami przyrodniczymi, głównie zwierzętami, natomiast w Etiopii z walorami antropogenicznymi, głównie z zabytkami sztuki etiopskiej. Istotnym problemem rozwoju turystyki w tych dwóch krajach, jest niski poziom rozwoju infrastruktury turystycznej związany z problemami finansowymi.
W Afryce Środkowej i Zachodniej turystyka jest słabo rozwinięta. Państwa te z reguły mają bardzo słabo rozwiniętą infrastrukturę, niekorzystne warunki klimatyczne oraz nieustabilizowaną sytuacje polityczną. Mimo to są odwiedzane przez turystów, głównie z byłych metropolii. W bogatszych państwach regionu (Senegal, Nigeria) dochodzą zakwalifikowani jako turyści, pracownicy sezonowi z biedniejszych państw ościennych. W Gambii turystyka stanowi istotną część PKB.
W południowej części kontynentu ruch turystyczny jest zdominowany przez Republikę Południowej Afryki, której obywatele są najliczniejszą grupą turystów zagranicznych w państwach regionu i która jest najczęstszym celem turystycznym dla mieszkańców państw ościennych. Wyjazdy do RPA są jednak zdominowane przez pracowników sezonowych. Do Republiki Południowej Afryki przyjeżdżają również licznie turyści z Europy i Stanów Zjednoczonych.
Wyspy Oceanu Indyjskiego: Madagaskar, Mauritius, Seszele, Komory oraz posiadłości Francji są odwiedzane głównie przez turystów z Francji. Rozwój turystyki na tych terenach mimo dość dużych walorów, szczególnie Madagaskaru jest słaby, jedynie na Seszelach od lat 70. XX wieku turystyka stanowi znaczącą część gospodarki.

## Historia Afryki Subsaharyjskiej

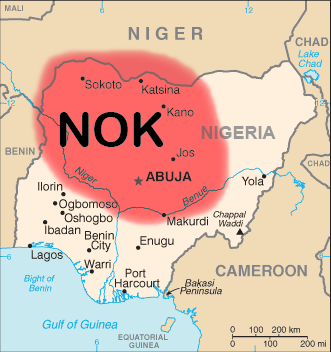
Terytorium kultury Nok

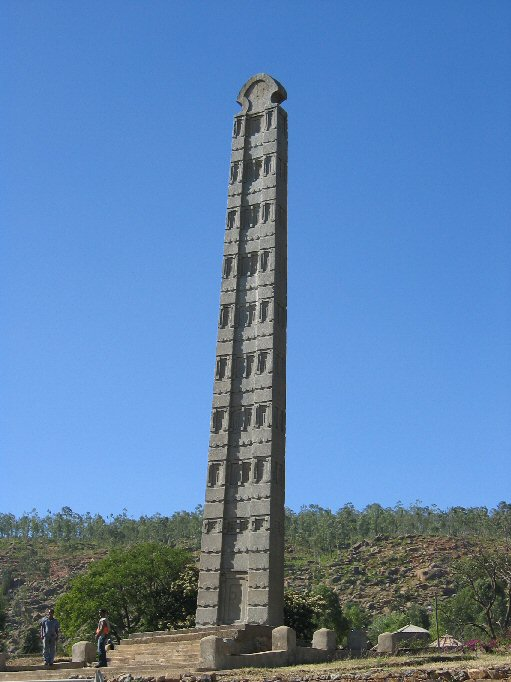
Stela w Aksum

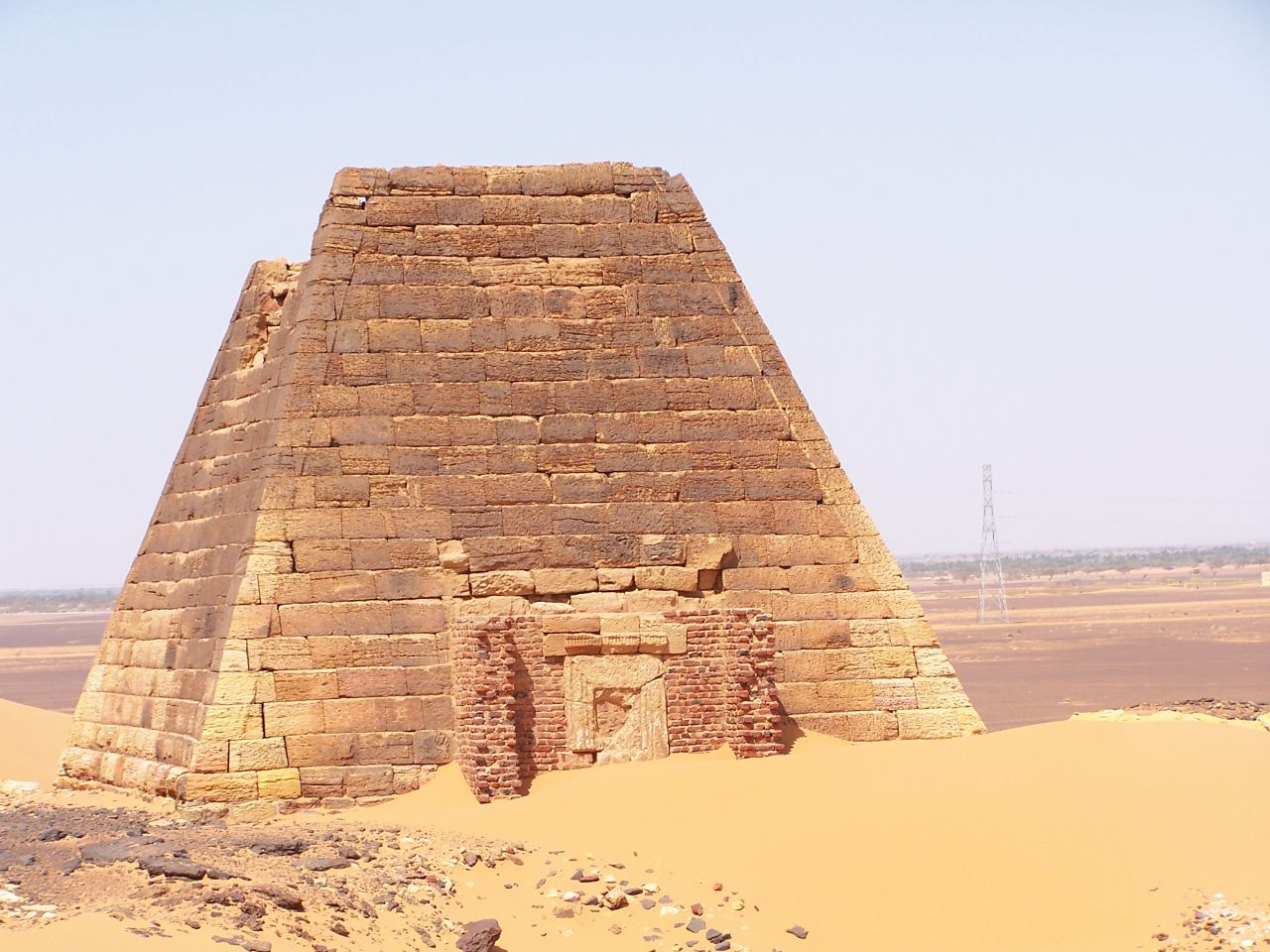
Ruiny grobowca w Meroe

### Okres przedkolonialny
Już w czasach starożytnych na południe od Sahary istniały zróżnicowane politycznie cywilizacje. Sahara była naturalną barierą oddzielającą ten teren od basenu Morza Śródziemnego. Większość kontaktów pomiędzy oboma światami zmonopolizowanych było przez Arabów z Afryki Północnej aż do XV w., kiedy rozpoczął się okres eksploracji wybrzeża afrykańskiego przez żeglarzy portugalskich za czasów Henryka Żeglarza. Ze względów na brak umiejętności posługiwania się pismem przez cywilizacje afrykańskie większość informacji ich dotyczących pochodzi z przekazów europejskich, arabskich, afrykańskich legend przekazywanych z pokolenia na pokolenie, badań lingwistycznych i archeologicznych. Pierwszymi, którzy spisywali historię poszczególnych regionów i państw afrykańskich, byli również Europejczycy. Dlatego też europejski, często rasistowski punkt widzenia dominuje w opisywaniu wczesnej historii Afryki.

#### Pierwsze cywilizacje
Wśród pierwszych cywilizacji i państw afrykańskich wymienić należy:
- Nok
- Aksum
- Imperium Ghany
- Meroe
- Imperium Mali
- Kanem
- Zimbabwe
- Benin
- Songhaj
- Monomotapa

#### Niewolnictwo
Handel niewolnikami rozrzucił po obu Amerykach i Europie około 20 milionów Afrykanów. Po wielu latach rozproszeni po świecie potomkowie tamtych niewolników utworzyli specyficzną formę „afrykańskiej diaspory”, choć bardziej pasuje tu określenie „afrykańskiej społeczności”, gdyż termin „diaspora” nie odnosi się do cech i sytuacji potomków afrykańskich niewolników. Trudno nazwać jednym słowem potomków ludzi porwanych, przewiezionych na inne kontynenty, nie wiedzących (z nielicznymi wyjątkami) z jakiego rejonu Afryki zostali uprowadzeni, nie wiedzących jakim językiem mówili ich przodkowie – ludzi, których łączy jedynie to, że ich przodkowie pochodzą z kontynentu afrykańskiego, że wszyscy zostali przewiezieni statkami i sprzedani jako niewolnicy, a oni sami mają czarny kolor skóry.
Współcześnie potomkowie niewolników z Afryki są: w USA – Amerykanami (lub Afroamerykanami), w Brazylii – Brazylijczykami, na Haiti – Haitańczykami itd. W niektórych krajach Ameryki Płd. są większością społeczeństwa lub bardzo poważną jego częścią (Antyle, Brazylia). Pierwszym niepodległym państwem w Ameryce Środkowej było Haiti, w którym władzę sprawowały osoby czarnoskóre pochodzenia afrykańskiego i Mulaci po zwycięskim powstaniu na przełomie XVIII i XIX wieku.

### Okres kolonii

#### Podbój
Afryka Subsaharyjska była ostatnim dużym regionem na świecie poddanym kolonizacji. Europejskie mocarstwa skupiały się na podporządkowaniu sobie w pierwszej kolejności innych, atrakcyjniejszych gospodarczo regionów świata. Dodatkowym utrudnieniem w dostępie do interioru afrykańskiego były choroby, z którymi aż do połowy XIX w. Europejczycy nie potrafili sobie poradzić oraz niski poziom dyplomatycznej współpracy z państwami i społecznościami afrykańskimi, co uniemożliwiało podbój bez użycia broni.
Podbój (tzw. wyścig o Afrykę) rozpoczął się w połowie XIX w. Działania kolonizatorskie szczególnie nasiliły się po roku 1885, kiedy odbyła się konferencja berlińska, uprawomocniająca podbój Afryki przez Europejczyków.
Wśród najważniejszych przesłanek umożliwiających podbój były:
- nasilająca się rywalizacja mocarstw,
- odkrycie środków medycznych zabezpieczających przed niektórymi z najgroźniejszych chorób występujących w Afryce tropikalnej, w tym szczególnie przed malarią[197],
- technologiczny skok w uzbrojeniu, pozwalający niewielkim oddziałom zbrojnym objęcie kontroli nad znacznymi terytoriami[198],
- „misja cywilizacji” i rasizm, jako ideologia podboju.

Europejskie posiadłości w Afryce (1913):
niebieski – Francja
czerwony – Wielka Brytania
seledynowy – Niemcy
fioletowy – Portugalia
zielony – Włochy
żółty – Belgia
jasny fioletowy – Hiszpania
szary – państwa niepodległe

Podbój został zapoczątkowany przez Wielką Brytanię i Francję z faktorii handlowych i niewielkich terenów kontrolowanych na wybrzeżu. Podbój francuski kierowany był głównie na obszar Afryki Zachodniej i odbywał się z obszarów dzisiejszego Senegalu (Dakar) oraz innych terytoriów francuskich. Podbój brytyjski koncentrował się na obszarze Afryki Wschodniej i kierowany był z terenów dzisiejszego Sudanu, Kenii i RPA. Francuzi dążyli do połączenia swoich posiadłości w Afryce Zachodniej z Somali Francuskim (dzisiejsze Dżibuti), Brytyjczycy zaś forsowali projekt stworzenia linii kolejowej przebiegającej ze Związku Południowej Afryki (dzisiejsze RPA) do Egiptu. Dążenia te doprowadziły na skraj wojny w Europie, po tym, gdy w 1898 doszło do incydentu w Faszodzie w Sudanie.
Na obrzeżu rywalizacji francusko-brytyjskiej znacznych podbojów dokonywały też Niemcy, Włochy i Portugalia. W Afryce Wschodniej powstał Sułtanat Zanzibaru, założony przez Arabów z regionu Zatoki Perskiej. W wielu przypadkach podbój ograniczał się do eksploracji i anektowania eksplorowanych terenów jako własnych. Społeczeństwa afrykańskie rzadko miały świadomość, że zostały uznane za poddanych jednego z europejskich państw.
Spory mocarstw doprowadziły do konferencji berlińskiej (1884–1885), na której ustalono część stref wpływów i przyszłej eksploatacji kontynentu, przydzielając królowi belgijskiemu Leopoldowi II do prywatnej eksploatacji obszar Konga, w późniejszym okresie przekazanego Belgii. Ustalone wtedy granice okazały się w większości przypadków trwałe do dziś, a strefy eksploatacji stały się (poza nielicznymi wyjątkami – np. incydentem w Faszodzie) podstawą tworzenia przyszłych kolonii. Konferencję berlińską uznaje się za początek okresu kolonializmu w Afryce, pomimo że liczne działania kolonizatorskie podejmowane były już wcześniej.

#### Zakładanie i funkcjonowanie kolonii
Najważniejsze działania administracji kolonialnej skierowane były na eksploatację bogactw afrykańskich. Najważniejszymi sposobami jej realizacji były plantacje i kopalnie.
Do najważniejszych obszarów plantacyjnych należały: Wybrzeże Kości Słoniowej i Ghana (kakao), dorzecze rzeki Kongo (kauczuk), dorzecze Nilu w Sudanie i środkowego Nigru (bawełna), Gambia (orzeszki ziemne), Zanzibar (przyprawy).
Wśród obszarów kopalń dominowały: Johannesburg (złoto, węgiel), Kimberley (diamenty) i Elizabethville (dzisiejsze Lubumbashi – miedź).
Dla kontaktów z metropoliami rozwijały się porty, z których większość stało się centrami administracji. Wśród nich najważniejsze to: Dakar, Abidżan, Akra, Lagos, Luanda, Kapsztad, Durban, Dar es Salaam, Mombasa i Mogadiszu. Oprócz portów administracja kolonialna rozwijała się również w niektórych miastach interioru (Nairobi, Entebbe – dziś Kampala, Pretoria, Johannesburg, Salisbury – dziś Harare, Brazzaville, Leopoldville – dziś Kinszasa).
Podbój i ustanawianie administracji kolonialnej realizowane były przy użyciu terroru, demonstracji siły, dużo rzadziej jej użycia. Eksploatacja kolonii realizowana była nierzadko w sposób niewolniczy, pomimo zniesienia niewolnictwa najpierw przez Wielką Brytanię, a następnie we wspólnej europejskiej deklaracji na konferencji berlińskiej. Szczególnie opresyjne praktyki, zmuszające Afrykanów do pracy na rzecz kolonizatorów miały miejsce w dorzeczu Kongo, gdzie przy pozyskiwaniu kauczuku doprowadzono do eksterminacji dużej części Afrykanów (szacuje się, że zginęło ok. 10 mln mieszkańców, choć spotka się opinie, że nastąpił spadek liczby ludności z 30 nawet do 9 mln osób).
Do najważniejszych konfliktów zbrojnych w Afryce Subsaharyjskiej w okresie kolonialnym należą:
- wojny burskie,
- wojny włosko-abisyńske (w latach 1894–1896 oraz 1935–1936),
- działania zbrojne związane z I wojną światową,
- działania zbrojne związane z II wojną światową,
- Powstanie Mau Mau.

Po 1885 r. najważniejszymi zmianami terytorialnymi w Afryce Subsaharyjskiej były:
- zajęcie Transwalu i Oranii przez Wielką Brytanię w wyniku II wojny burskiej. Na obszarach Transwalu, Oranii, Natalu i Kraju Przylądkowego utworzono następnie w roku 1910 Związek Południowej Afryki (ZPA), który był dominium brytyjskim,
- utrata przez Niemcy po I wojnie światowej Togo i Kamerunu na rzecz Francji i Wielkiej Brytanii, Tanganiki na rzecz Wielkiej Brytanii, Namibii na rzecz ZPA, a Rwandy i Urundi na rzecz Belgii,
- podporządkowanie Abisynii Włochom, a następnie odzyskanie przez nią wolności i utrata Somali Włoskiego przez Włochy na rzecz Wielkiej Brytanii.

System kolonialny stał u podstaw zmian demograficznych i urbanizacyjnych okresu. Zauważalne były migracje do ośrodków administracyjnych, portów, kopalń i obszarów plantacyjnych, szczególnie na obszary przemysłowe ZPA oraz obszary plantacyjne Afryki Zachodniej. Część migracji wewnątrz obszaru Afryki Subsaharyjskiej spowodowana była powodami politycznymi: notowane były migracje z kolonii bardziej opresyjnych (głównie francuskich i belgijskiej) do mniej opresyjnych (głównie brytyjskich). Duże znaczenie, szczególnie dla ZPA miały migracje ludności białej, głównie pochodzenia brytyjskiego.

#### Dekolonizacja
Przyczyny upadku kolonializmu to:
- wzrost politycznych i gospodarczych kosztów utrzymania kolonii,
- sprzeciw etyczny obywateli państw kolonizatorów,
- zmniejszenie możliwości kontroli kolonii przez państwa, które w czasie II wojny światowej odniosły dotkliwe straty gospodarcze,
- wzrost świadomości niepodległościowej i panafrykańskiej wśród Afrykanów,
- obalenie mitu „białego człowieka” wśród Afrykanów, jako następstwo II wojny światowej.

W Afryce Subsaharyjskiej można wyróżnić dwa ważne etapy uzyskiwania niepodległości przez państwa afrykańskie:
1. koniec lat 50. i początek 60. XX w.: uzyskanie niepodległości przez większość kolonii francuskich, brytyjskich i belgijskich (patrz: rok Afryki),
2. rok 1975: uzyskanie niepodległości przez Angolę, Gwineę Bissau, Mozambik oraz Wyspy Świętego Tomasza i Książęcą w wyniku rewolucji goździków w Portugalii.

Państwa afrykańskie zostały ustanowione w granicach byłych kolonii, dzielących terytoria grup etnicznych i łączących wiele grup etnicznych wewnątrz państw.

### Okres wolnej Afryki
W historii Afryki Subsaharyjskiej w okresie po ustanowieniu afrykańskich państwowości wyróżnić można dwa wyraźne okresy. Pierwszy, trwający do połowy lat 90. XX w. był dla większości krajów czasem upadku gospodarczego oraz niekorzystnych dla rozwoju społecznego zmian politycznych, w tym wewnętrznych konfliktów zbrojnych. Drugi, trwający do dziś związany jest z wychodzeniem z kryzysu, ustanawianiem demokracji i wzrostem gospodarczym.

#### 1960–1994
Większość współczesnych państw afrykańskich uzyskało suwerenność pomiędzy rokiem 1956 a 1964. Pierwsze były kolonie Wielkiej Brytanii – Sudan i Ghana, które stanowiły swoisty poligon doświadczalny wprowadzanych zmian. Pierwszą kolonią francuską, która uzyskała niepodległość była Gwinea w roku 1958. Rok 1960 nazywany jest Rokiem Afryki. Wtedy to 17 państw afrykańskich uzyskało niepodległość od Francji, Wielkiej Brytanii i Belgii. Dekolonizacja kolonii brytyjskich była bardziej rozciągnięta w czasie niż kolonii francuskich.
Ostatnimi państwami kontynentalnej Afryki, które uniezależniły się od bezpośredniego zwierzchnictwa europejskiego, były kolonie portugalskie: Angola, Gwinea Bissau, Mozambik i Wyspy Świętego Tomasza i Książęca. Państwa te uzyskały niepodległość w 1975. Tu proces dekolonizacji wynikał częściowo z konfliktu wyzwoleńczego trwającego w tych krajach, a częściowo z przemian politycznych w Portugalii (rewolucja goździków).
Kolonizatorzy, wycofując swoją polityczną zwierzchność, starali się utrzymać kontakty gospodarcze, przynoszące im zyski. Wiele firm, plantacji, farm, sklepów i nieruchomości pozostało w rękach białej mniejszości, a europejskie przedsiębiorstwa zachowały dużą część kontaktów handlowych. Związki te nazwane zostały później neokolonializmem, którego elementami były również zgoda rządów afrykańskich na pomoc zbrojną państw rozwiniętych oraz korumpowanie aparatów władzy i zgoda na utrzymywanie się reżimów autorytarnych przez państwa Europy Zachodniej, USA i ZSRR.
W niektórych przypadkach powiązania polityczne i gospodarcze z byłą metropolią zostały zerwane i zastąpione nowymi (najczęściej z ZSRR bądź USA). Poglądy socjalistyczne i komunistyczne były popularne w kręgach politycznych wielu nowo powstałych krajów, które stawały się klientami Związku Radzieckiego. W ten sposób Afryka stała się polem rywalizacji zimnej wojny.
Okres ten obfitował w wiele brutalnych wojen domowych o różnej intensywności, wśród których najważniejsze to:
- dążenia do wyzwolenia Erytrei (1961–1991)
- secesja Katangi w Demokratycznej Republice Konga 1960–1963
- wojna domowa w Nigerii (Secesja Biafry) (1967–1970)
- ludobójstwo w Burundi (1972)
- wojna domowa w Etiopii (1974–1991)
- wojna domowa w Mozambiku (1975–1994)
- wojna domowa w Angoli (1975–2002)
- wojna domowa w Ugandzie (1979–1986)
- II wojna domowa w Sudanie (1983–2005)
- wojna domowa w Somalii (od 1988)
- wojny domowe w Liberii (1989–1996) i (1999–2003
- wojna domowa w Rwandzie (1990–1993)
- wojna domowa w Sierra Leone (1992–2001)
- ludobójstwo w Rwandzie (1994)

U podłoża większości z tych konfliktów leżały następujące przesłanki:
- nieprzystawalność schematów administracji pozostawionych przez kolonizatorów do tradycji władzy afrykańskiej,
- powstawanie wielu, sprzecznych ośrodków i grup politycznych,
- dążenie do usankcjonowania władzy autorytarnej nawet przez demokratycznie wybranych przywódców,
- przyzwolenie na istnienie władzy autorytarnej ze strony dawnych i współczesnych mocarstw,
- rywalizacja zimnowojenna, objawiająca się głównie wysyłaniem dużej ilości uzbrojenia do krajów sojuszniczych,
- ubóstwo i związane z nim niepokoje społeczne,
- zróżnicowanie społeczne, w tym szczególnie zróżnicowanie etniczne (np. poprzez zjawisko „eksportu wojny” na obszarach granicznych zamieszanych przez przedstawicieli tych samych grup etnicznych).

Już w 1970 zdecydowana większość krajów była rządzona autorytarnie, najczęściej w formie rządów junty wojskowej bądź dyktatury jednopartyjnej. Specyficzny system władzy utrzymywał się w Południowej Afryce, Zimbabwe, Namibii oraz w Liberii, gdzie rządy wybierane były w wyborach, lecz nie powszechnych, a przeprowadzanych jedynie wśród jednej, uprzywilejowanej grupy społecznej (w RPA, Namibii i Zimbabwe – ludności białej, w Liberii – potomków amerykańskich niewolników). System wielopartyjny utrzymał się w tym okresie jedynie w Botswanie i na Madagaskarze.
Okres 1960–1994 był czasem najbardziej dynamicznego przyrostu naturalnego w Afryce Subsaharyjskiej. Jego tempo było tak duże, że w większości krajów liczba ludności ulegała podwojeniu w okresie krótszym niż 30 lat i to pomimo wysokiego poziomu umieralności niemowląt i najniższej na świecie przewidywanej długości życia. Wzrost liczby ludności doprowadził do szeregu przemian, wśród nich postępującej urbanizacji, powiększania się dzielnic marginalnych (slumsów), wzrostu presji na tereny rolnicze, migracji ekonomicznych.

#### Okres po 1994
Współczesny okres w historii Afryki Subsaharyjskiej jest czasem wychodzenia z głębokiego kryzysu gospodarczego i normalizacji sytuacji politycznej. W 1994 nastąpiły dwa wydarzenia ważne we współczesnej historii Afryki: ludobójstwo w Rwandzie i pierwsze wolne wybory w Południowej Afryce, definitywnie kończące okres apartheidu. Po tym roku wybuchły cztery ważne konflikty zbrojne na kontynencie:
- I wojna domowa w Kongu (1996–1997)
- II wojna domowa w Kongu (1998–2003)
- wojna erytrejsko-etiopska (1998–2000)
- konflikt w Darfurze w Sudanie (od 2003)

Normalizacji sytuacji politycznej w większości krajów sprzyjał koniec zimnej wojny. Choć w krótkiej perspektywie wiązał się ze wzrostem dostępności na rynku afrykańskim taniej broni ręcznej i lekkiej z terenów byłego ZSRR, to w dłuższej sprzyjał dążeniom większości krajów w stronę demokracji. Proces demokratyzacji wspierany był również przez Bank Światowy i Międzynarodowy Fundusz Walutowy, które uzależniały część pożyczek od reform prodemokratycznych. Wiele spośród tych przemian ograniczało się do wprowadzenia wolnych wyborów głowy państwa i parlamentu, bez upowszechniania wolności słowa, zrzeszania się, czy równego dostępu do mediów dla partii politycznych. Mimo fasadowości, przemiany te sprzyjały wprowadzaniu podstaw społeczeństwa obywatelskiego, a w konsekwencji upowszechnianiu innych cech demokracji.
Proces demokratyzacji, wprowadzania podstaw społeczeństwa obywatelskiego oraz urbanizacja i industrializacja są przez niektórych autorów uważane za przyczynę zmiany charakteru politycznej rywalizacji. Konflikty zbrojne ustępują miejsca dyskusji w przestrzeni publicznej, połączonej ze sporadycznymi protestami, które czasem przyjmują brutalną formę zamieszek (np. w Kenii w 2007).
Już w 1994 władze większości krajów Afryki Subsaharyjskiej wybierane były w wyborach powszechnych. Obecnie jedynie Sudan, Somalia, Zimbabwe, Suazi i Gwinea Równikowa posiadają władze niepochodzące z wyborów.
Pomimo wielu konfliktów zbrojnych, które miały miejsce w historii niepodległej Afryki, zmiany na mapie politycznej przyniósł dopiero okres normalizacji. W 1993 powstała Erytrea, a w 2011 po wielu latach wojny powstało nowe państwo afrykańskie – Sudan Południowy. Faktycznie niepodległe są również Somaliland i Puntland, wyodrębnione na terenach północnej Somalii.

## Odkrycia i badania Afryki

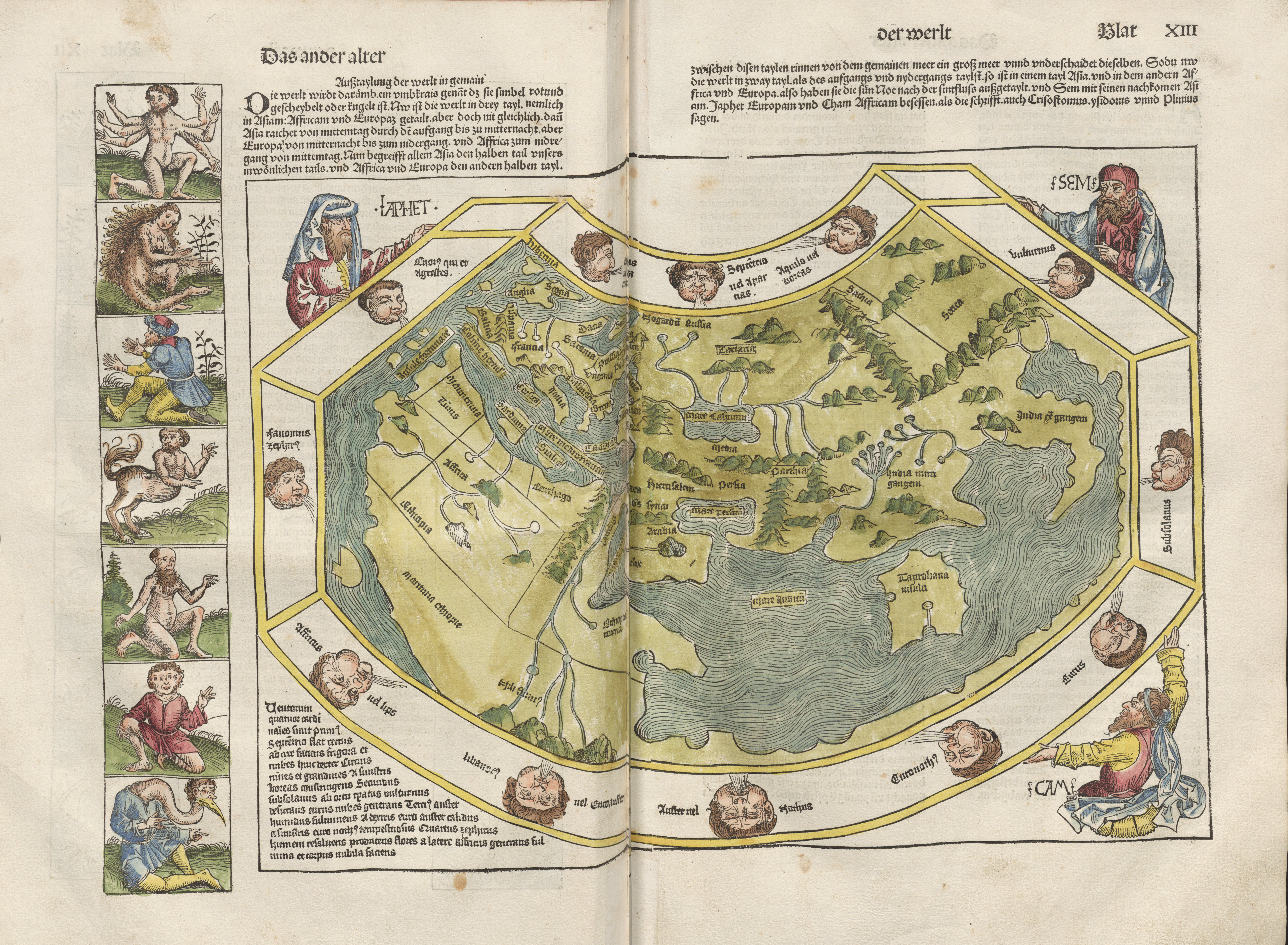
Mapa Europy, Azji i Afryki z 1493
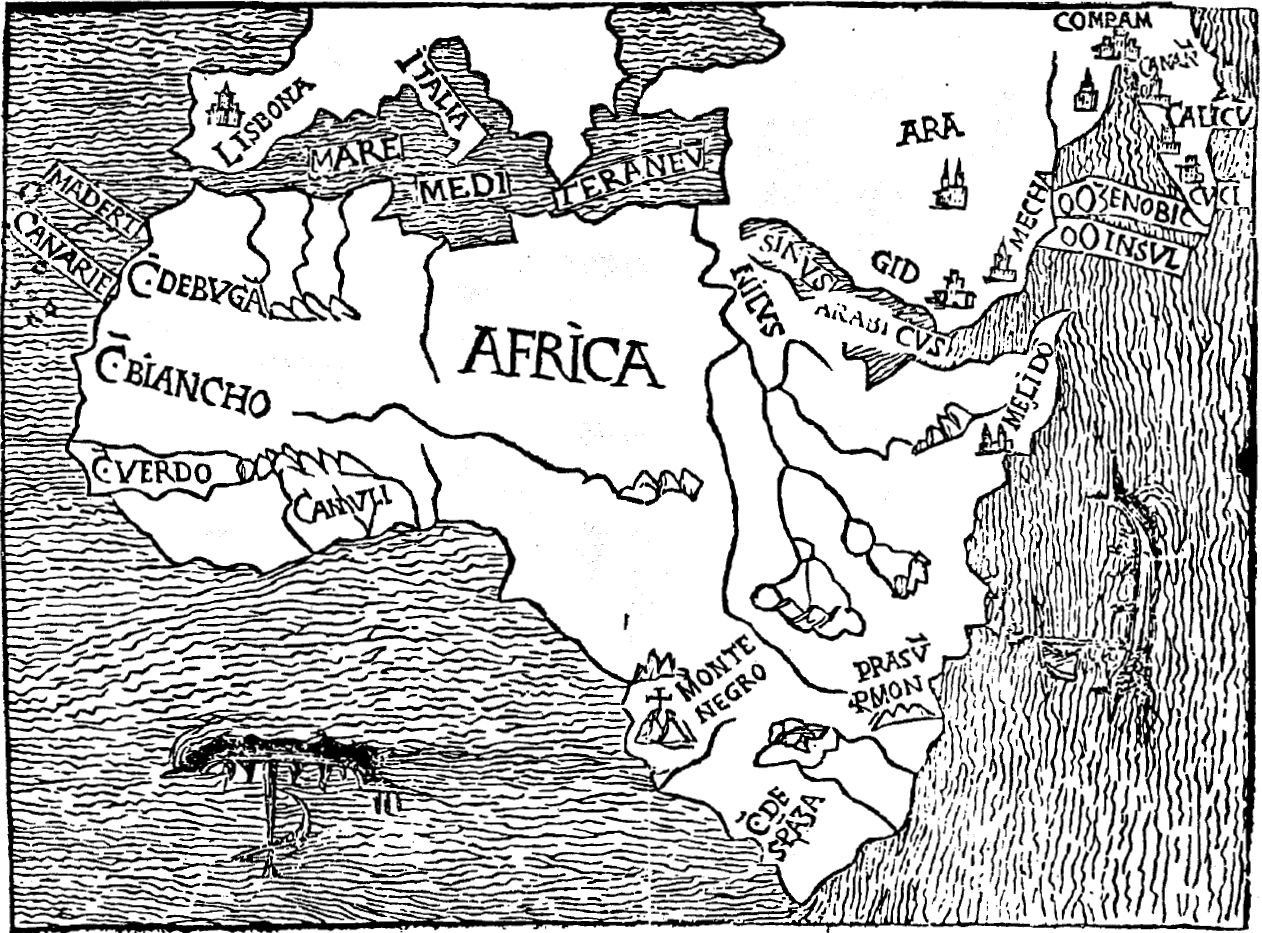
Mapa Afryki z 1508
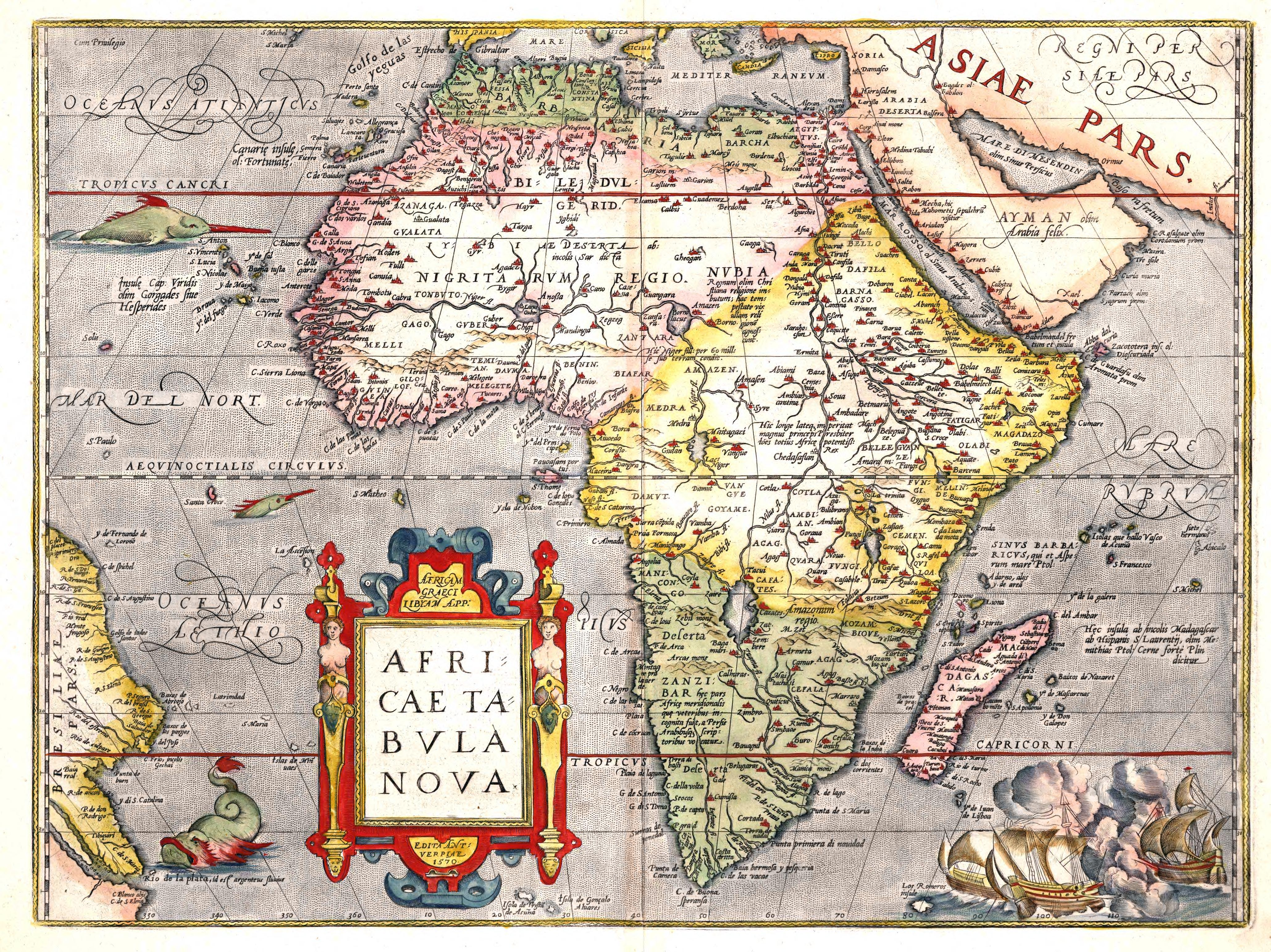
Mapa Afryki z 1570
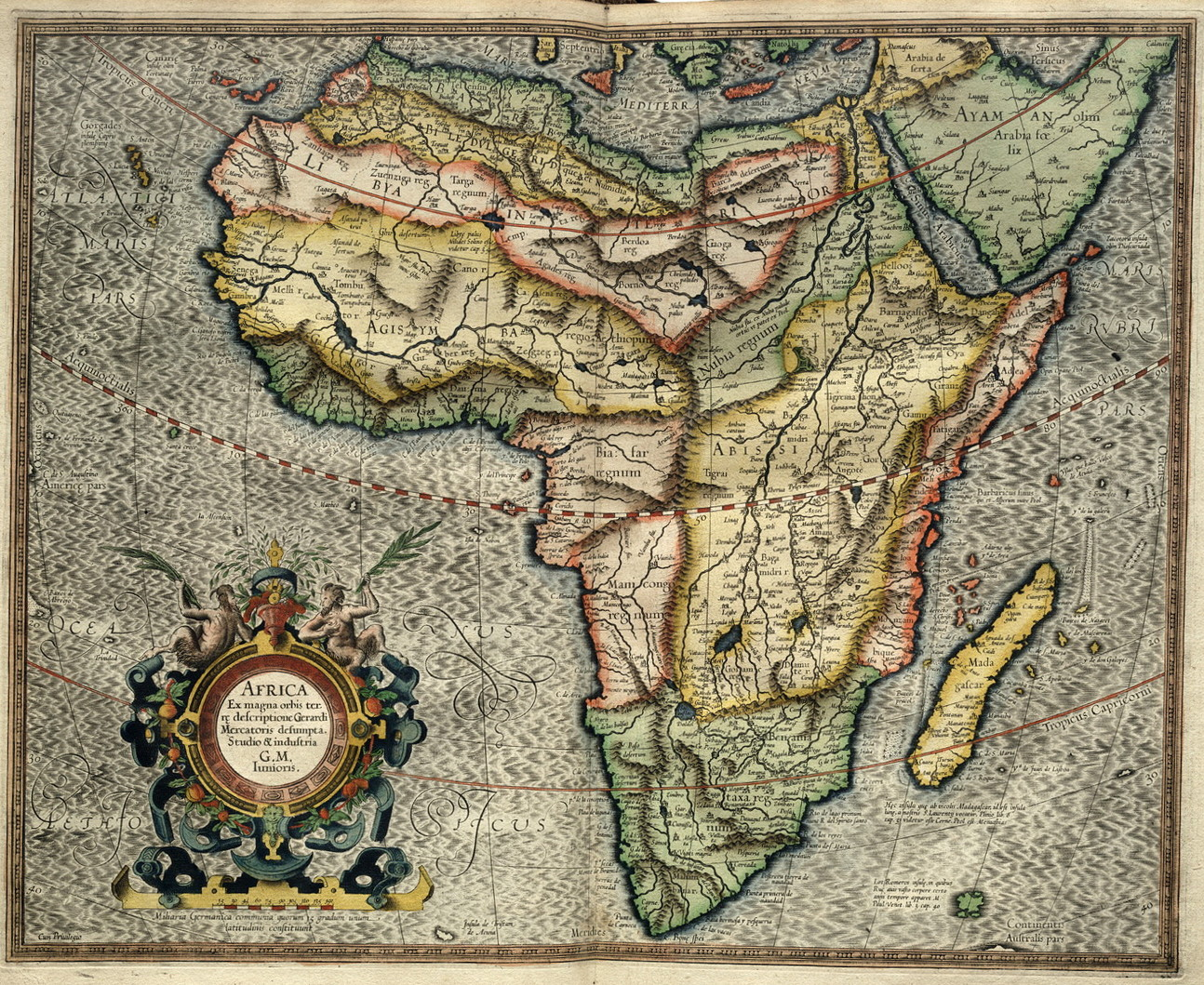
Mapa Afryki z 1595 (Mercator)
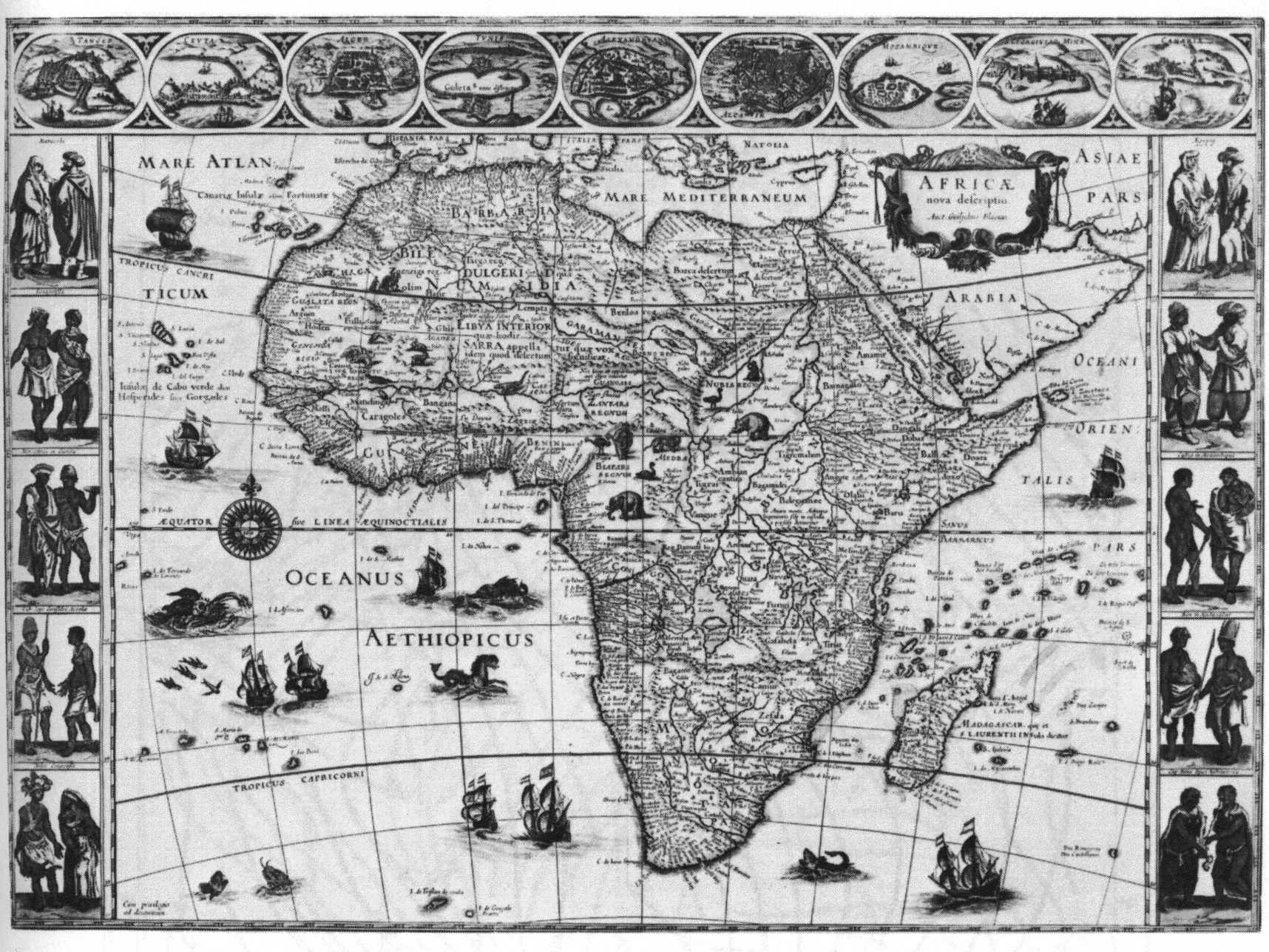
Mapa Afryki z 1648 (Blaeu)
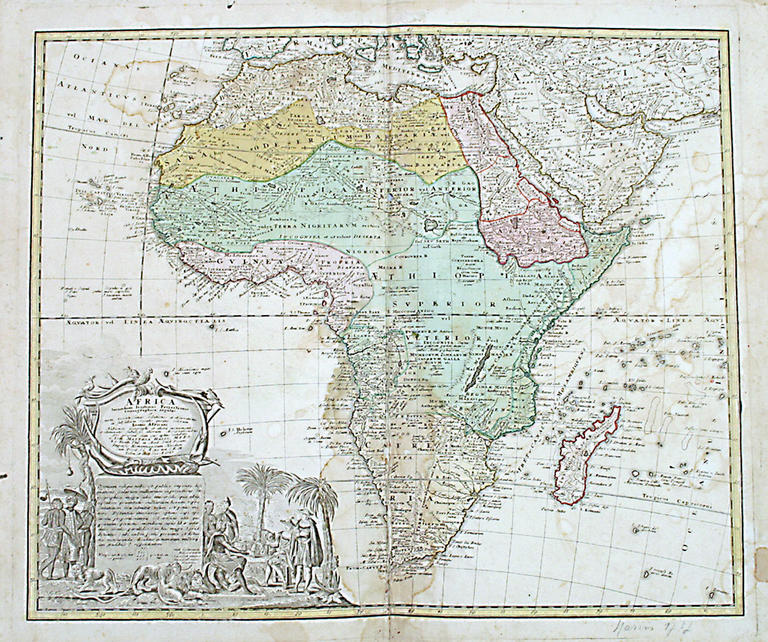
Mapa Afryki z 1737
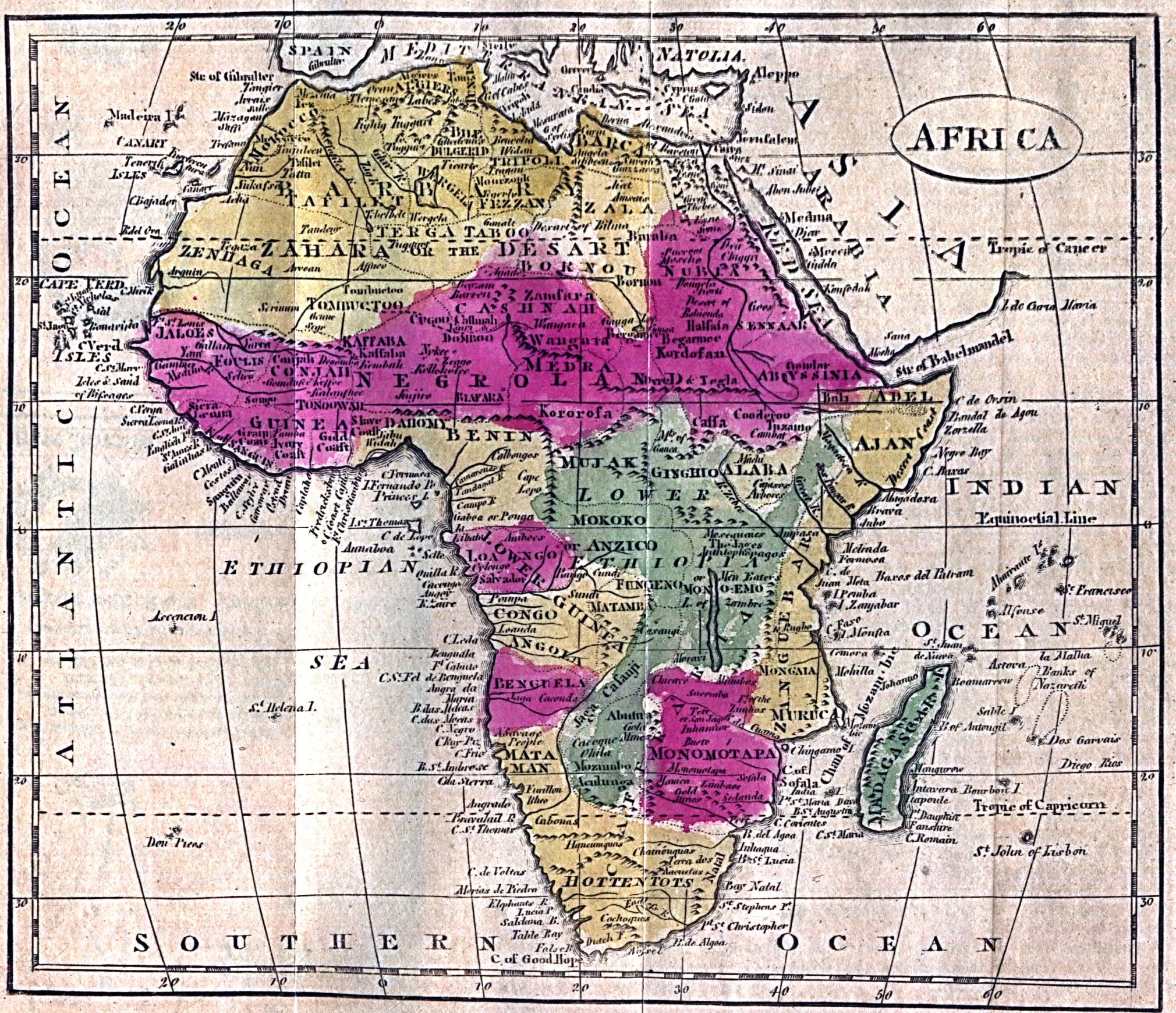
Mapa Afryki z 1808
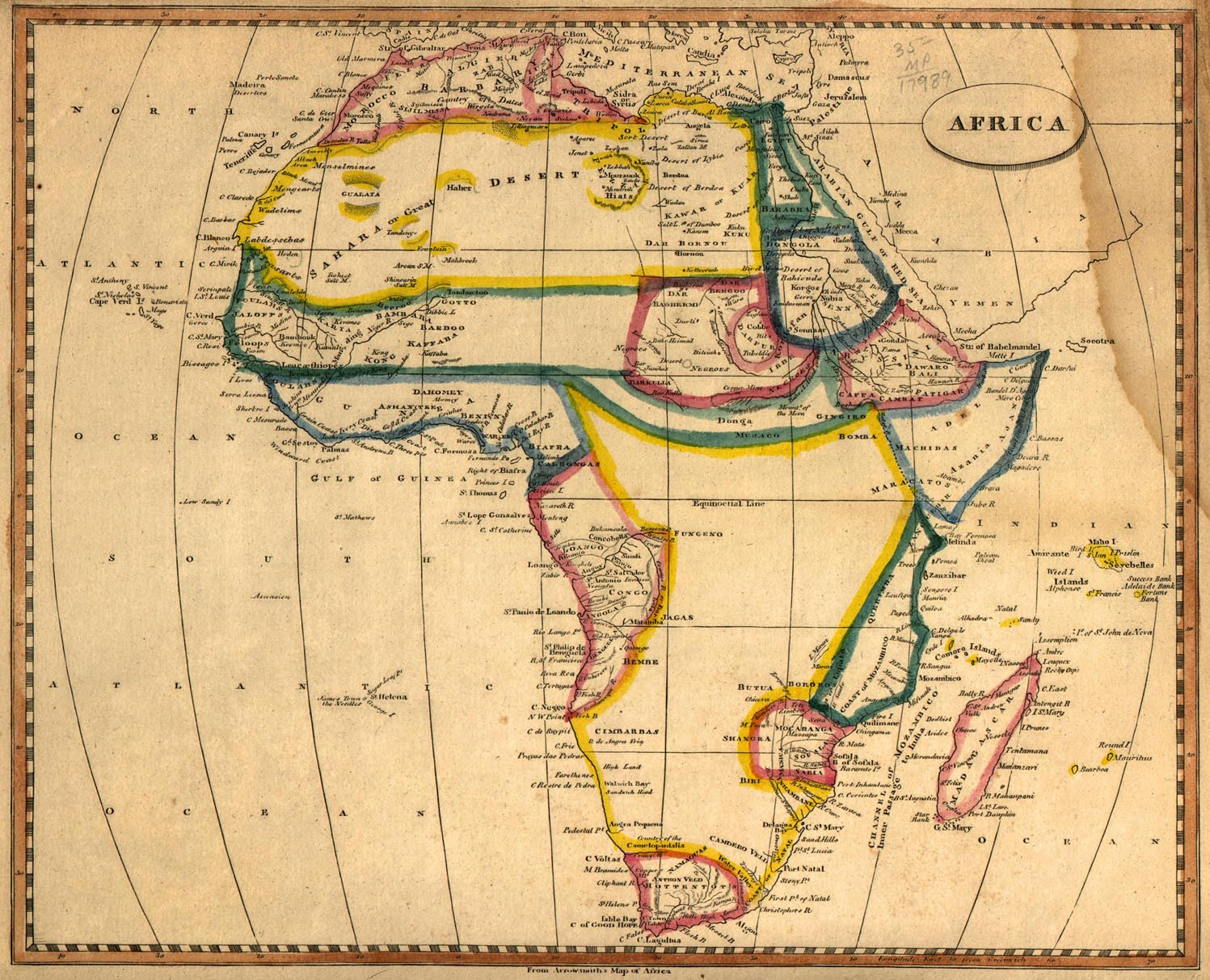
Mapa Afryki z 1812
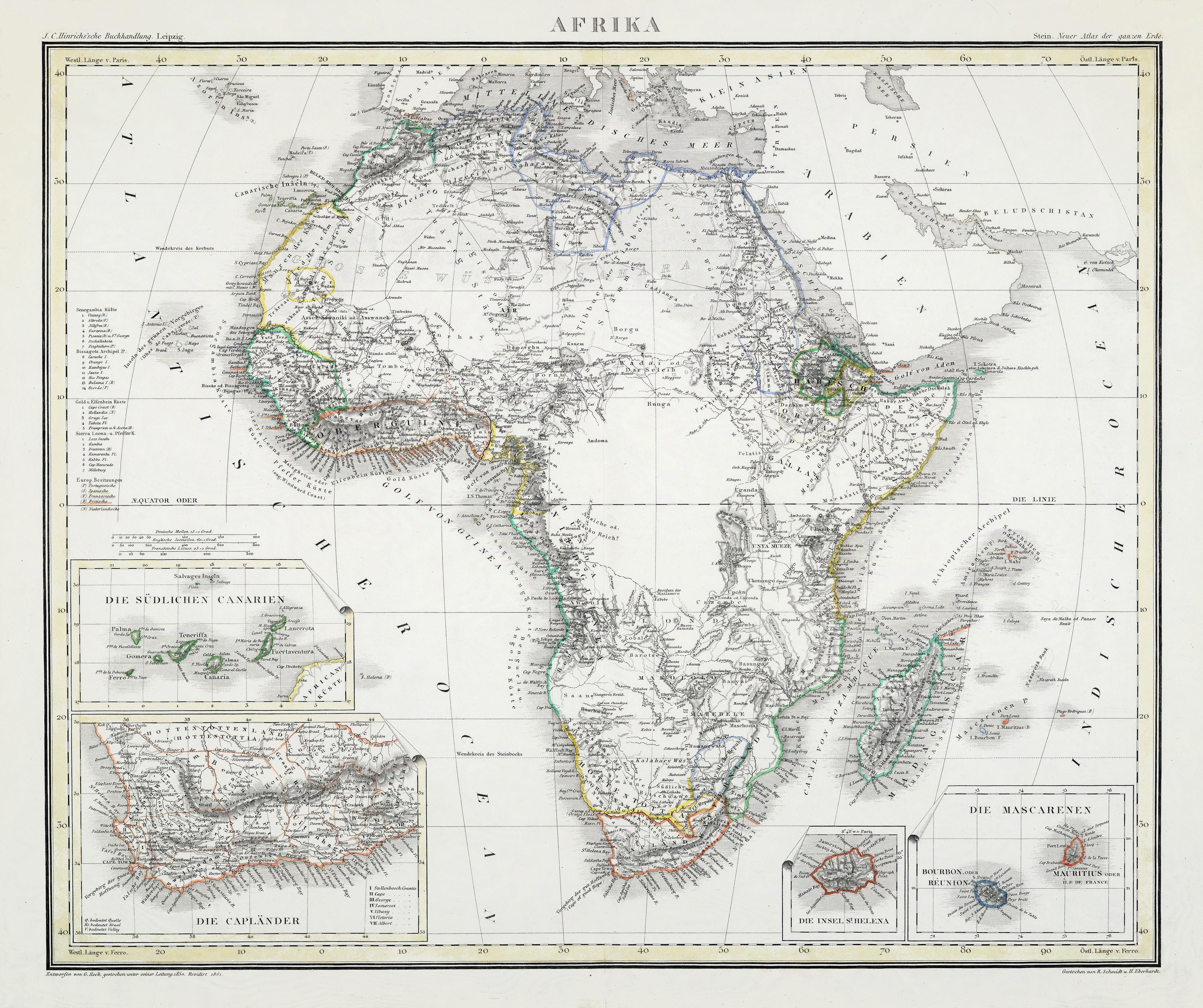
Mapa Afryki z 1861
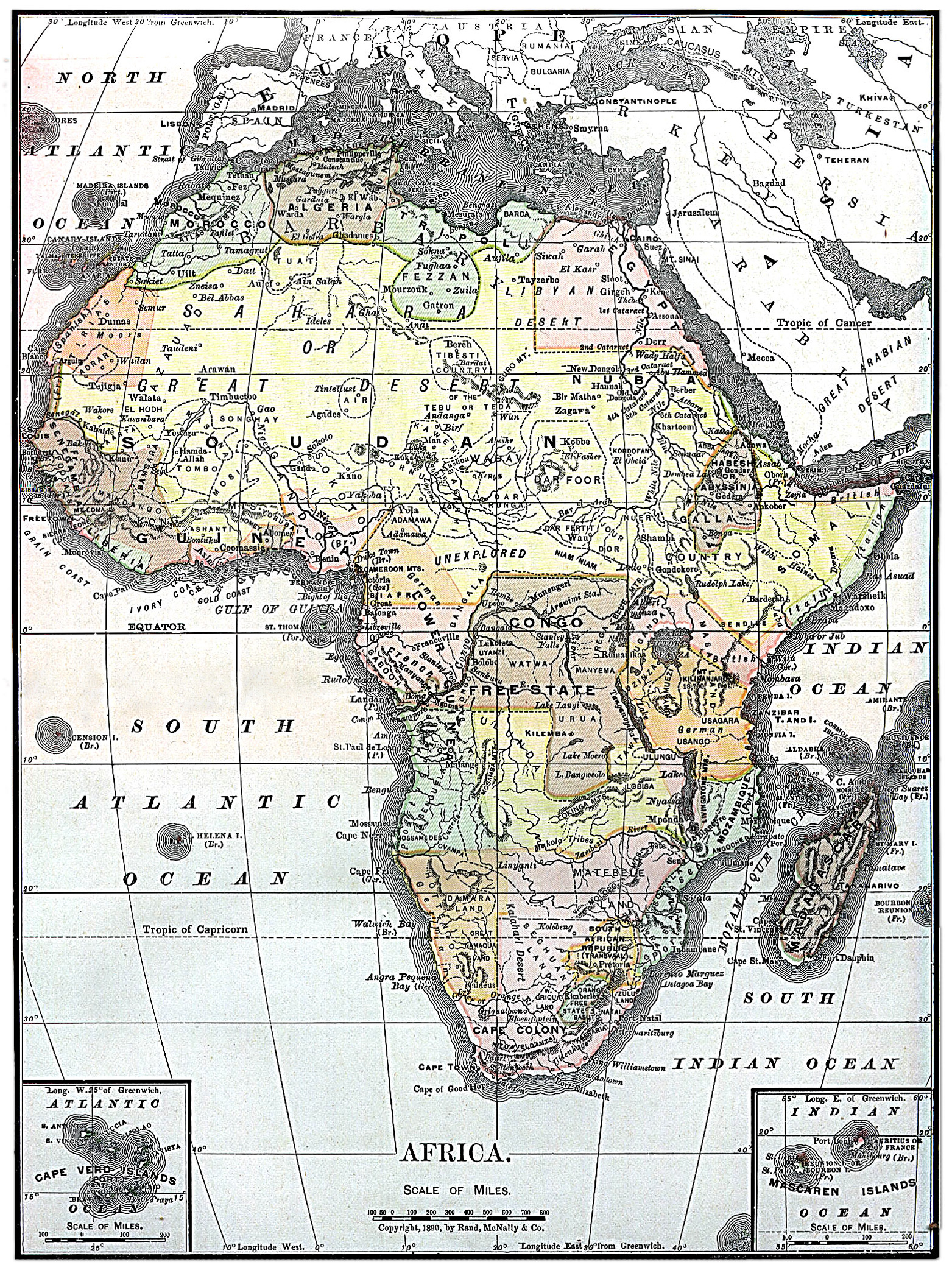
Mapa Afryki z 1890
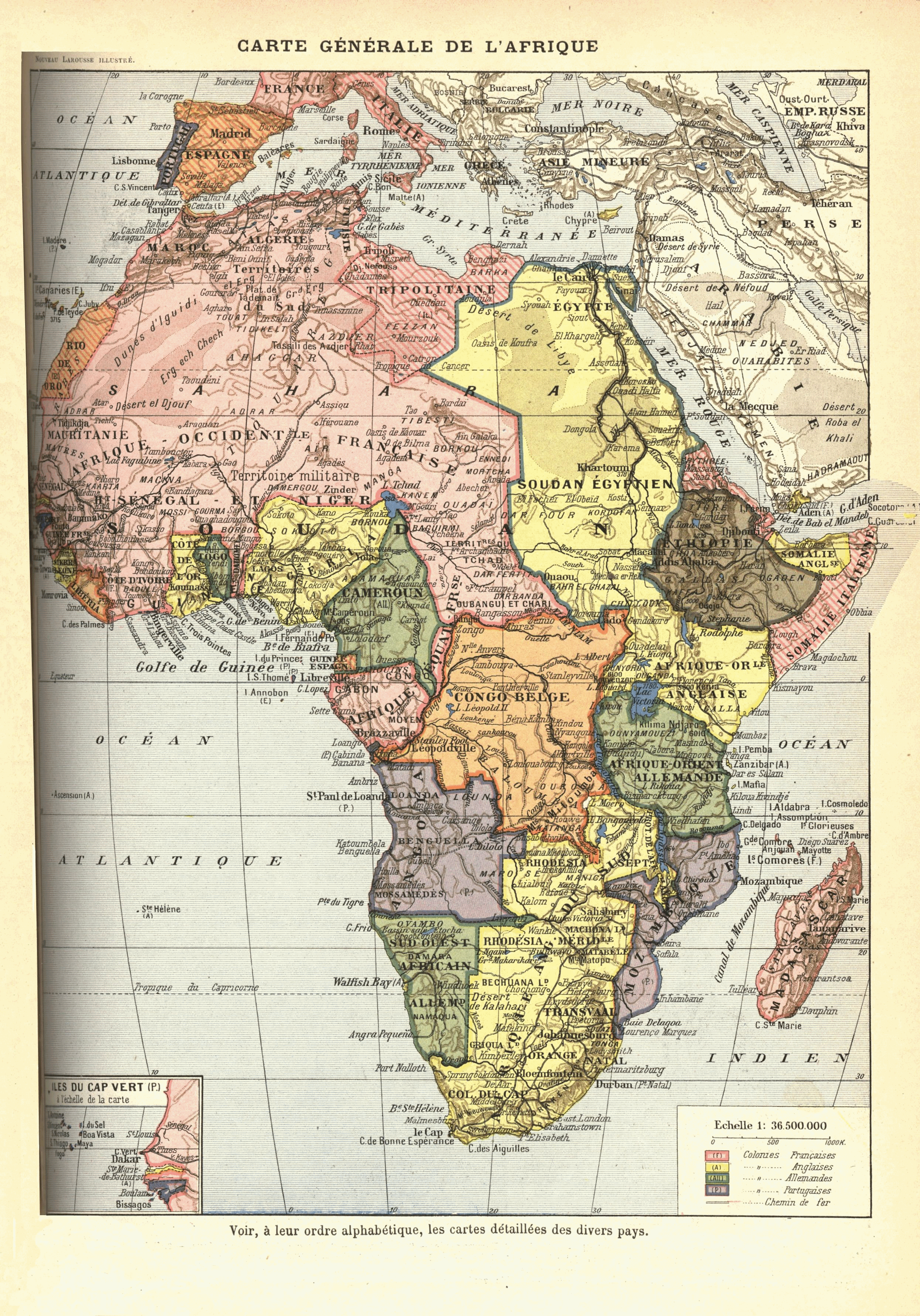
Mapa Afryki (po 1912)

Afryka w przeciwieństwie do bezludnych terenów Antarktydy, wysokich gór czy dziewiczych wysp, była stale zamieszkana przez ludzi. Obszar Sahary powodował jednak, że jedynie wąski pas wybrzeża Morza Śródziemnego i nabrzeża Nilu był znany kulturze śródziemnomorskiej. Na południu rozwijały się osobne cywilizacje, z którymi ludy północy nie utrzymywały kontaktu.

### Odkrycia arabskie
We wczesnym średniowieczu arabscy kupcy przemierzali Saharę w celu zdobycia dóbr, które mogli sprzedać z zyskiem na północy. Oprócz realizacji celów handlowych wyprawy te rozszerzyły horyzont geograficzny Arabów, gdyż relacje kupców były bogate w szczegóły topograficzne.

### Odkrycia włoskie
Europejska eksploracja Afryki została jednak wstrzymana do schyłku średniowiecza, gdyż ważniejszy okazał się handel z Azją (Indie, Chiny). Jedynie kupcy genueńscy w XIII wieku odkryli Wyspy Kanaryjskie. W 1281 lub 1291 Ugodino i Vadino Vivaldi oraz Teodosio d’Ori podjęli wyprawę w celu opłynięcia Afryki jednakże wyprawa nie powróciła.

### Odkrycia portugalskie
W XV wieku ze względu na opanowanie bliskowschodnich obszarów przez Turków i problemy z tranzytem postanowiono poszukać alternatywnej drogi do Indii. Zakładano dwie możliwości: opłynięcie Afryki albo podróż na zachód i wpłynięcie od strony wschodniej. Łatwiejsza ze względu na możliwość pływania wzdłuż wybrzeża była droga wokół Afryki. W 1415 Portugalczycy opanowali Ceutę i stworzyli w niej bazę wojenno-handlową. W pierwszej połowie XV wieku portugalski książę Henryk Żeglarz finansował wyprawy na południe. Głównymi celami Henryka Żeglarza były: szerzenie chrześcijaństwa, wraz z odnalezieniem półlegendarnych chrześcijan afrykańskich (Etiopczyków) oddzielonych od Europy przez Arabów oraz dotarcie do legendarnych ziem Ofir, które miały obfitować w bogactwo, a następnie podporządkowanie ich Portugalii. W 1434 Gil Eannes po raz pierwszy spotkał się z czarnoskórą ludnością tubylczą. W 1436 odkryto zatokę Rio de Oro. W 1444 po raz pierwszy Europejczycy przywieźli z Afryki niewolników (29 jeńców wojennych). Spowodowało to zwiększenie zapału do eksploracji Afryki.
W 1448 Joao Fernandez wyruszył w pierwszą wyprawę w głąb Afryki, z której jednak nie powrócił. W 1457 wyprawa Diego Gomesa dotarła w górę rzeki Gambii i dostarczyła wielu informacji o wnętrzu kontynentu, m.in. o masywie Futa Dżalon i Górach Lwich. W 1461 Europejczycy po raz pierwszy zetknęli się z laterytami oraz dotarli do przylądka Mesurado, gdzie linia brzegowa skręcała na wschód.
W latach 70. XV wieku portugalscy żeglarze dotarli do Wybrzeża Kości Słoniowej, Złotego Wybrzeża (Ghany) oraz do Wybrzeża Niewolniczego (Nigeria). W 1472 Europejczycy po raz pierwszy przekroczyli równik, docierając do Przylądka Świętej Katarzyny (1°51′S). Odkrycie to udowodniło, że Afryka nie kończy się wybrzeżu Zatoki Gwinejskiej, a linia brzegowa odbija znowu na południe.
W latach 80. Portugalia dzięki rozwojowi handlu oraz taniemu złotu i sile roboczej niewolników stała się potęgą gospodarczą. Pociągnęło to za sobą dalszą eksplorację wybrzeży kontynentu. W 1482 wyprawa Diego Cao dotarła do rzeki Rio da Padrao, a w 1486 do wybrzeża obecnej Namibii (ok. 22° S). W 1487 Bartolomeo Diaz dotarł do Przylądka Igielnego – najbardziej na południe wysuniętej części Afryki (34°51′S). Bunt załogi spowodował jednak, że musiał zawrócić do Portugalii. 8 lipca 1497 wyprawa Vasco da Gama dotarła do Indii, opływając Afrykę, dodatkowo opływając Zatokę Gwinejską nie wzdłuż wybrzeża, ale prosto, co spowodowało utratę lądu z pola widzenia.

### Eksploracja interioru
Proces poznania wnętrza Afryki rozpoczął się dopiero w XVI wieku. Początkowa faza odkryć następowała niezależnie z dwóch stron, od Atlantyku (rzeki Niger i Kongo oraz Angola) i od strony Etiopii. W 1511 Leon opisał rzekę Niger oraz jezioro Czad. W 1513 jezuicki misjonarz Pedro Paéz, jako pierwszy Europejczyk dotarł do świętego źródła Etiopczyków w górach Czokie. W 1541 wyprawa Cristovao da Gama odkryła jezioro Tana. Kolonizacja Angoli i Kotliny Konga przebiegała pokojowo, co spowodowało, iż misjonarzom pomagała ludność tubylcza. Portugalscy misjonarze zdawali relację, że na terenie obecnego Zimbabwe znajduje się złotonośny kraj Makalangia. Wtedy to jezuici opisali geomorfologię oraz faunę i florę Afryki Południowej. W XVII wieku w głąb Afryki zapuszczali się tylko łowcy niewolników.

### Odkrycie i eksploracja wysp afrykańskich
Wprawdzie niektóre wyspy w tym Madagaskar, odkryty w 1500 r., odkryto wcześniej to w większości nie były one użyteczne gospodarczo. Kolonizacji Madagaskaru dokonali dopiero Francuzi w 1643. Przyczyną zaniechania kolonizacji Afryki były odkrycia innych, bogatszych, kontynentów szczególnie Ameryki Południowej.

### Podboje holenderskie
Portugalia i Hiszpania w XVII wieku skupiły się na podboju Ameryki Południowej. Z tego powodu do Afryki zaczęli przypływać osadnicy holenderscy i angielscy. W 1652 Jan van Riebeck założył Kapsztad. W 1663 mieszkańcy kolonii przylądkowej zetknęli się z Buszmenami. W 1685 Simon van der Stell przeszedł Góry Przylądkowe i odkrył pustynię Karru Wielkie oraz wyżynę Nama. Tereny te były mało przydatne dla osadnictwa, stąd dalszej eksploatacji zaniechano.

### XVIII wiek
W XVIII wieku coraz większe znaczenie miał charakter poznawczy wypraw, jednakże dokonywanych nadal niemal wyłącznie przez misjonarzy. Odbywało się wyprawy w górę dużych rzek oraz przez Saharę. W opisach z tego okresu znajduje się znacznie więcej informacji o etnografii. Problemem opisów jest jednak brak rzetelności niektórych fragmentów i traktowanie mieszkających tam ludów z wielką pogardą.

### XIX wiek
W XIX wieku rozpoczęła się kolonizacja Afryki na większą skalę. Z drugiej strony nastąpiło zintensyfikowanie badań naukowych prowadzonych przez naukowców. Badania te były areligijne, ich jedynym celem było poznanie świata oraz rekonesans korzyści z planowanej kolonizacji. Wyprawy były finansowane przez rządy przyszłych imperiów kolonialnych, szczególnie Wielkiej Brytanii.
Czysto geograficzne badania Afryki skończyły się na początku XX wieku, kiedy to topografia, hydrologia, klimatologia Afryki zostały dokładnie przebadane.

## Kultura

### Sztuka
Tradycyjna sztuka afrykańska dzieli się na dwa zasadnicze nurty: sztukę Afryki Subsaharyjskiej (tereny położone na południe od Sahary) oraz sztukę muzułmańską (tereny saharyjskie Afryki Północnej). Niezależnie od tych dwóch głównych nurtów w Etiopii wykształciła się niezależna sztuka zbliżona do sztuki bizantyjskiej. Sztuka Afryki Subsaharyjskiej jest niejednorodna ze względu na duże zróżnicowanie etniczne, gdzie każdy z ludów wykształcił własny język wizualny.

#### Sztuka etiopska
Współczesna sztuka afrykańska
U podstaw współczesnej sztuki afrykańskiej leżą zakładane w okresie kolonialnym szkoły artystyczne. Pierwsze pokolenie artystów afrykańskich w nich wykształconych zalicza się do okresu afrykańskiego modernizmu.

### Literatura

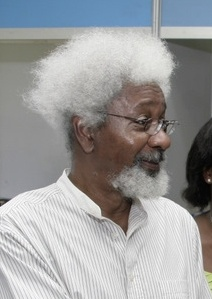
Wole Soyinka – pierwszy zdobywca literackiej nagrody Nobla z Afryki

#### Literackie nagrody Nobla
- 1986 Wole Soyinka – Nigeria
- 1988 Nagib Mahfuz – Egipt
- 1991 Nadine Gordimer – RPA
- 2003 John Maxwell Coetzee – RPA
- 2021 Abdulrazak Gurnah – Tanzania

### Kino
Rozwinęło się w Afryce dopiero po czasach kolonialnych, w Afryce północnej, głównie w Algierii i Egipcie, przez wpływy europejczyów.

### Zwyczaje ludowe

#### Wesele
Zwyczaje weselne w Afryce są różne w zależności od plemienia. Wspólną cechą jest jednak biesiada weselna. Z reguły większość małżeństw jest planowana przez rodziców. Zawieraniu małżeństwa zazwyczaj towarzyszy wymiana dóbr materialnych pomiędzy rodzinami małżonków. W większości kultur panna młoda ma specjalny strój, makijaż oraz biżuterię wkładaną tylko na tę okazję.

## Sport

### Igrzyska olimpijskie

#### Letnie igrzyska olimpijskie
Pierwszym krajem afrykańskim, który wystawił swą reprezentację na letnich igrzyskach olimpijskich była Kolonia Przylądkowa w roku 1904. W 1906 na olimpiadzie zadebiutowała reprezentacja Egiptu, zawody te jednak nie są uznawane za oficjalne. Oficjalnie Egipt zadebiutował dopiero w 1920. W 1928 na Igrzyskach zadebiutowała reprezentacja Rodezji Południowej (obecnie Zimbabwe), która jednak regularnie zaczęła startować dopiero po II wojnie światowej. Najwięcej debiutów reprezentacji państw afrykańskich nastąpiło w latach 1956–1972, kiedy poszczególne państwa uzyskiwały niepodległość.
Klasyfikacja medalowa państw afrykańskich:
| reprezentacja | pozycja na świecie | złote | srebrne | brązowe | suma |
| ------------- | ------------------ | ----- | ------- | ------- | ---- |
| Kenia         | 36.                | 23    | 28      | 24      | 75   |
| RPA           | 38.                | 20    | 25      | 46      | 91   |
| Etiopia       | 39.                | 20    | 25      | 27      | 72   |
| Egipt         | 53.                | 7     | 6       | 9       | 22   |
| Maroko        | 56.                | 6     | 5       | 10      | 21   |
| Algieria      | 62.                | 4     | 2       | 8       | 14   |
| Nigeria       | 65.                | 3     | 8       | 12      | 23.  |
| Zimbabwe      | 69.                | 3     | 4       | 1       | 8    |
| Kamerun       | 71.                | 3     | 1       | 1       | 5    |
| Tunezja       | 78.                | 2     | 2       | 3       | 7    |
| Uganda        | 82.                | 1     | 3       | 2       | 6    |
| Mozambik      | 92.                | 1     | 0       | 1       | 2    |
| Burundi       | 94.                | 1     | 0       | 0       | 1    |
| Namibia       | 96.                | 0     | 4       | 0       | 4    |
| Tanzania      | 104.               | 0     | 2       | 0       | 2    |
| Ghana         | 108.               | 0     | 1       | 3       | 4    |
| Zambia        | 116.               | 0     | 1       | 1       | 2    |
| WKS           | 117.               | 0     | 1       | 0       | 1    |
| Senegal       | 117.               | 0     | 1       | 0       | 1    |
| Sudan         | 117.               | 0     | 1       | 0       | 1    |
| Dżibuti       | 129.               | 0     | 0       | 1       | 1    |
| Erytrea       | 129.               | 0     | 0       | 1       | 1    |
| Mauritius     | 129.               | 0     | 0       | 1       | 1    |
| Niger         | 129.               | 0     | 0       | 1       | 1    |
| Togo          | 129.               | 0     | 0       | 1       | 1    |

#### Zimowe igrzyska olimpijskie
Z racji klimatu (brak śniegu na terenie większości kontynentu) państwa afrykańskie z reguły nie uczestniczą w zimowych igrzyskach olimpijskich.
Pierwszym krajem, który wystawił reprezentację w zimowych igrzyskach olimpijskich był Związek Południowej Afryki (obecnie Republika Południowej Afryki). Reprezentanci ZPA wystąpili na Zimowych Igrzyskach Olimpijskich 1960. Drugimi afrykańskimi reprezentacjami był Senegal i Egipt, ich debiut miał miejsce na igrzyskach w 1984. Dla Egiptu były to jedyne zimowe igrzyska. Oprócz nich w zimowych igrzyskach wzięły udział Algieria i Suazi (1992), Kenia (1998), Kamerun (2002), Madagaskar (2006), Etiopia (2006) i Ghana (2010). Wszystkie reprezentacje oprócz ZPA/RPA, Senegalu i Algierii wystawiły po jednym zawodniku. Żadna reprezentacja nie zdobyła jeszcze medalu olimpijskiego.

## Podział polityczny Afryki

### Państwa

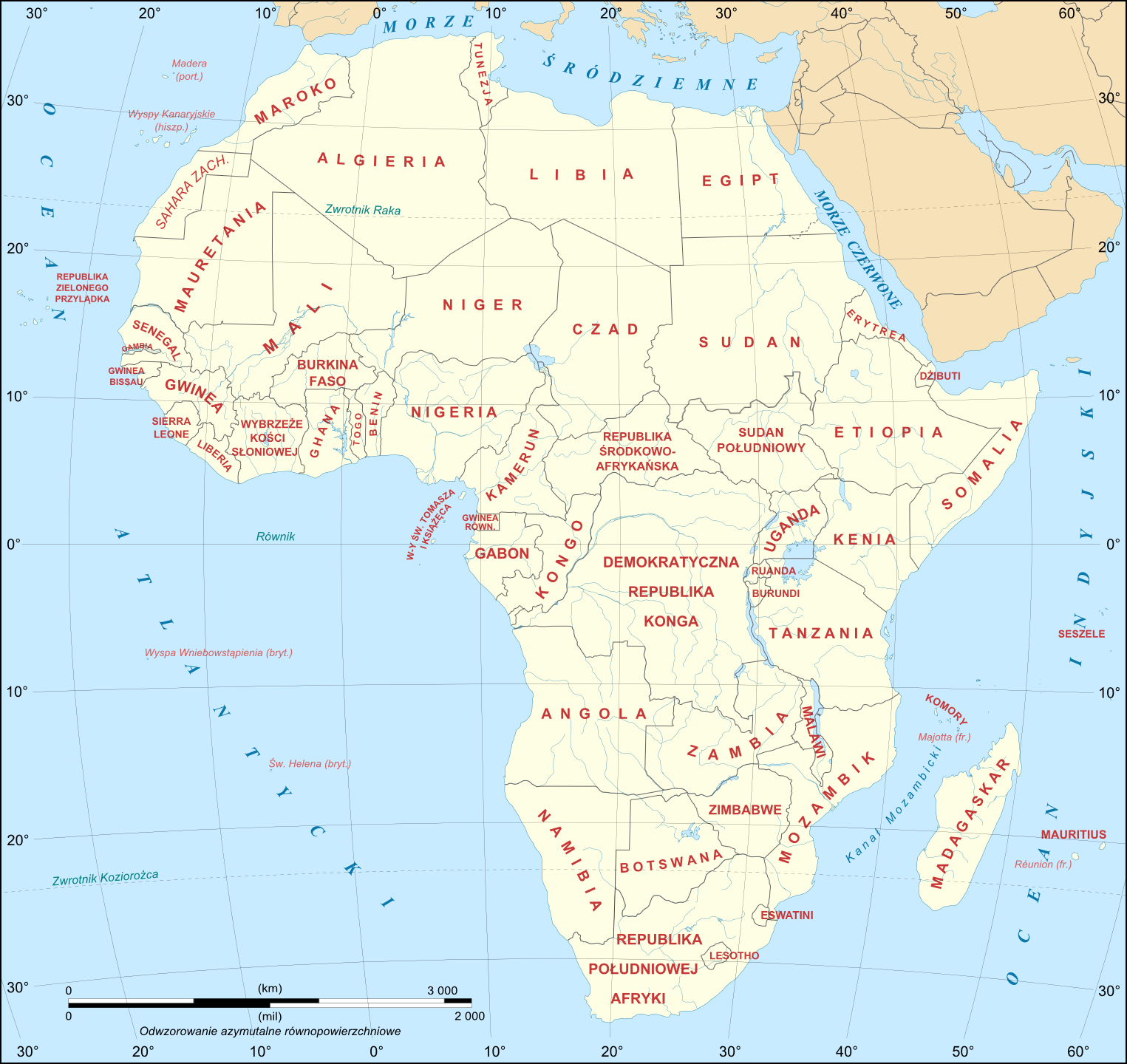
Mapa polityczna Afryki

Na terenie Afryki znajduje się najwięcej suwerennych państw na świecie. W Afryce znajduje się ponad połowa (12) z 23 państw wielkich (tj. o powierzchni 1–7,5 mln km²) oraz połowa państw dużych (0,5–1 mln km²). Najliczniejszą grupę stanowią państwa średnie.
Pod względem ludności w Afryce tylko jedno państwo jest zaliczane do wielkich (mających od 100 do 500 mln mieszkańców). 3 państwa należą do grupy państw dużych (50–100 mln). Natomiast najliczniejszą grupą są państwa małe.
Według klasyfikacji ekonomicznej państwa afrykańskie należą głównie do grupy państw małych, przy czym biorąc pod uwagę czysty PKB na mieszkańca, sytuacja przedstawia się gorzej niż po uwzględnieniu siły nabywczej.
Granice państw są w większości przypadków granicami dawnych kolonii lub stref okupacyjnych, które nie uwzględniają zasięgu występowania poszczególnych ludów lub barier naturalnych.
W 2005 za państwa upadłe lub poważnie zagrożone upadkiem uznawano: Burundi, Czad, Demokratyczną Republikę Konga, Erytreę, Etiopię, Gwineę, Kenię, Liberię, Republikę Środkowoafrykańską, Rwandę, Sierra Leone, Somalię, Sudan (wówczas Sudan i Sudan Południowy były jednym państwem), Ugandę, Wybrzeże Kości Słoniowej i Zimbabwe.
| Flaga                             | Nazwa państwa                     | Pełna nazwa państwa                                       | Stolica      | Język urzędowy                                                                        | Powierzchnia [km²] | Liczba ludności | Gęstość zaludnienia [os./km²] | Waluta             |
| --------------------------------- | --------------------------------- | --------------------------------------------------------- | ------------ | ------------------------------------------------------------------------------------- | ------------------ | --------------- | ----------------------------- | ------------------ |
| Algieria                          | Algieria                          | Algierska Republika Ludowo-Demokratyczna                  | Algier       | arabski                                                                               | 2381741            | 34994937        | 14,7                          | dinar algierski    |
| Angola                            | Angola                            | Republika Angoli                                          | Luanda       | portugalski                                                                           | 1246700            | 17544728        | 14,1                          | kwanza             |
| Benin                             | Benin                             | Republika Beninu                                          | Porto-Novo   | francuski                                                                             | 110622             | 9325032         | 84,3                          | frank CFA          |
| Botswana                          | Botswana                          | Republika Botswany                                        | Gaborone     | angielski, tswana                                                                     | 566730             | 2065398         | 3,6                           | pula               |
| Burkina Faso                      | Burkina Faso                      | Burkina Faso                                              | Wagadugu     | francuski                                                                             | 273800             | 16751455        | 61,2                          | frank CFA          |
| Burundi                           | Burundi                           | Republika Burundi                                         | Gitega       | rundi, francuski                                                                      | 25680              | 10216190        | 397,8                         | frank burundyjski  |
| Czad                              | Czad                              | Republika Czadu                                           | Ndżamena     | francuski, arabski                                                                    | 1259200            | 10758945        | 8,5                           | frank CFA          |
| Demokratyczna Republika Konga     | Demokratyczna Republika Konga     | Demokratyczna Republika Konga                             | Kinszasa     | francuski, kongo                                                                      | 2267048            | 71712867        | 31,6                          | frank kongijski    |
| Dżibuti                           | Dżibuti                           | Republika Dżibuti                                         | Dżibuti      | francuski, arabski                                                                    | 23180              | 757074          | 32,7                          | frank dżibutyjski  |
| Egipt                             | Egipt                             | Arabska Republika Egiptu                                  | Kair         | arabski                                                                               | 995450             | 82079636        | 82,5                          | funt egipski       |
| Erytrea                           | Erytrea                           | Państwo Erytrea                                           | Asmara       | arabski, tigrinia                                                                     | 101000             | 5939484         | 58,8                          | nakfa              |
| Eswatini                          | Eswatini                          | Królestwo Eswatini                                        | Mbabane      | suazi, angielski                                                                      | 17204              | 1370424         | 79,7                          | lilangeni          |
| Etiopia                           | Etiopia                           | Federalna Demokratyczna Republika Etiopii                 | Addis Abeba  | amharski                                                                              | 1000000            | 90873739        | 90,9                          | birr               |
| Gabon                             | Gabon                             | Republika Gabońska                                        | Libreville   | francuski                                                                             | 257667             | 1576665         | 6,1                           | frank CFA          |
| Gambia                            | Gambia                            | Islamska Republika Gambii                                 | Bandżul      | angielski                                                                             | 10000              | 1797860         | 179,8                         | dalasi             |
| Ghana                             | Ghana                             | Republika Ghany                                           | Akra         | angielski                                                                             | 227533             | 24791073        | 109                           | cedi               |
| Gwinea                            | Gwinea                            | Republika Gwinei                                          | Konakry      | francuski                                                                             | 245717             | 10601009        | 43,1                          | frank gwinejski    |
| Gwinea Bissau                     | Gwinea Bissau                     | Republika Gwinei Bissau                                   | Bissau       | portugalski                                                                           | 28120              | 1596677         | 56,8                          | frank CFA          |
| Gwinea Równikowa                  | Gwinea Równikowa                  | Republika Gwinei Równikowej                               | Malabo       | francuski, hiszpański                                                                 | 28051              | 668225          | 23,8                          | frank CFA          |
| Kamerun                           | Kamerun                           | Republika Kamerunu                                        | Jaunde       | francuski, angielski                                                                  | 472710             | 19711291        | 41,7                          | frank CFA          |
| Kenia                             | Kenia                             | Republika Kenii                                           | Nairobi      | suahili, angielski                                                                    | 569140             | 41943504        | 73,7                          | szyling kenijski   |
| Komory                            | Komory                            | Związek Komorów                                           | Moroni       | francuski, arabski, komoryjski                                                        | 2235               | 721886          | 323,0                         | frank komoryjski   |
| Kongo                             | Kongo                             | Republika Konga                                           | Brazzaville  | francuski                                                                             | 341500             | 4243929         | 12,4                          | frank CFA          |
| Lesotho                           | Lesotho                           | Królestwo Lesotho                                         | Maseru       | sotho, angielski                                                                      | 30355              | 1924886         | 63,4                          | loti               |
| Liberia                           | Liberia                           | Republika Liberii                                         | Monrovia     | angielski                                                                             | 96320              | 3786764         | 39,3                          | dolar liberyjski   |
| Libia                             | Libia                             | Państwo Libia                                             | Trypolis     | arabski                                                                               | 1759540            | 6597960         | 3,7                           | dinar libijski     |
| Madagaskar                        | Madagaskar                        | Republika Madagaskaru                                     | Antananarywa | francuski, malgaski, angielski                                                        | 581540             | 21926221        | 37,7                          | ariary             |
| Malawi                            | Malawi                            | Republika Malawi                                          | Lilongwe     | angielski, cziczewa                                                                   | 94080              | 15879252        | 168,8                         | kwacha malawijska  |
| Mali                              | Mali                              | Republika Mali                                            | Bamako       | francuski                                                                             | 1220190            | 14159904        | 11,6                          | frank CFA          |
| Maroko                            | Maroko                            | Królestwo Marokańskie                                     | Rabat        | arabski                                                                               | 446300             | 31968361        | 71,6                          | dirham marokański  |
| Mauretania                        | Mauretania                        | Islamska Republika Mauretańska                            | Nawakszut    | arabski                                                                               | 1030700            | 3281634         | 3,2                           | ugija              |
| Mauritius                         | Mauritius                         | Republika Mauritiusu                                      | Port Louis   | angielski                                                                             | 2030               | 1303717         | 642,2                         | rupia maurytyjska  |
| Mozambik                          | Mozambik                          | Republika Mozambiku                                       | Maputo       | portugalski                                                                           | 786380             | 22948858        | 29,2                          | metical            |
| Namibia                           | Namibia                           | Republika Namibii                                         | Windhuk      | angielski                                                                             | 823290             | 2147585         | 2,6                           | dolar namibijski   |
| Niger                             | Niger                             | Republika Nigru                                           | Niamey       | francuski                                                                             | 1266700            | 16468886        | 13                            | frank CFA          |
| Nigeria                           | Nigeria                           | Federalna Republika Nigerii                               | Abudża       | angielski                                                                             | 910768             | 165822569       | 182,1                         | naira              |
| Południowa Afryka                 | Południowa Afryka                 | Republika Południowej Afryki                              | Pretoria     | afrikaans, angielski, ndebele, pedi, sotho, suazi, tsonga, tswana, venda, xhosa, zulu | 1214470            | 49004031        | 40,4                          | rand               |
| Republika Środkowoafrykańska      | Republika Środkowoafrykańska      | Republika Środkowoafrykańska                              | Bangi        | francuski, sango                                                                      | 622984             | 4950027         | 7,9                           | frank CFA          |
| Republika Zielonego Przylądka     | Republika Zielonego Przylądka     | Republika Zielonego Przylądka                             | Praia        | portugalski                                                                           | 4033               | 516100          | 128,0                         | escudo             |
| Rwanda                            | Rwanda                            | Republika Rwandy                                          | Kigali       | francuski, kiniaruanda                                                                | 24668              | 11370425        | 460,9                         | frank rwandyjski   |
| Sahara Zachodnia                  | Sahara Zachodnia                  | Saharyjska Arabska Republika Demokratyczna                | Al-Ujun      | arabski, hiszpański                                                                   | 266000             | 406200          | 1,5                           | dirham marokański  |
| Senegal                           | Senegal                           | Republika Senegalu                                        | Dakar        | francuski                                                                             | 192530             | 12643799        | 65,7                          | frank CFA          |
| Seszele                           | Seszele                           | Republika Seszeli                                         | Victoria     | seszelski, francuski, angielski                                                       | 455                | 89188           | 196,0                         | rupia seszelska    |
| Sierra Leone                      | Sierra Leone                      | Republika Sierra Leone                                    | Freetown     | angielski                                                                             | 71620              | 5363669         | 74,9                          | leone              |
| Somalia                           | Somalia                           | Federalna Republika Somalii                               | Mogadiszu    | somalijski, arabski, włoski                                                           | 627337             | 9925640         | 15,8                          | szyling somalijski |
| Sudan                             | Sudan                             | Republika Sudanu                                          | Chartum      | arabski, angielski                                                                    | 2376000            | 45047502        | 19,0                          | funt sudański      |
| Sudan Południowy                  | Sudan Południowy                  | Republika Sudanu Południowego                             | Dżuba        | angielski                                                                             | [ a ]              | [ a ]           | [ a ]                         | funt sudański      |
| Tanzania                          | Tanzania                          | Zjednoczona Republika Tanzanii                            | Dodoma       | angielski, suahili                                                                    | 885800             | 42746620        | 48,3                          | szyling tanzański  |
| Togo                              | Togo                              | Republika Togijska                                        | Lomé         | francuski                                                                             | 54385              | 6771993         | 124,5                         | frank CFA          |
| Tunezja                           | Tunezja                           | Republika Tunezyjska                                      | Tunis        | arabski                                                                               | 155360             | 10629186        | 68,4                          | dinar tunezyjski   |
| Uganda                            | Uganda                            | Republika Ugandy                                          | Kampala      | angielski                                                                             | 197100             | 34612250        | 175,6                         | szyling ugandyjski |
| Wybrzeże Kości Słoniowej          | Wybrzeże Kości Słoniowej          | Republika Wybrzeża Kości Słoniowej                        | Jamusukro    | francuski                                                                             | 318003             | 21504162        | 67,6                          | frank CFA          |
| Wyspy Świętego Tomasza i Książęca | Wyspy Świętego Tomasza i Książęca | Demokratyczna Republika Wysp Świętego Tomasza i Książęcej | São Tomé     | portugalski                                                                           | 964                | 179506          | 186,2                         | dobra              |
| Zambia                            | Zambia                            | Republika Zambii                                          | Lusaka       | angielski                                                                             | 743398             | 13881336        | 18,7                          | kwacha zambijska   |
| Zimbabwe                          | Zimbabwe                          | Republika Zimbabwe                                        | Harare       | angielski                                                                             | 386847             | 12084304        | 31,2                          | dolar amerykański  |

Terytoria zależne i o nieustalonym statusie międzynarodowym:
- Francuskie Terytoria Południowe i Antarktyczne (tylko niewielka część terytorium – Wyspy Rozproszone)
- Majotta (departament zamorski Francji)
- Reunion (departament zamorski Francji)
- Sahara Zachodnia
- Somaliland
- Święta Helena (terytorium Wielkiej Brytanii)

### Regiony polityczne

Regiony świata w Afryce według podziału ONZ

#### Schemat regionów świata ONZ
ONZ w celach statystycznych podzielił świat na regiony. Na terenie Afryki znajduje się 5 takich regionów: Afryka Północna, Afryka Środkowa, Afryka Południowa, Afryka Wschodnia, Afryka Zachodnia. Podział ten ma głównie charakter kulturowo-polityczny, a nie ekonomiczny.

#### Afryka Północna

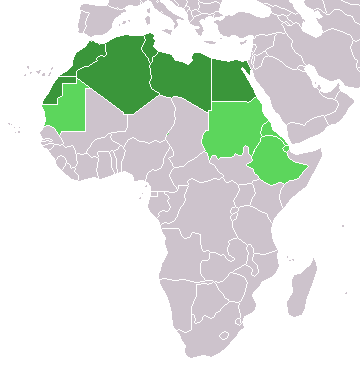
Afryka Północna

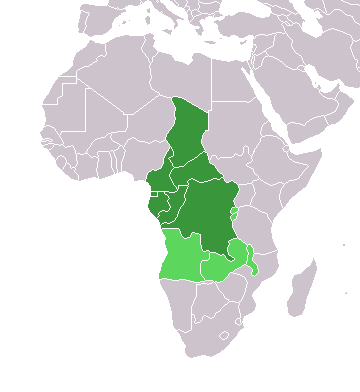
Afryka Centralna

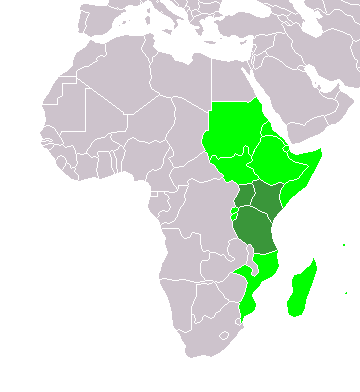
Afryka Wschodnia

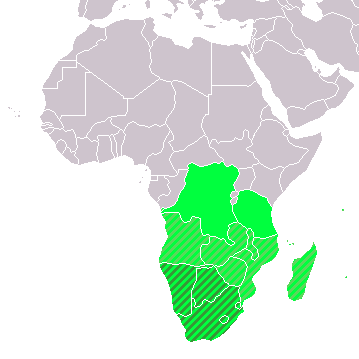
Afryka Południowa

Afryka Północna podobnie jak reszta regionów nie ma ściśle określonych granic. Według klasyfikacji ONZ do regionu zalicza się: Algierię, Egipt, Libię, Maroko z Saharą Zachodnią, Tunezję i Sudan. Państwa te leżą według podziału fizycznogeograficznego w Afryce Północnej, w której znajdują się jeszcze fragmenty takich państw, jak Mauretania, Mali, Niger, Czad. Państwa Afryki północnej ze względu na bliskość kulturowo-religijną są łączone z państwami Azji Południowo-Zachodniej. Region (wraz z Azją Południowo-Zachodnią) bywa określany jako „świat arabski”, jednakże w Maroku i Algierii większość stanowią nie ludy arabskie, ale berberyjskie. Z drugiej strony podział ONZ nie wlicza do Afryki Północnej Mauretanii, gdzie 80% mieszkańców stanowią potomkowie Maurów (ludu arabsko-berberyjskiego). Znaczne mniejszości arabskie znajdują się w Czadzie, Kamerunie, Mali i Tanzanii.

#### Afryka Zachodnia

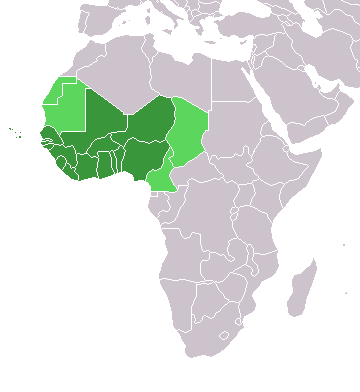
Afryka Zachodnia

Według klasyfikacji ONZ do regionu zalicza się: Benin, Burkinę Faso, Gambię, Ghanę, Gwineę, Gwineę Bissau, Liberię, Mali, Mauretanię, Niger, Nigerię, Republikę Zielonego Przylądka, Senegal, Sierrę Leone, Togo i Wybrzeże Kości Słoniowej.

#### Afryka Środkowa
Według klasyfikacji ONZ do regionu zalicza się: Angolę, Czad, Demokratyczną Republikę Konga, Gabon, Gwineę Równikową, Kamerun, Kongo Republikę Środkowoafrykańską oraz Wyspy Świętego Tomasza i Książęcą,

#### Afryka Wschodnia
Według klasyfikacji ONZ do regionu zalicza się: Burundi, Dżibuti, Erytreę, Etiopię, Kenię, Madagaskar, Malawi, Mauritius, Mozambik, Rwandę, Seszele, Somalię, Sudan Południowy, Tanzanię, Ugandę, Zambię i Zimbabwe.

##### Róg Afryki

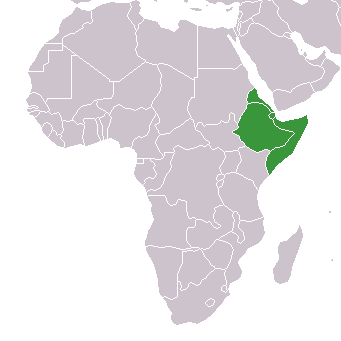
Róg Afryki

Róg Afryki jest regionem składającym się z państw leżących na Półwyspie Somalijskim. Region ten nie jest wydzielony w podziale ONZ (obszar należy do Afryki Wschodniej). Na tym terenie znajdują się Dżibuti, Erytrea, Etiopia oraz Somalia. Kraje te są najbiedniejszym regionem świata. Erytrea i Etiopia należą do grupy państw o najniższym zużyciu energii na mieszkańca
Somalia jest najbardziej upadłym państwem na świecie. Krajem rządzą terroryści i piraci. Rząd kontroluje tylko część kraju. W de facto niepodległym, ale nieuznawanym przez społeczność międzynarodową i ONZ Somalilandzie panuje względny spokój.

#### Afryka Południowa
Według klasyfikacji ONZ do regionu zalicza się: Botswanę, Lesotho, Namibię, Republikę Południowej Afryki i Eswatini. Kraje te są lub były pod silnym wpływem politycznym lub ekonomicznym Republiki Południowej Afryki. Botswana miała być w latach 50. połączona z RPA, natomiast Namibia do 1990 była okupowana przez RPA. Dodatkowo Namibia pozostaje w unii walutowej ze swoim sąsiadem. W przypadku dwóch pozostałych państw występuje jedynie zależność gospodarcza. Charakterystyczną cechą regionu jest spory odsetek chrześcijan, zwłaszcza protestantów.
W Republice Południowej Afryki, w której do 1994 obowiązywał apartheid, nadal występują znaczne dysproporcje społeczne. Mimo iż kraj ten jest najbogatszy na kontynencie, to musi się zmagać z wieloma problemami, takimi jak znaczna przestępczość, w tym wojny gangów i plaga HIV/AIDS. Mimo to poziom życia stale wzrasta nawet wśród ludności najuboższej.
W geografii turystycznej występuje inna delimitacja regionu, oprócz wyżej wymienionych państw zalicza się również: Angolę, Malawi, Mozambik, Zambię, Zimbabwe, ze względu na znaczny ruch turystyczny pomiędzy tymi krajami a Republiką Południowej Afryki. Dodatkowo zalicza się państwa wyspiarskie: Madagaskar, Mauritius, Komory, Seszele, a także posiadłości zamorskie Francji na Oceanie Indyjskim.